# Adolphe Thiers
Pour les articles homonymes, voir Thiers (homonymie).
Cet article concerne l'homme d'État. Pour l'architecte, voir Adolphe Thiers (architecte).
Adolphe Thiers, né le 15 avril 1797 (26 germinal an V) à Marseille (Bouches-du-Rhône) et mort le 3 septembre 1877 à Saint-Germain-en-Laye (Seine-et-Oise), est un avocat, journaliste, historien et homme d'État français.
Arrivé à Paris à 24 ans, ambitieux et sans fortune — il aurait servi de modèle à Balzac pour le personnage de Rastignac —, journaliste anticlérical et patriote de l'opposition libérale, auteur à succès d'une Histoire de la Révolution française, il est un exemple de l'évolution des classes dirigeantes françaises à la recherche d'un nouvel ordre institutionnel stable après l'effondrement de la monarchie absolue en 1789, par son rôle majeur dans la mise en place des régimes politiques successifs ayant suivi l'échec de la Restauration en 1830.
Il contribue aux Trois Glorieuses et joue un rôle décisif dans la mise en place de la monarchie de Juillet. Élu à l'Académie française, marié et devenu riche, il est député, plusieurs fois ministre et deux fois président du Conseil. Partisan d'une monarchie constitutionnelle dans laquelle « le roi règne, mais ne gouverne pas », il s'éloigne du roi Louis-Philippe Ier au nom de l'esprit « national » sur la politique étrangère (crise de 1840) et devient l'adversaire de Guizot au nom des libertés parlementaires.
Après la révolution de 1848, il se rallie à la République et devient l’une des figures du parti de l'Ordre. Opposé au coup d’État du 2 décembre 1851 du futur Napoléon III, dont il avait appuyé la candidature à la présidence de la République en 1848, il ne se rallie pas au Second Empire et commence une longue traversée du désert. Il écrit la suite de sa Révolution, l'Histoire du Consulat et de l'Empire en vingt volumes, qui sont de nouveau un succès de librairie. Élu en 1863 à Paris, il devient un des principaux orateurs de l'opposition libérale et s'oppose à la guerre franco-allemande de 1870.
En février 1871, après la chute du Second Empire consécutive à la défaite de Sedan pendant la guerre contre la Prusse et l'échec du Gouvernement provisoire de la Défense nationale, il devient « chef du pouvoir exécutif de la République française », c’est-à-dire à la fois chef de l’État et du gouvernement, Jules Dufaure étant vice-président du Conseil. Il négocie le traité de paix avec Bismarck et réprime dans le sang l'insurrection de la Commune de Paris.
Il est considéré par toutes les gauches révolutionnaires comme un artisan du massacre des communards pendant la semaine sanglante.
En août 1871, par la loi Rivet, il devient président de la République française. Il organise notamment l'emprunt national qui permet l'évacuation anticipée du territoire par les troupes d'occupation. En mars 1873, il est salué par l'Assemblée nationale comme « le libérateur du territoire ».
Son ralliement à une « République conservatrice » provoque en mai 1873 sa mise en minorité par les monarchistes, majoritaires à l'Assemblée nationale, et entraîne sa démission de la présidence de la République. Mais il a ouvert la voie à un rapprochement de la droite orléaniste libérale et des républicains modérés dirigés par Léon Gambetta, alliance qui, par la voie de l'« opportunisme », va fonder la Troisième République.

## Situation personnelle

### Enfance à Marseille
Marie Louis Joseph Adolphe naît, enfant naturel, le 15 avril 1797, dans la maison de sa mère, Marie-Madeleine Amic, fille de négociant marseillais, 15 rue des Petits-Pères à Marseille, aujourd'hui rue Adolphe-Thiers. Le baptême est célébré clandestinement dans la cave par un prêtre réfractaire.
L’enfant est légitimé le 13 mai lorsque son père, Pierre-Louis Thiers, veuf depuis le 3 mars de Marie-Claude Fougasse, épouse sa mère.
Le grand-père d'Adolphe Thiers, Louis-Charles Thiers, est né à Marseille, d’un avocat au barreau d'Aix-en-Provence, nommé en 1770 archivaire-secrétaire (secrétaire général) de la ville de Marseille, réputé pour être un homme compétent, travailleur et honorable, emprisonné et ruiné par la Révolution, ce dernier meurt en 1795 à Menton.

#### Relations avec son père
Au bout de quatre mois, Pierre-Louis Thiers disparaît sans laisser d’adresse. Adolphe Thiers ne l’a jamais revu.
En 1825, lorsque le père réclame une aide à ce fils qui commence à faire parler de lui dans le journalisme parisien, Thiers répond :

« Mes devoirs envers ma mère ne sont pas assez complètement remplis pour que je songe à des besoins qui sont ceux d’un homme dont je porte le nom, dont je suis le fils, mais qui ne fut jamais mon père, et que je ne regarderai jamais comme tel. Sa conduite indigne, la vie déplorable à laquelle il se livre, et qui donnent à un fils de 28 ans le droit de réprouver un père de 60, tout cela sont des raisons d’une séparation éternelle. Comment M. T. ose-t-il parler des sacrifices qu’il a faits pour l’éducation d’un fils dont il a laissé toute la charge à sa malheureuse épouse ? Lorsqu’il sera prouvé que c’est pour soutenir sa vie, et non pour se livrer aux plus ignobles excès, qu’il demande des secours, M. Ad. T. fera ce que sa situation lui permettra, et ne le fera pas par sentiment, car il n’a d’amour et de devoir qu’envers sa mère. »

Après une jeunesse aventureuse et dissipée (il est enfermé par lettre de cachet à la demande de son père) où on le retrouve en Morée, à Malte et aux îles d’Amérique où il tente de faire fortune, Pierre Thiers revient à Marseille en 1785, où il est embauché à la mairie. Chargé de la perception des loyers, il se sert dans la caisse et son père doit combler le déficit s'élevant à 7 000 francs, soit deux ans de salaire. En 1788, il épouse Marie-Claude Fougasse, dont il a un fils. À Lyon, au moment de l’insurrection royaliste de 1793, il se lie avec le chevalier de Fonvielle (1760-1839), littérateur et publiciste royaliste, actif propagandiste contre-révolutionnaire à Marseille et dans le Midi. Fonvielle raconte dans ses Mémoires leur fuite mouvementée lorsque la Révolution triomphe, par la Suisse, l’Italie, Gênes et la mer, à Toulon puis à Carthagène.
Après la chute de Robespierre (27 juillet 1794), Pierre revient à Marseille et obtient un poste d'accusateur public près le tribunal militaire. Il réussit à faire libérer Lucien Bonaparte incarcéré à Aix qui, pour lui témoigner sa reconnaissance, le fait nommer au service des vivres de l’armée d’Italie.
Après l’abandon de la femme qu'il vient d'épouser à Marseille et de son fils au berceau, il part à Paris. Fonvielle nous rapporte qu'il mène grand train. Il a ramené deux Italiennes : Thérèse Cavalieri avec qui il a deux enfants, et la sœur de cette dernière, Louise, qui lui donne une fille. Il acquiert deux domaines dans la Manche provenant de l'abbaye de Lessay. Rapidement ruiné, il est nommé par les Bonaparte receveur des contributions directes à Beaucaire. Au bout de dix-huit mois, il demande un congé. On s’aperçoit qu’il manque 44 000 francs dans la caisse. Il est arrêté à Bologne, au pays de Thérèse Cavalieri qu’il fait passer pour sa femme, mais réussit à s’enfuir. De nouveau arrêté à Marseille le 29 juillet 1806 et transféré à Nîmes. Il est libéré grâce à l’appui de Lucien Bonaparte et s’installe à Paris chez son ami Fonvielle.
Lorsque Thiers devient ministre, son père se prévaut de sa paternité pour extorquer de l’argent à des dupes. Thiers l’expédie à Carpentras avec une petite pension sous la surveillance de son ami d’Aix, le sous-préfet Floret. Le chantage recommence en 1832. Le père revient à Paris chez Fonvielle pour exercer une pression sur « un fils dénaturé ». Fonvielle sert d'intermédiaire, écrit dix-sept lettres à Thiers, puis au roi et à la reine sans succès, écrit un pamphlet. Un journal de Marseille ouvre une souscription « pour sauver la famille de M. Thiers de la famine et de la prostitution ». Thiers se fâche, menace. Le père finit par rentrer à Carpentras, où il meurt à 83 ans couvert de dettes.
« En vérité, peu d'hommes politiques de l'envergure de Thiers ont eu famille plus compromettante et ont traîné aussi lourd boulet » écrit Pierre Guiral.

#### Enfance
Adolphe Thiers passe son enfance à l'école ou au collège, élevé par sa mère « qu'il voit peu et qui n'est pas aimable » et sa grand-mère qui « seule lui a laissé un bon souvenir », selon Charles de Rémusat. Il ne connaîtra un intérieur de famille, « cette communauté d'intérêts, d'habitudes et de soins qui nous enlace par des liens si étroits » qu'à près de quarante ans, chez les Dosne, après son mariage dans des conditions très particulières.
En 1808, il entre au lycée de Marseille (aujourd'hui lycée Thiers) à 12 ans en sixième avec une bourse ; il y reste jusqu'en 1815. Malgré des conditions de vie draconiennes, Thiers s'y épanouit et devient un très bon élève, remportant presque toutes les années les premiers prix de sa classe. Son professeur de rhétorique écrit : « Il réunit aux plus heureuses dispositions pour les sciences et les belles-lettres, l’amour de l’étude et le désir de se distinguer dans une profession honorable. Quelle que soit la carrière dans laquelle il se propose d'entrer, il ne peut manquer de la parcourir avec le plus grand succès ». Le proviseur, M. Dubreuil, conseille à sa mère de l'encourager dans la carrière du barreau.
Alors que sa mère et sa grand-mère sont, à l'instar de la majorité des Marseillais, royalistes et pieuses, Thiers s'émancipe de ces opinions pour lui préférer la gloire napoléonienne : « Thiers faisait partie d'un groupe d'écoliers qui avaient pris un abonnement au Journal de l'Empire et qui faisaient acheter tous les bulletins de la Grande Armée. Il était très avide de ces lectures qu'il mettait bien au-dessus de ses devoirs ». Son départ du lycée en 1815 coïncide avec la Restauration, régime qu'il condamne avec fermeté : « Jamais, il n'a pu sortir de ma tête que le gouvernement de la Restauration était le gouvernement de l'étranger ».

### Étudiant et avocat à Aix
En 1815, suivant les conseils de son proviseur, Thiers part, à 18 ans, faire ses études de droit à Aix-en-Provence. Sa mère et sa grand-mère le rejoignent en 1818. Il fréquente assidûment la bibliothèque Méjanes, où il dévore les œuvres de nombreux auteurs tels Rousseau, Montesquieu, Vauvenargues, son cousin André Chénier, Fénelon, Bernardin de Saint-Pierre, Virgile et Homère notamment. Il se passionne en outre pour la philosophie, nourrissant le projet d'écrire des ouvrages de métaphysique.
Il fréquente un groupe d'amis sur lequel il exerce déjà son influence : Rouchon-Guigues futur avocat et historien ; Charles Giraud futur membre du Dernier ministère ; Antoine Aude, futur maire d'Aix ; Émile et Séverin Benoît qui seront avocats ; Pierre Revoil, artiste lyonnais ; Joseph Floret, futur préfet de Louis-Philippe, Mottet, futur conseiller d'État, Émile Teulon futur député du Gard. L'un d'eux écrit en 1837 : « aucun de nous ne doutait qu'il n'arrivât un jour aux postes les plus éminents de l'État. C'était à ce sujet une conviction tellement entière et profonde, que jamais le moindre éveil de sourire ironique ne parut sur une lèvre, quand l'un d'entre eux disait de ce jeune homme : Quand il sera ministre… ».
Mais surtout il rencontre François-Auguste Mignet avec qui il noue une amitié qui durera jusqu'à la fin de leur longue carrière. Le 29 août 1818, Thiers et Mignet sont reçus licenciés et, en novembre, ils sont admis au barreau d'Aix.
Parallèlement, il se lance dans l'écriture : un traité de trigonométrie sphérique, un mémoire sur l'éloquence judiciaire qui reçoit le prix de littérature de la Société des Amis des Sciences et des Arts et un Éloge de Vauvenargues qui lui vaut - non sans quelques péripéties car sa réputation de libéral commence à lui faire du tort - le prix de l'Académie d'Aix tandis que Mignet remporte un succès analogue avec un Éloge de Charles VIII mis au concours par l'Académie de Nîmes.
Las de ne pouvoir s'imposer comme il le souhaiterait, Thiers envisage de s'installer à Paris, seule ville selon lui où il pourra assouvir ses ambitions. Mignet part le premier en juillet 1821. Thiers le suit le 18 septembre. Il a 24 ans.

### Journaliste et historien à Paris

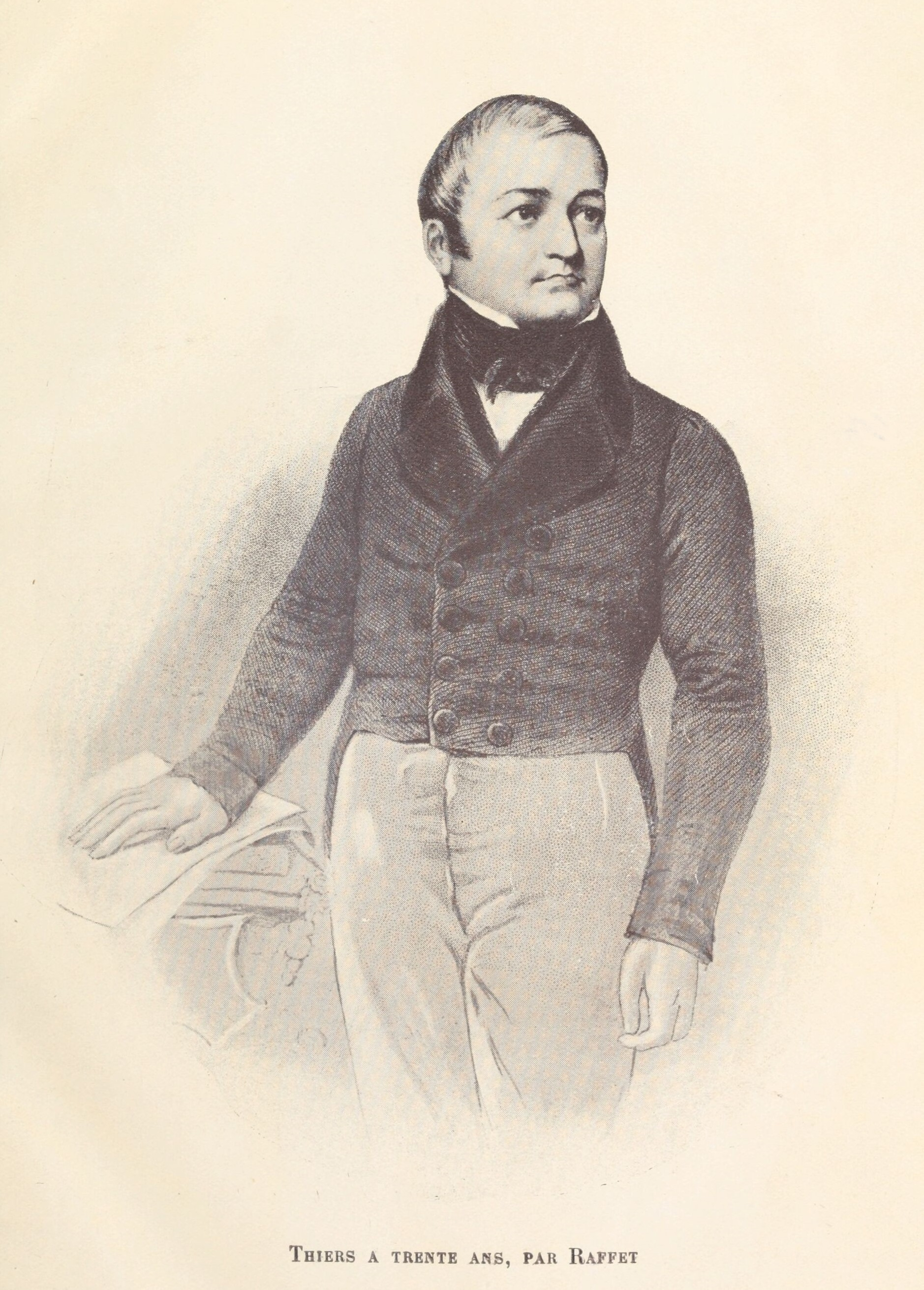
Adolphe Thiers à 30 ans, par Auguste Raffet.

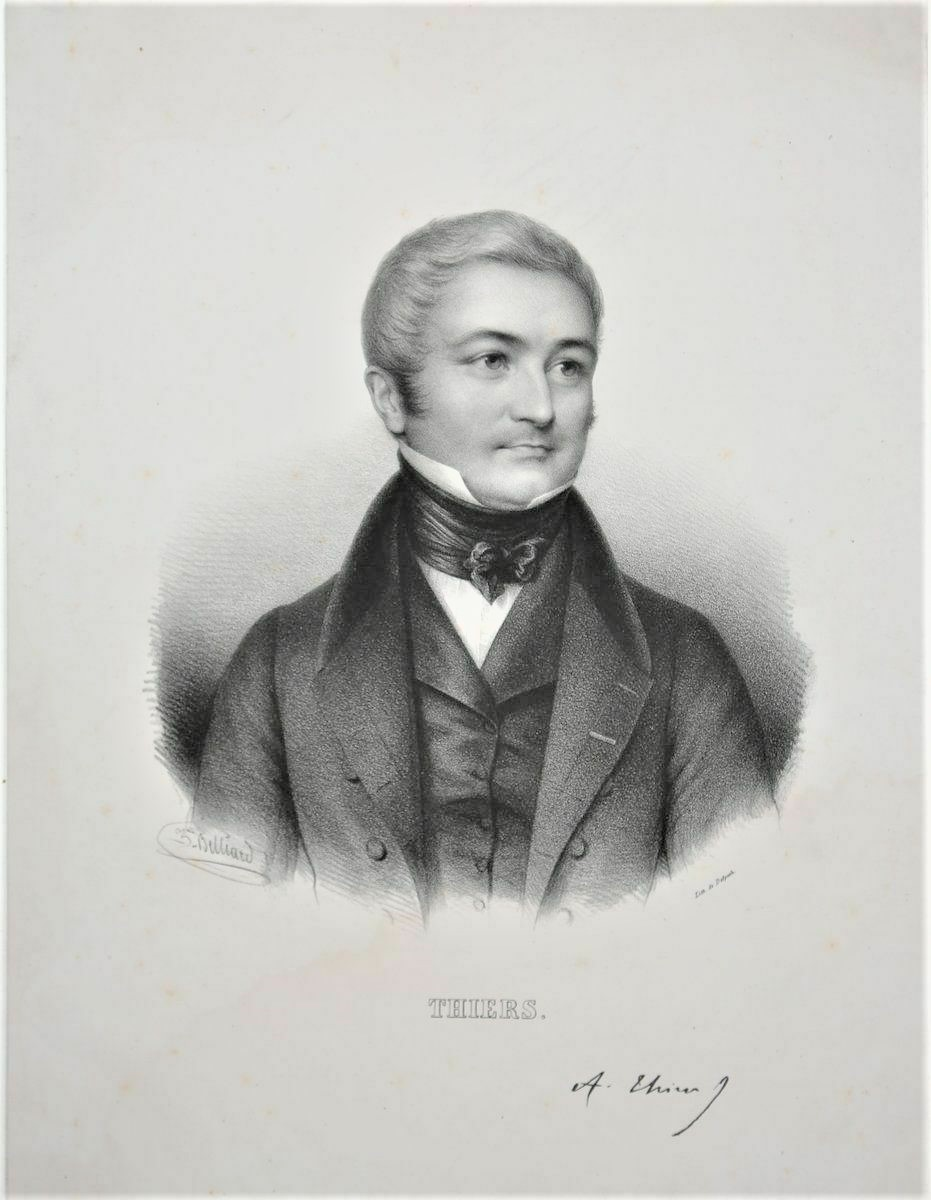
Adolphe Thiers. Lithographie de François-Séraphin Delpech d'après un portrait par Zéphirin Belliard.

À Paris, le petit provincial pauvre de 24 ans va se faire un nom par sa plume.
Il arrive le 25 septembre 1821 avec une lettre de recommandation pour le député de l’opposition libérale Manuel qui lui trouve, pour subvenir à ses besoins, un poste de secrétaire du duc de La Rochefoucauld-Liancourt, pair de France et membre de l’Académie des Sciences, qu’il quitte au bout de trois mois.
Le jeune homme a un physique peu flatteur, un fort accent et une voix nasillarde jugée peu agréable. « Sa figure ingrate, sa conversation négligée, son laisser-aller incorrect et spirituel ne le faisait pas prendre au sérieux autant qu'on l'aurait dû faire », juge Charles de Rémusat. Mais c’est un causeur intarissable, gesticulant et pétulant. Il a une capacité à parler de tous les sujets : « M. Thiers sait tout, parle de tout, tranche sur tout », écrit Sainte Beuve. « Il vous dira à la fois de quel côté du Rhin doit naître le prochain grand homme, et combien il y a de clous dans un canon […]. C’est l’esprit le plus net, le plus vif, le plus curieux, le plus agile, le plus perpétuellement en fraîcheur. Quand il expose, il n’est pas seulement clair ; il est lucide ».
Manuel l’introduit dans le monde de la presse en le présentant au banquier Jacques Laffitte, qui l’embauche le 24 octobre 1821 au Constitutionnel, journal le plus répandu et le plus influent de l’opposition libérale.
Thiers est libéral et patriote, ardent défenseur de la Charte, du système parlementaire et de la liberté de la presse. En matière de religion, il est voltairien et anticlérical : « La France, écrit-il, est incrédule encore plus que libérale […]. Le joug de l'Église est le plus abhorré de tous en France ».
Son style est clair avec une abondance des idées et un caractère agressif de la polémique. Bien que la majorité de ses contributions soient de nature politique, il est capable d'écrire sur tous les sujets avec la même aisance. Il s'adonne à l'économie et à la finance suivant notamment les fluctuations boursières et le krach immobilier de 1826.Il écrit sur l'art (Salon de 1822, Salon de 1824), sur la littérature (notice sur la vie et les lettres de Madame du Deffand). Il est l'un des premiers journalistes à révéler le talent de Delacroix, faisant l'éloge du jeune peintre dans le Constitutionnel du 11 mai 1822. Ses journées sont bien remplies : levé à 5 heures, Thiers écrit chez lui le matin, se rend au journal l'après-midi et fréquente les salons le soir afin de faire des rencontres et récolter des informations : salons littéraires ou politiques de tendance libérale, comme ceux de Madame de La Fayette, Madame de Dino, Madame Aubernon et Madame Pomaret ; celui du baron Gérard lui permet de rencontrer Stendhal, Lizinska de Mirbel, Wilhelm von Humboldt, Prosper Mérimée et Louis François Bertin de Vaux.
De 1824 à 1830, il collabore à la Gazette d'Augsbourg, journal allemand au sein duquel il représente le correspondant français, signant ses articles Der französische Correspondent. Il s’y exprime plus librement que dans la presse française et y donne ses analyses concernant la politique intérieure (notamment la mort de Louis XVIII et l'avènement de Charles X) et la politique étrangère (indépendance des colonies espagnoles, indépendance de la Grèce).
Une rencontre va marquer une date dans sa vie politique, celle de Talleyrand. Le prince est impressionné par ses capacités : « c’est un gamin qui a le feu sacré », dit-il. Il va le patronner et le soutenir, jusqu’à le pousser au pouvoir en 1836.
« Il se laissait complaisamment promettre sa future grandeur et câliner par ceux qui comptaient, en l’élevant, le dominer », écrit Rémusat. « La duchesse de Dino (nièce et maîtresse de Talleyrand), en le regardant avec ses beaux yeux veloutés donnait à son ambition des encouragements que sa fatuité interprétait autrement. Thiers acceptait toutes ces flatteries. Il n’en était pas la dupe, car il s’en moquait en les racontant, mais il en était charmé ».
Il rencontre aussi Rémusat, journaliste au Globe, dont il fera son numéro deux en 1840, avec le portefeuille de l’Intérieur, et qui lui sera toujours fidèle, sans illusion : « Le sentiment qui m’attache le plus à lui c’est la reconnaissance et, quoique je lui reconnaisse de bonnes et sérieuses qualités, ses défauts glacent en moi la sympathie et la confiance ».
Thiers ne se contente pas du journalisme ; il veut écrire l'histoire de la Révolution française qui est le grand sujet de l'époque. À l'automne de 1823, il publie une Histoire de la Révolution française dont les volumes vont s'échelonner entre 1823 et 1827. Il travaille avec le baron Louis pour les questions financières, avec les généraux Jomini et Foy pour les questions militaires. C'est un gros succès de librairie : en 1845, on compte 85 000 exemplaires en 10 volumes vendus, soit 850 000 volumes. Thiers est pour 1789 - cette révolution était « nécessaire » - et excuse la dictature de 1793 - fruit de circonstances imposées par l'aristocratie. Tocqueville s'indigne de sa complaisance pour la Terreur mais l'ouvrage est salué par Chateaubriand, Stendhal et Sainte-Beuve. Les libraires lui demandent la suite : une histoire du Consulat et de l'Empire. Il n'aura le temps de l'écrire qu'en 1845 quand il sera dans l'opposition. Dans son discours de réception à l’Académie française, il dit : « J’ai consacré dix années de ma vie à écrire l’histoire de notre immense révolution ; je l’ai écrite sans haine, sans passion, avec un vif amour pour la grandeur de mon pays ». D'ailleurs, Jules Michelet considère qu'il appartient à la Pléiade Historique.
Le jeune journaliste voudrait que Le Constitutionnel adopte une politique plus radicale d'opposition au régime. En janvier 1830, il fonde un nouveau journal, Le National avec le républicain Armand Carrel, Mignet et le libraire Auguste Sautelet . Thiers, qui a la direction du journal la première année, mène une vigoureuse campagne contre le gouvernement de Charles X. Il juge un changement de dynastie inévitable, la Révolution française devant finir, selon lui et Mignet, par une imitation du dénouement de la Glorieuse Révolution et du gouvernement britannique. Le journal est poursuivi, doit payer des amendes. Le gérant Sautelet récolte trois mois de prison.
Le 27 juillet 1830, les journalistes réunis dans les bureaux du National vont confier à Thiers la rédaction de la protestation collective qui ouvre la révolution de Juillet.

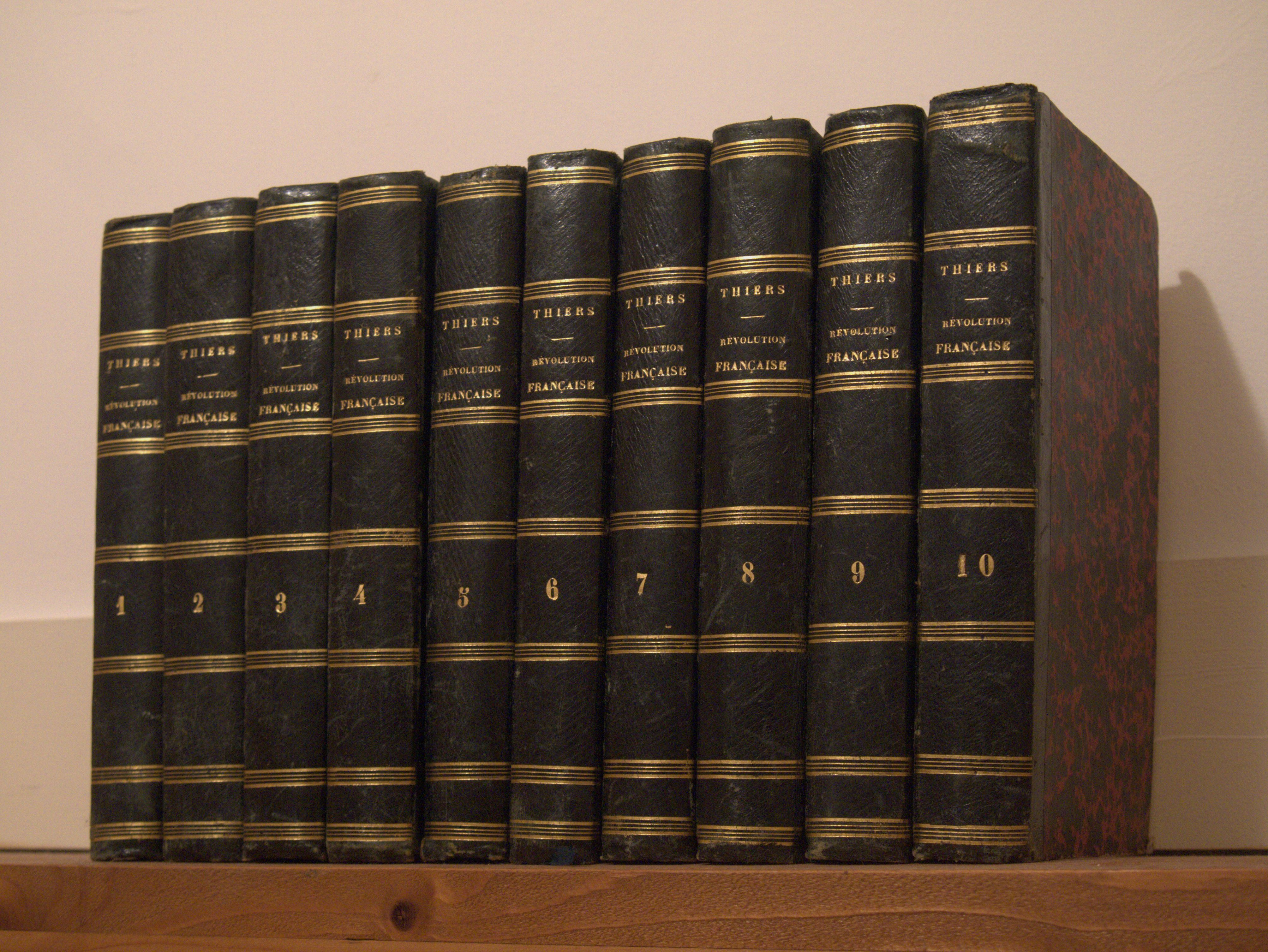
Les dix volumes de l’Histoire de la Révolution française d'Adolphe Thiers, écrits entre 1823 et 1827, un gros succès de librairie sous la Restauration.
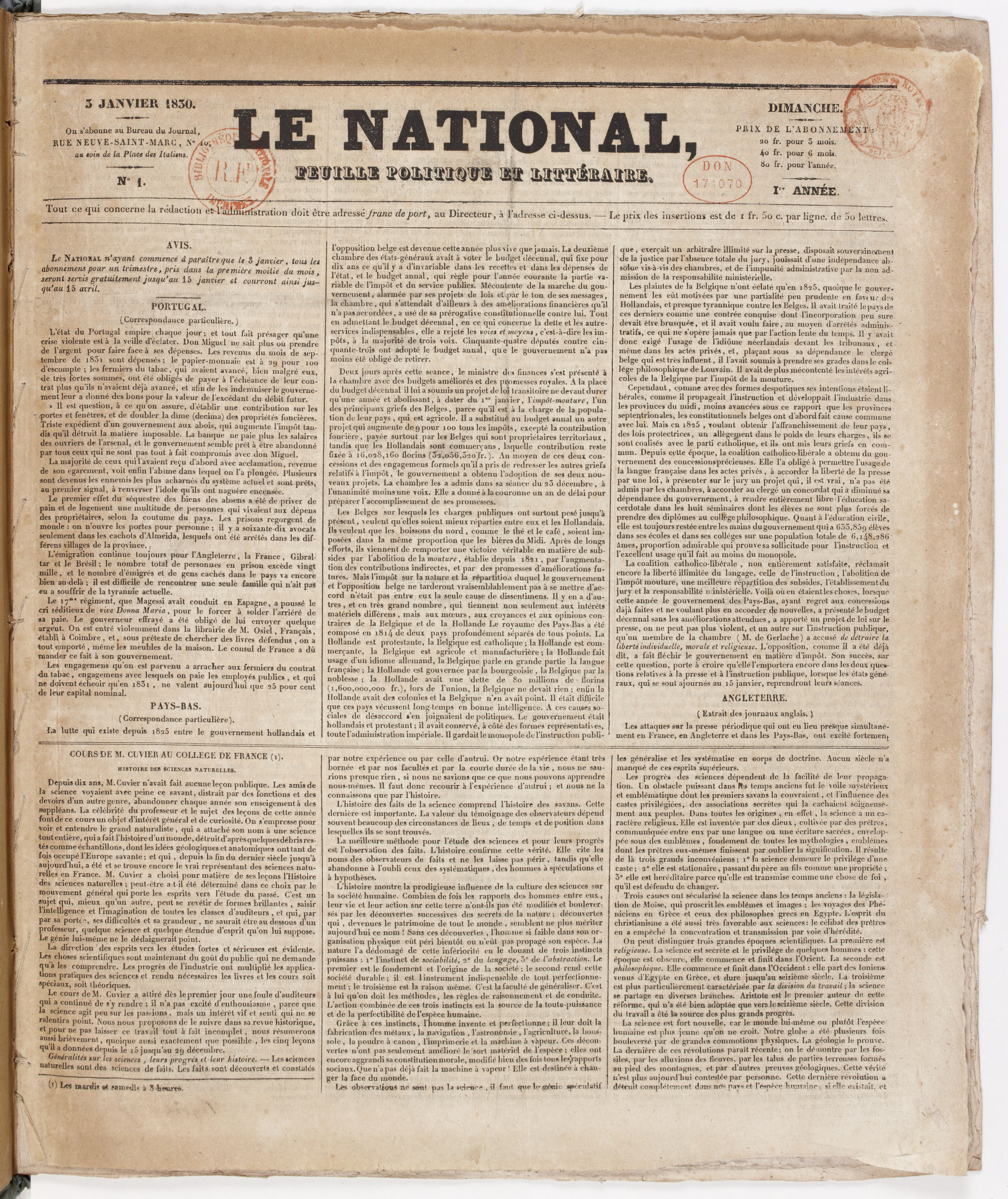
Six mois avant les Trois Glorieuses, Thiers fonde Le National, premier journal d’opposition à Charles X.
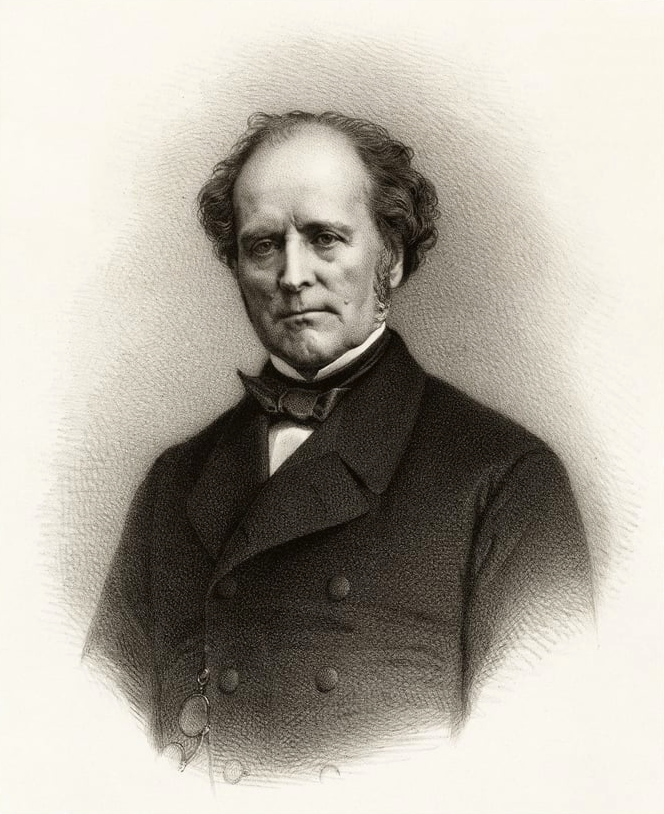
Mignet, Provençal comme Thiers, ami intime, auteur lui aussi en 1824 d'une Histoire de la Révolution française.
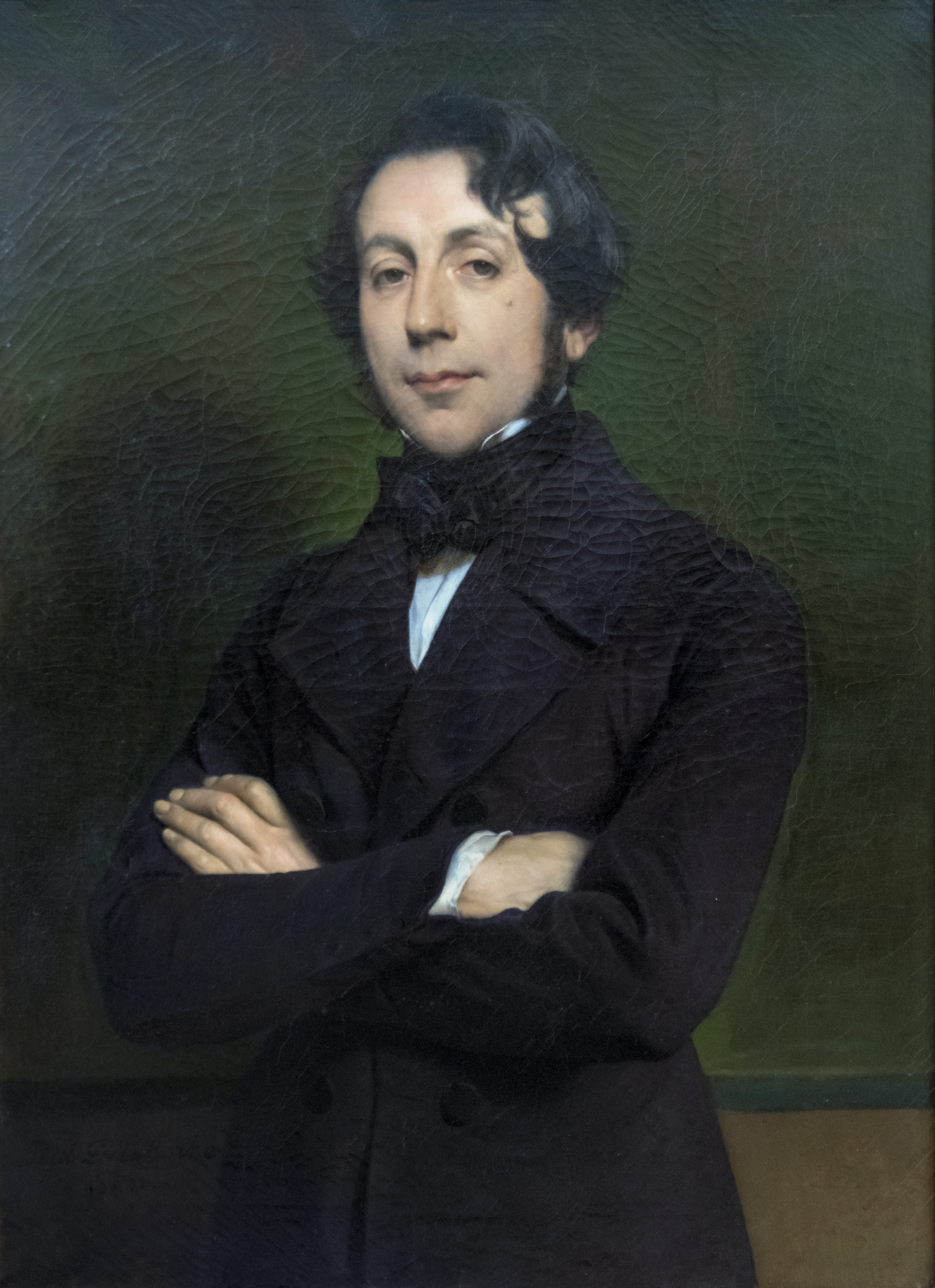
Rémusat, ami de Thiers, journaliste au Globe, journal des jeunes intellectuels libéraux.

### Mariage et vie privée

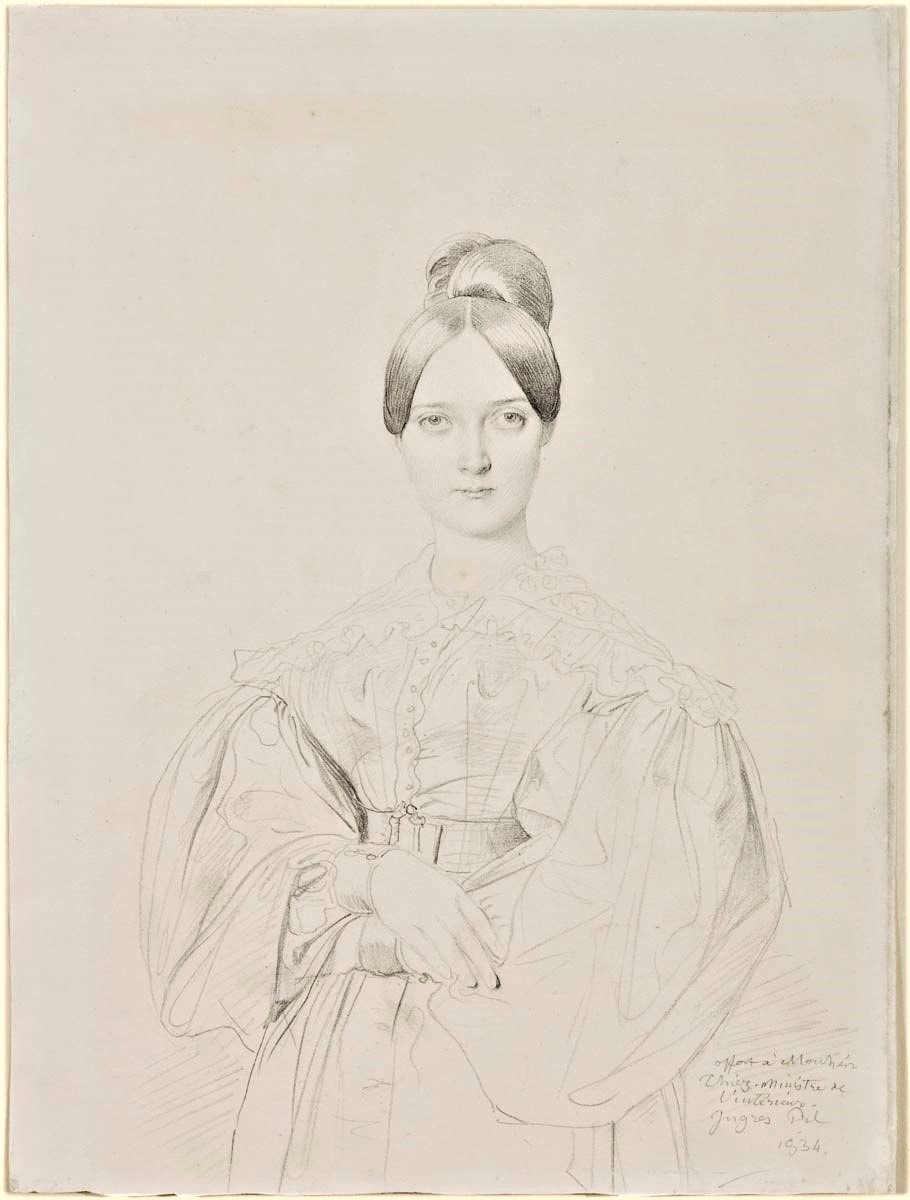
Mme Thiers à seize ans par Ingres, 1834, Allen Memorial Art Museum.

Le mariage d’Adolphe Thiers en 1833, à 36 ans, avec la fille aînée de sa maîtresse, Eulalie Élise Dosne, qui en a 15, est raillé par ses adversaires politiques et transposé par Balzac dans La Maison Nucingen : « Après quinze ans de liaison continue et, après avoir essayé son gendre, la baronne Delphine de Nucingen avait marié sa fille à Rastignac ». Les chansonniers de l’époque raillaient les « trois moitiés de Monsieur Thiers ».

En 1827, Adolphe Thiers se lie d'amitié avec la famille Dosne. Alexis Dosne est un riche agent de change qui a fait fortune sous la Restauration en spéculant sur les terrains, un parfait financier selon Rémusat « probe et loyal, sans prétention, sans esprit, de bonnes manières, tranquille, accommodant, silencieux ; je crois que dans cette maison une liberté conjugale à peu près absolue était regardée comme une des premières bienséances de la société et l'on ne manquait pas aux bienséances ». Il obtient en 1830 le poste de receveur principal à Brest. Le ménage a deux filles : Eulalie Élise et Félicie. Thiers devient l'amant de Mme Dosne, qui a deux ans de plus que lui. Charles de Rémusat écrit dans ses Mémoires : 

« Elle eut assez d’esprit pour voir qu’il en avait beaucoup et pour priser assez haut la conquête de ce petit homme, laid et inconnu, dans un temps où bien des sottes l’auraient traité de malappris, s’il se fût émancipé avec elles. Thiers était isolé dans Paris. Il n’allait pas dans le monde ; il n’avait jamais eu de famille ; il ne s’était attaché à aucune femme. Il s’attacha à celle-là, qui se dévoua à lui avec passion. La maison Dosne devint la sienne. Il se crut une famille ; il n’en a jamais eu d’autre. »

Après avoir protégé le jeune journaliste, Mme Dosne devient l’égérie de l’homme politique. En 1833, elle imagine le marier à sa fille aînée. Rémusat poursuit : 

« Elle lui assurait ainsi un intérieur et une fortune. Je suis très convaincu qu’en agissant ainsi, elle a cru faire acte de dévouement. Le côté répugnant d’une pareille union ne la touchait pas. Elle n’avait point de ces préjugés. Résolue à n’être désormais que la mère de son gendre, n’était-ce pas elle, après tout, qui faisait le sacrifice ? Elle ne s’apercevait pas qu’avant elle, c’était sa fille qu’elle sacrifiait […] Je suis certain que tout calcul fait, Thiers s'applaudit de l'existence domestique qui lui est échue ; il y a trouvé repos, bien-être, liberté, et à ce qu'il croit, une situation bienséante et digne […]. Le mariage qu'on lui offrait lui était avantageux, commode surtout. C'était celui qui devait prendre le moins sur son repos, le moins gêner sa liberté d'action. L'extrême jeunesse de sa femme le rassurait au lieu de l'effrayer. C'était un enfant qui restait près de sa mère et que sa mère formerait. Quant au passé, il était passé, et qui considère les relations avec les femmes comme une chose aussi simple qu'elle est naturelle, ne voit pas comment ce qui ne donne, avant, aucun scrupule pourrait causer le moindre embarras, après. »

La famille Dosne s’installe dans son hôtel de la place Saint-Georges, qui abrite aujourd'hui la fondation Dosne-Thiers et le beau-père passe à sa demande et grâce aux relations de Thiers de la recette générale de Brest à celle de Lille plus lucrative. Il est élu régent de la Banque de France en 1836 et meurt de choléra en 1839.
Mme Dosne participe activement à la vie publique de son gendre, tenant son salon place Saint-Georges, toujours très fréquenté, et présidant les dîners qu'il offre. Prévoyant qu’un jour Thiers écrirait ses Mémoires (il ne l’a pas fait, n’en ayant pas eu le temps), elle prend des notes journalières pour fixer ses souvenirs. Ces notes, spontanées et vivantes, publiées en 1928 par Henri Malo en deux volumes, donnent des informations inédites sur le détail des incidents qui ont marqué les périodes de crise du parcours ministériel de Thiers.
Félicie (1823-1906), la fille cadette, a toujours vécu avec sa mère, sa sœur et son beau-frère. Héritière de la fortune familiale, elle a créé en 1891, sous le patronage de l’Institut de France, la Fondation Thiers, pour favoriser le développement des hautes études en hébergeant des pensionnaires choisis. Elle a légué à sa mort, à ce même institut l'hôtel Saint-Georges pour y installer une bibliothèque d'histoire et, à l'Académie de Marseille, la maison natale de Thiers. Elle a consacré ses dernières années à mettre en ordre et publier les papiers de Thiers et la correspondance familiale.

## Parcours politique

### Sous la monarchie de Juillet
L'ascension politique de Thiers commence avec la Révolution de Juillet.

#### Trois Glorieuses
« Il y avait assez de salpètre dans cette nature pour faire sauter dix gouvernements », écrit Lamartine qui déjeune avec Thiers avant la révolution « Je sortis plus convaincu que jamais de la perte de la Restauration puisque la Providence lui avait suscité un tel ennemi ».

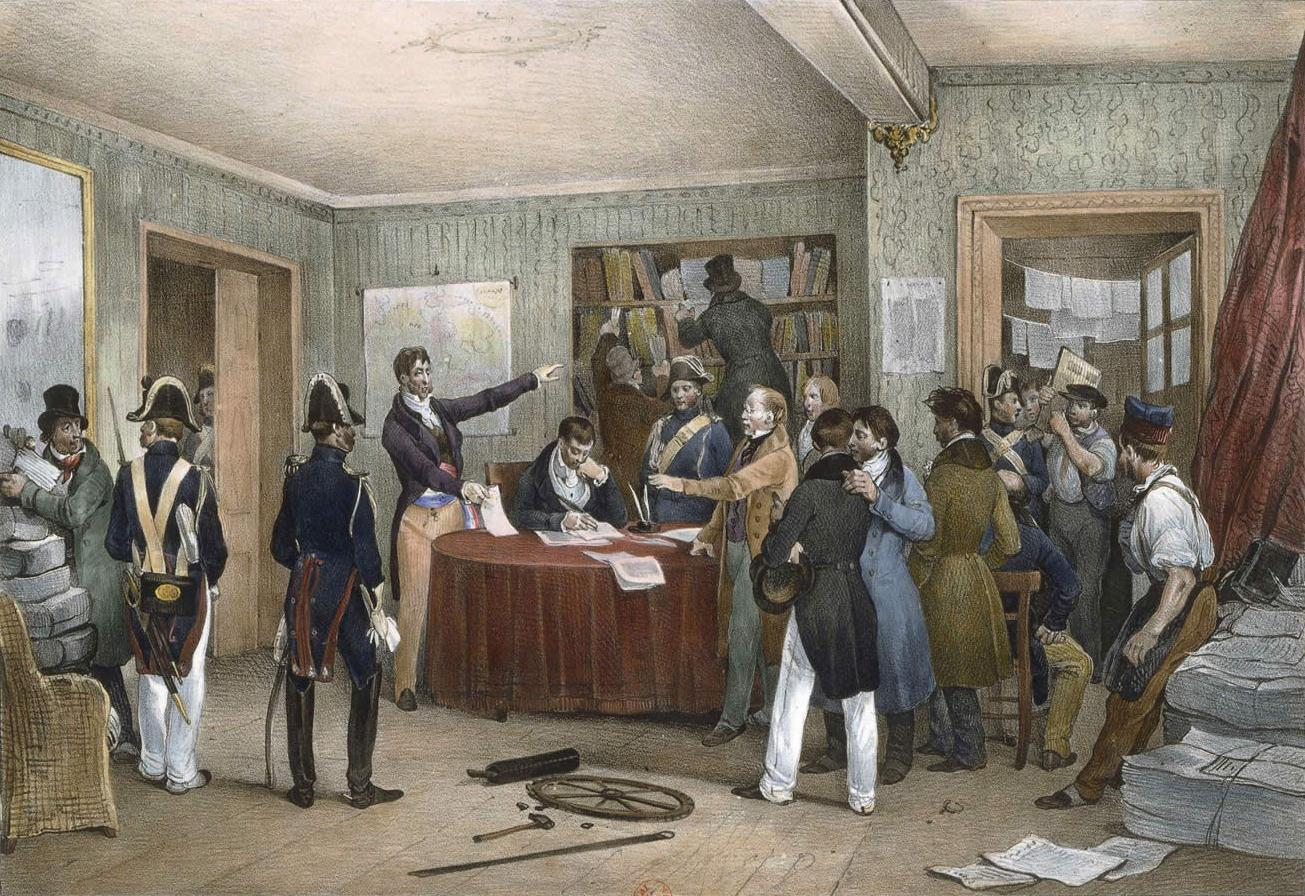
Saisie des presses du National le 27 juillet 1830.

Le 26 juillet, veille des Trois Glorieuses, la presse parisienne se mobilise contre les quatre ordonnances royales connues assez tard dans la journée. C'est au National, à l'initiative de Thiers qu'une quarantaine de journalistes d'opposition se réunissent pour décider de faire paraître leurs journaux malgré l'interdiction. C'est Thiers qui rédige la protestation solennelle des journalistes contre les ordonnances de Charles X, publiée le lendemain dans les journaux Le National, Le Globe et Le Temps :

« Le régime légal est […] interrompu, celui de la force est commencé. Dans la situation où nous sommes placés, l’obéissance cesse d’être un devoir. […] Aujourd’hui donc, des ministres criminels ont violé la légalité. Nous sommes dispensés d’obéir. Nous essaierons de publier nos feuilles sans demander l’autorisation qui nous est imposée. »

— Protestation des 44 journalistes du 26 juillet 1830.
Tout bascule dans la nuit du 27 au 28 avec l'entrée en révolution du peuple de Paris. Thiers est un des principaux instigateurs de la candidature de Louis-Philippe d’Orléans. Le 29 juillet, à l'hôtel du banquier Jacques Laffitte, devenu le centre de gravité de l'opposition, c'est lui, avec Mignet, qui rédige l'affiche qui pose la candidature du duc et qui va être placardée dans Paris pour que les Parisiens la découvrent à leur réveil :

« Charles X ne peut plus rentrer dans Paris : il a fait couler le sang du peuple.
La république nous exposerait à d’affreuses divisions ; elle nous brouillerait avec l’Europe.
Le duc d’Orléans est un prince dévoué à la cause de la Révolution.
Le duc d’Orléans ne s’est jamais battu contre nous.
Le duc d’Orléans a porté au feu les couleurs tricolores.
Le duc d’Orléans peut seul les porter encore ; nous n’en voulons pas d’autres.
Le duc d’Orléans s’est prononcé ; il accepte la Charte comme nous l’avons toujours voulue et entendue. C’est du peuple français qu’il tiendra sa couronne. »

Il faut convaincre le duc d’Orléans d'accepter la couronne, alors qu'il n’a pas révélé ses intentions et que, craignant d’être arrêté, il a quitté discrètement son domaine de Neuilly. Dans la matinée du 30, les députés décident d’envoyer Henri de Rigny sonder le duc d’Orléans au château de Neuilly ; mais c’est toujours Thiers, muni par Laffitte et Sebastiani de lettres d’introduction, qui, arrivé le premier, fait valoir à Mademoiselle d’Orléans, sœur du duc et sa première conseillère, que la solution orléaniste peut seule sauver la France de l’anarchie et que les puissances, soulagées de voir la France échapper à la république, ne pourront qu’approuver le changement de dynastie. Louis-Philippe, prévenu par sa sœur, rentre à Neuilly et décide d’accepter la résolution des députés.

#### Conseiller d'État, député et ministre

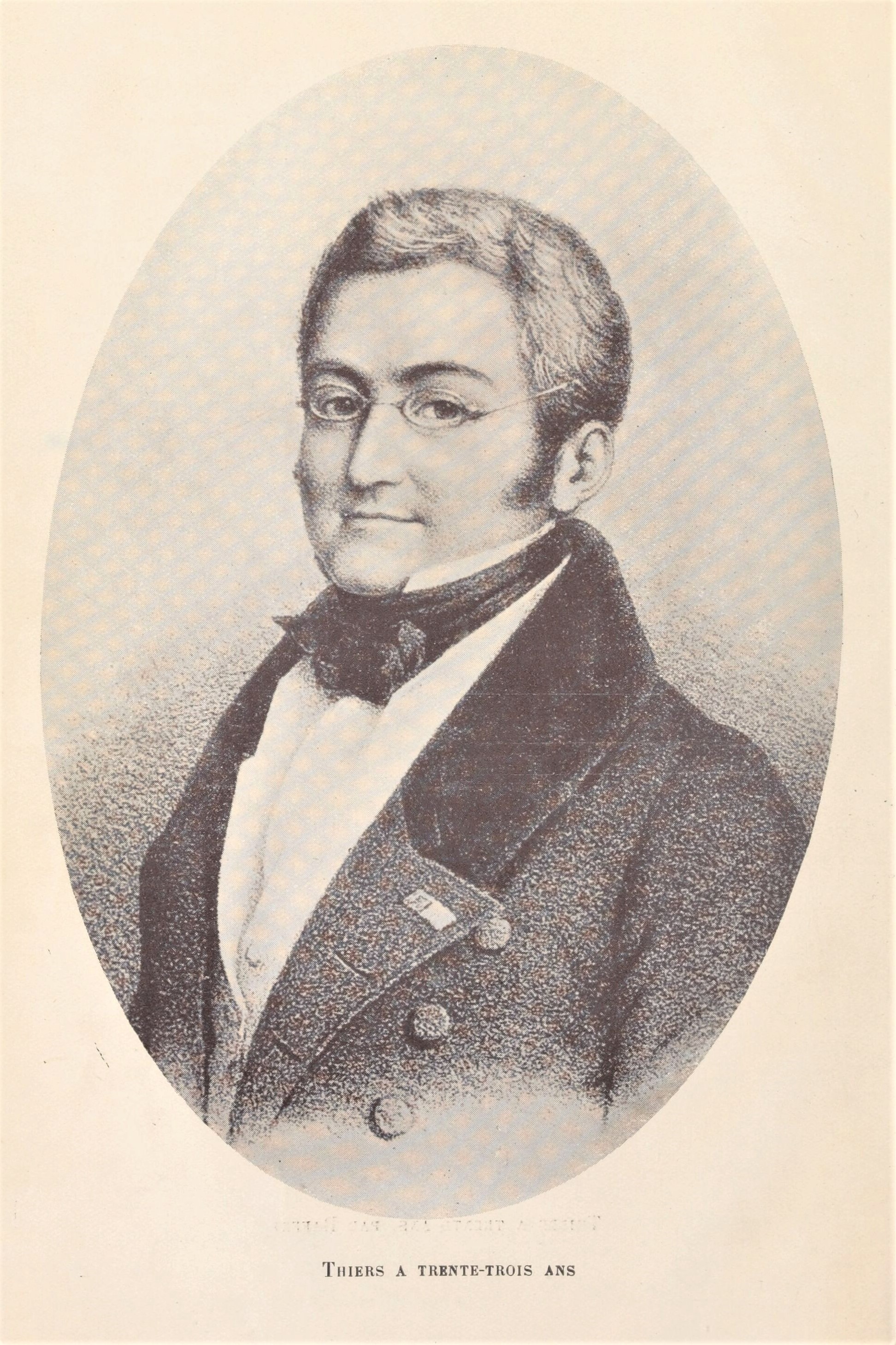
Adolphe Thiers à 33 ans.

En trois mois, Thiers va devenir conseiller d'État, député et ministre.
Le 11 août, il est admis au Conseil d'État, attaché à la Commission des Finances et adjoint au ministre des Finances, le baron Louis qui a 75 ans, dans le ministère provisoire du 1er août 1830.
Nommé conseiller d'État, Thiers veut se faire élire député, mais il n'est pas riche et n'a pas le cens électoral nécessaire pour être éligible. Son amie, l'ambitieuse Madame Dosne — qui est sa maîtresse et deviendra en 1833 sa belle-mère —, lui vend un de ses immeubles 100 000 francs payable deux ans à compter le jour de la vente. M. Dosne est nommé le 15 octobre receveur général à Brest. Thiers est élu à Aix le 21 octobre 1830.
« Il avait à lutter contre une sourde malveillance dans la Chambre, avec peu d'appui dans le public », écrit Rémusat. « Son attitude dans le monde, un certain laisser-aller de conversation, sa figure même et sa taille, n'appelaient pas naturellement la considération, et sa réputation d'agent actif et secret de la révolution et de l'orléanisme indisposait contre lui ceux qui voulaient bien avoir fait une révolution, mais ne pouvaient souffrir qu'on l'eût désirée (…) La presse, au lieu d'applaudir à la fortune d'un écrivain parvenu, fit écho au mépris des pédants du parti conservateur. Quelques tristes circonstances de sa triste famille vinrent en aide à la crédulité et à la calomnie ».
Le ministère Laffitte, deuxième ministère du règne de Louis-Philippe est formé le 2 novembre 1830. Laffitte est président du Conseil et ministre des Finances. Dès le 4 novembre, il fait nommer Thiers sous-secrétaire d'État aux Finances. Thiers impose son autorité, devient à 33 ans le vrai ministre des Finances, traite directement avec le roi, qui l'apprécie. Il fait aussi office de chef de Cabinet officieux, rédigeant les discours du chef du gouvernement, en particulier le discours de politique générale lu par Lafitte à la Chambre. Vers la fin de 1830, il est tenté d’évoluer vers la gauche et une politique dite du « mouvement » (« Il se demandait si un peu de politique révolutionnaire dans le gouvernement ne lui rendrait pas la vigueur dont il avait besoin »), mais il désapprouve le laisser-faire de Jacques Laffitte face aux manifestations à caractère insurrectionnel qui tendent à devenir chroniques, en particulier le sac de l'église Saint-Germain-l'Auxerrois par la foule en février 1831 (on y célébrait un service religieux à la mémoire du duc de Berry) et le pillage de l'archevêché les jours suivants (l'archevêque passait pour avoir prié pour le succès des ordonnances de Juillet à Notre-Dame même), et se rallie en mars à un orléanisme de la « résistance », incarné par l'énergique Casimir Perier, qui succède à Laffitte.

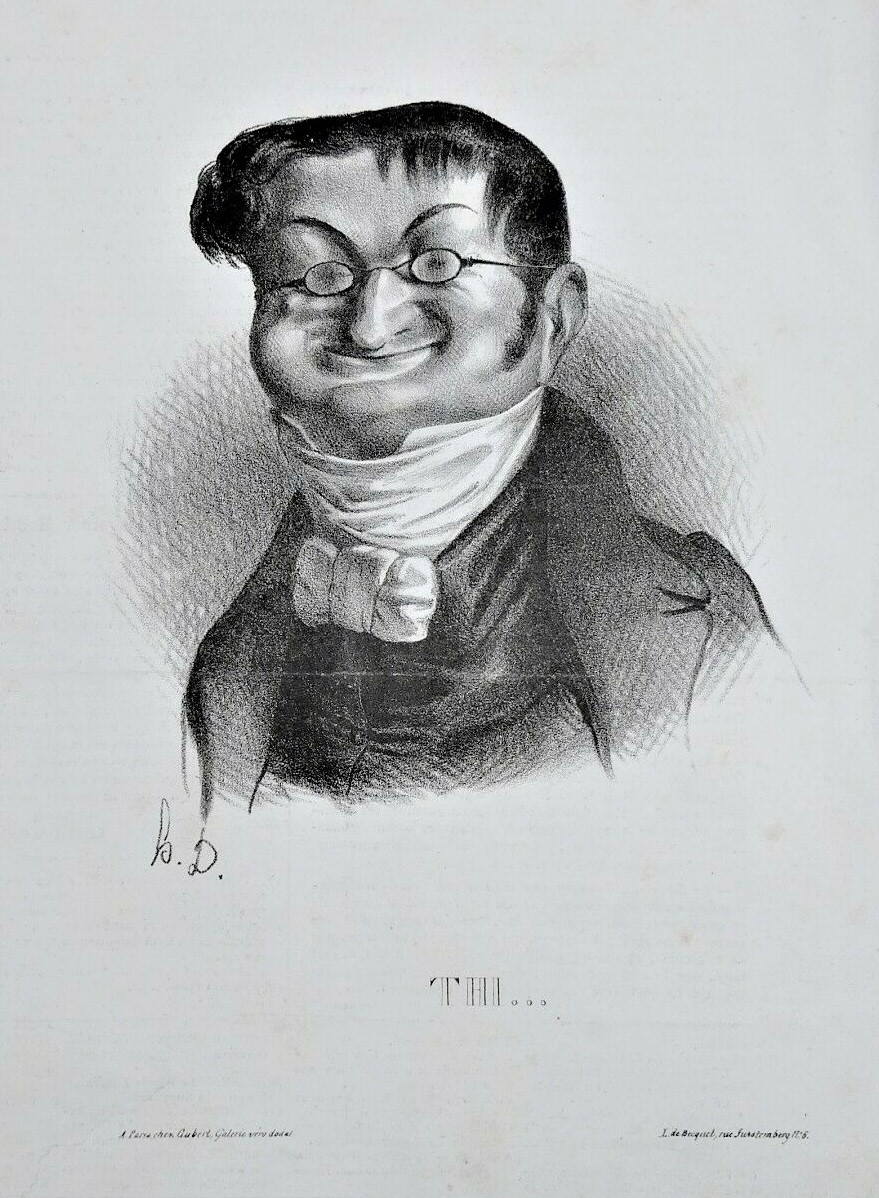
Thiers caricaturé par Honoré Daumier (lithographie publiée dans Le Charivari, 2 juin 1833).

Après la mort de celui-ci emporté par le choléra, il entre, le 11 octobre 1832, dans le premier ministère Soult au poste clé, en ces temps troublés, de ministre de l'Intérieur. Un triumvirat formé de Thiers, Guizot et Broglie dirige les affaires d'octobre 1832 à 1836 : « Quand ces trois messieurs sont d’accord, dit le roi, je suis neutralisé, je ne peux plus faire valoir mon avis ».
Il fait preuve de son efficacité en mettant fin à la tentative de soulèvement de la Vendée entreprise par la duchesse de Berry. La duchesse, trahie par un agent de liaison, Simon Deutz, à qui Thiers accepte, contrairement à son prédécesseur, de payer une somme énorme, est arrêtée le 7 novembre 1832. Mais « il ne veut pas être le Fouché du régime » et passe de l’Intérieur aux Travaux publics en décembre.
Le 20 juin 1833, Thiers est élu à l'Académie française mais il n'a pas le temps d'écrire son discours. La réception officielle n'a lieu que le 13 décembre 1834 en présence de Talleyrand venu soutenir son protégé.
Il reste à Thiers à régulariser sa situation et à se marier. Le 6 novembre 1833, il épouse la fille aînée de Madame Dosne, s'assurant ainsi, avec la fortune (la mariée apporte une dot de 300 000 francs d'argent comptant), une famille selon son choix (voir Mariage).
Revenu à l’intérieur en avril 1834, il réprime durement les troubles qui éclatent d'abord à Lyon (9 avril : seconde Révolte des canuts), puis à Paris (12 avril). À Lyon où la répression fait 100 à 200 morts de part et d'autre, il applique une tactique qu’il rééditera en 1871 pour écraser la Commune de Paris : se retirer de la ville, l’abandonner aux insurgés, l’encercler, puis la reprendre.
À Paris, Thiers, qui a prévu les troubles, a concentré 40 000 hommes de troupe et fait arrêter, à titre préventif, 150 des principaux meneurs de la Société des droits de l'homme. Le 13 avril, il donne l'ordre au général Bugeaud de réprimer durement le mouvement : « Il faut tout tuer. Amis, pas de quartier, soyez impitoyables ».

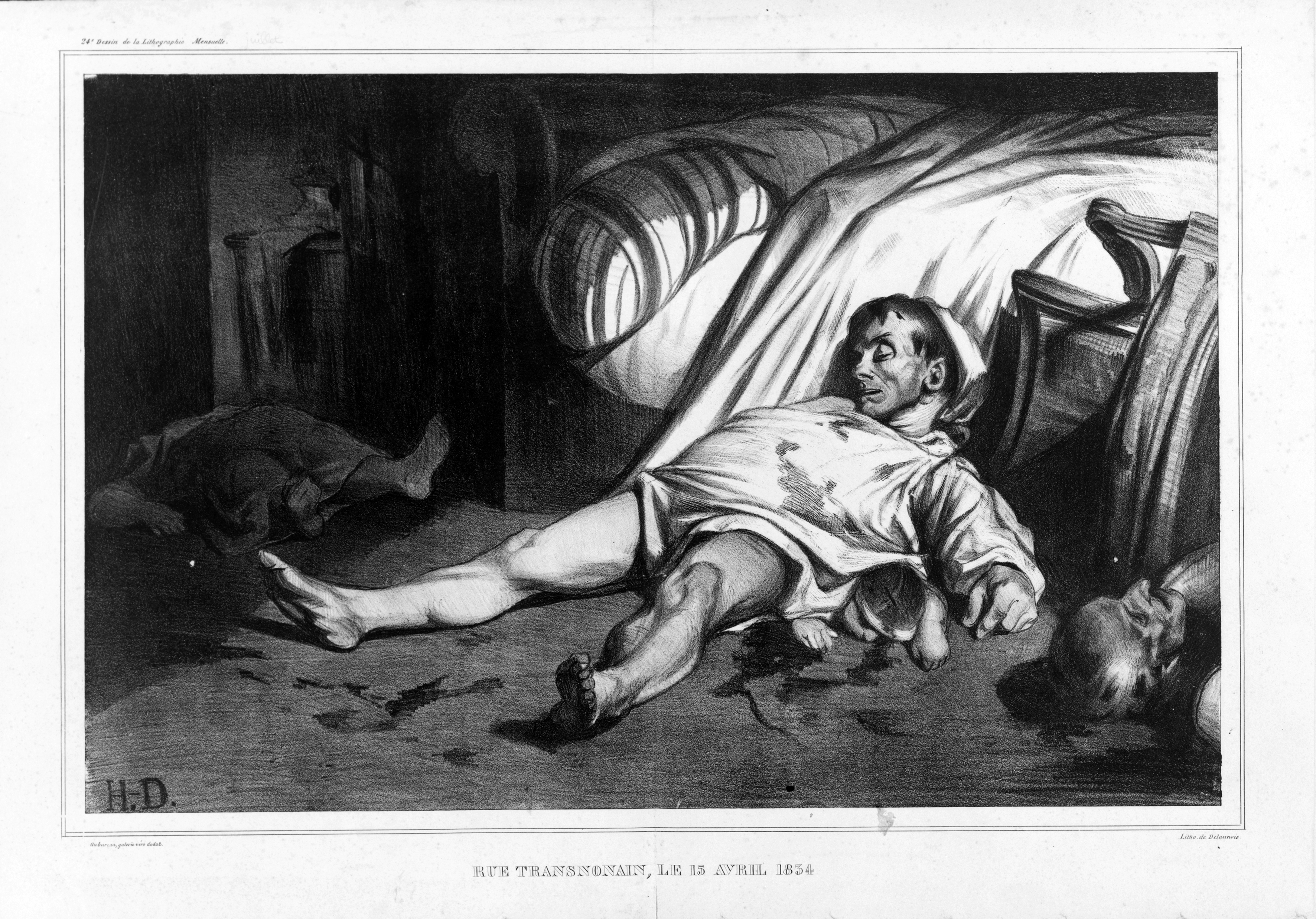
Scène du massacre de la rue Transnonain par Honoré Daumier.

Dans la soirée, des barricades commencent à se dresser. Avec le général Bugeaud, qui commande les troupes, il dirige personnellement les opérations de maintien de l'ordre, à cheval auprès des généraux, ne craignant pas de prendre des risques - un officier et un auditeur au Conseil d'État sont tués à ses côtés. La férocité de la répression laissera dans la mémoire du peuple parisien des souvenirs tragiques, notamment le massacre de la rue Transnonain (la troupe ayant, selon la thèse officielle, reçu un coup de feu du no 12 de la rue, douze occupants sont massacrés à la baïonnette ou au fusil à bout portant - hommes, femmes, enfants, vieillards).
Le rapide succès qu'a obtenu Thiers lui crée des haines féroces et durables. En faisant arrêter la duchesse de Berry par sa police, il est devenu l'ennemi des légitimistes, en réprimant les insurrections, celui des républicains. Les attaques et les calomnies dont il fait l'objet sont amplifiées par les caricatures de Honoré Daumier, Cham, Prével, Grandville, Forrest qui le ridiculisent et le rendent odieux. Elles s'amplifieront après la Commune, jusqu'à sa mort et au delà.

#### Les deux ministères Thiers
Louis-Philippe est un roi constitutionnel qui ne veut pas, comme un monarque anglais, se contenter de régner en se tenant informé des affaires. Il veut gouverner, se pensant souvent plus habile que ses ministres pour défendre les intérêts de sa dynastie. Il cherche un président du Conseil qui, partageant ses idées, les appliquerait, en particulier en matière de diplomatie, qu'il considère comme son domaine réservé.
Cette recherche explique l’instabilité ministérielle des années 1834 à 1840 pendant laquelle Thiers va diriger deux gouvernements de courte durée, occupant simultanément les fonctions de président du Conseil et de ministre des Affaires étrangères. Mais Thiers voudrait établir un vrai gouvernement représentatif sur le modèle anglais. Il voudrait que « le roi règne et ne gouverne pas » ; ce qu'il veut, c'est gouverner à sa place. Les deux fois, il va s’opposer au roi sur les questions de politique étrangère et être amené à démissionner.
Thiers, qui se positionne au centre gauche, veut, avec ce qu'on appelle le « camp patriote » et le soutien du duc d'Orléans, l'héritier de Louis-Philippe (ce prince populaire, d'esprit libéral et national, meurt prématurément en 1842 d'un accident de cabriolet), une diplomatie de fermeté vis à vis des puissances victorieuses de Napoléon « pour effacer la honte des traités de 1815 », quitte à prendre le risque d’une guerre européenne, avec l'arrière pensée de récupérer les « frontières naturelles » perdues. Le roi, lui, veut la paix à tout prix et trouve que Thiers risque de l'entraîner vers la guerre et la révolution.
À la fin de 1840, après la démission de Thiers, Louis-Philippe pensera avoir trouvé son ministre dans la personne de François Guizot qu'il gardera jusqu'à la fin du règne, mais qui contribuera, par sa résistance obstinée aux réformes demandées par l'opposition, à la chute de la monarchie.

##### Premier ministère Thiers (février -septembre 1836)

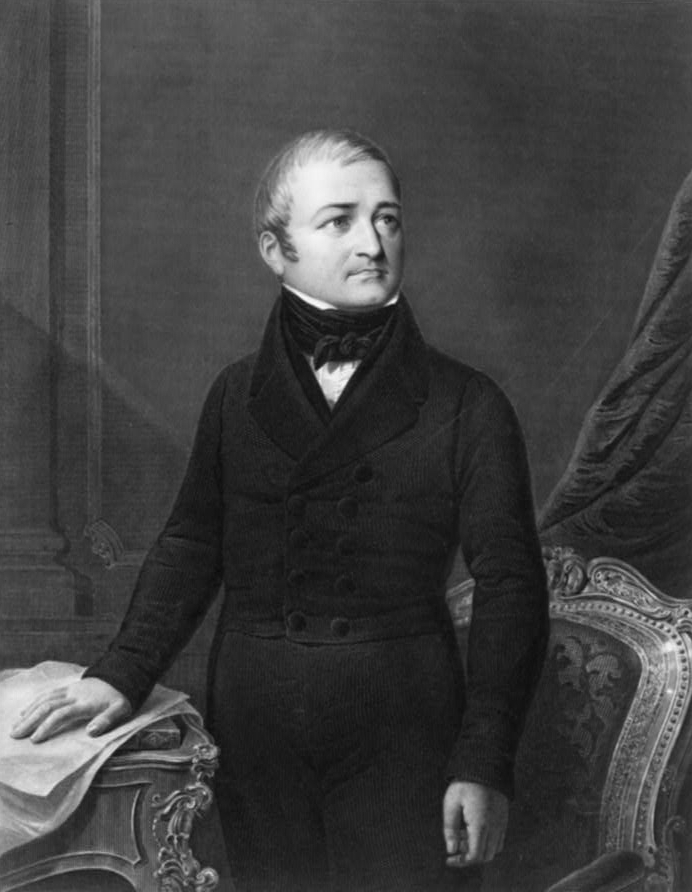
Portrait gravé d'Adolphe Thiers.

Le 22 février 1836, à moins de 40 ans, Thiers atteint le double objectif de son ambition : la présidence du Conseil et le portefeuille des Affaires étrangères. Le roi, « qui a du goût pour Thiers », écrit Rémusat, l'a nommé en suivant le conseil de Talleyrand, qui pense qu'« un homme de rien, qui n'a que beaucoup d'esprit, serait la créature ou l'instrument du roi, conseillé par lui ». Il se trompe en le prenant pour un instrument et va, très peu de temps après, entrer en lutte avec lui.
À son arrivée au pouvoir, Thiers doit s'occuper du mariage du fils du roi, le duc d’Orléans. Les puissances absolutistes ont institué un blocus matrimonial autour de la famille d'Orléans pour ne pas consacrer la légitimité de son accession au trône. Thiers poursuit l'idée d'un mariage avec une princesse autrichienne, projet qui, après de nombreuses péripéties, se heurte à un refus de l'Autriche. Thiers se tourne alors du côté de Berlin, et c'est la princesse de Mecklembourg-Schwerin qui devient duchesse d'Orléans.
Sur le plan intérieur, Thiers doit faire face à la reprise de l’agitation républicaine à la suite de l’attentat d’Alibaud (25 juin 1836) contre Louis-Philippe.
La question d'une intervention militaire en Espagne va l'opposer au roi et l'amener à démissionner. En mourant, en 1833, le roi d’Espagne Ferdinand VII lègue sa couronne à sa fille Isabelle, âgée de trois ans, sous la tutelle de la reine-mère, Marie-Christine. Son frère Charles (Don Carlos) y prétend et se fait reconnaître en Biscaye. Don Carlos, absolutiste fait cause commune avec les légitimistes français. Il est soutenu par l’Autriche, la Prusse et la Russie. Les libéraux espagnols se rallient à Marie-Christine, soutenue par l'Angleterre, la France et le Portugal (traité de la Quadruple-Alliance). Il s'ensuit une guerre civile entre les partisans de la jeune reine et les carlistes (Première Guerre carliste). Sous la conduite du général Zumalacárregui, une armée de 13 000 carlistes remporte une suite de victoires, ce qui conduit Marie-Christine (nièce par ailleurs de Louis-Philippe), à demander un soutien militaire à la France.
Thiers considère qu’il est de l’intérêt de la France et de la dynastie de Louis-Philippe d’éviter que le trône d’Espagne tombe dans les mains de Don Carlos. Il veut porter secours à la reine régente Christine, l'aider à mettre en place une monarchie constitutionnelle sur le modèle de la France et envisage même de marier le duc d'Aumale à la petite reine Isabelle. Il se heurte au roi qui ne veut pas d'intervention militaire extérieure qui pourrait le brouiller avec les puissances européennes et offrirait le risque de radicaliser sa politique intérieure. Thiers menace de démissionner et force la main du roi qui accepte de céder à la régente d’Espagne 6 000 hommes de la Légion étrangère sous les ordres du colonel Bernelle. Thiers veut porter l’effectif à 20 000 hommes sous les ordres de Bugeaud rappelé d’Algérie. Le roi refuse. Thiers envoie sa démission au roi le 16 août 1836, « se réservant de le servir utilement quand ils seront tout à fait d’accord ».
Thiers s'estime, selon son expression « rejeté du pouvoir » en l'absence et sans l'intervention des Chambres et reproche au roi constitutionnel son excès d'influence dans le gouvernement. « Il n'a cessé de considérer les douze dernières années du règne comme une lutte directe entre le roi et lui », écrit Rémusat, « tout en conservant du goût pour sa personne (…) Le roi qui, lui aussi, l'aimait assez, en était venu à le craindre; il résistait tant qu'il pouvait à le prendre comme ministre ».
Les luttes parlementaires — qui sont essentiellement des rivalités de personnes et d’ambitions entre les principaux personnages de gouvernement, Thiers, Guizot, Broglie et Molé — continuent pendant les années 1837-1840. Quatre gouvernements se succèdent durant cette période. Le plus long, celui de Molé (avril 1837-mars 1839), est renversé par une coalition Thiers-Guizot-Broglie, qui ne parvient cependant pas à faire émerger une majorité de gouvernement. Guizot accepte alors d’être ambassadeur à Londres. Le refus par la Chambre d’une dotation pour le mariage du second fils du roi, le duc de Nemours, entraîne la chute du ministère de transition Soult : le roi appelle alors sans enthousiasme Thiers à essayer de former une majorité. Ce dernier y parvient avec le soutien de la gauche dynastique d'Odilon Barrot, mais aussi l'aide de Broglie et la neutralité de Guizot, qui ne démissionne pas de son poste d’ambassadeur.

##### Deuxième ministère Thiers (mars -octobre 1840)

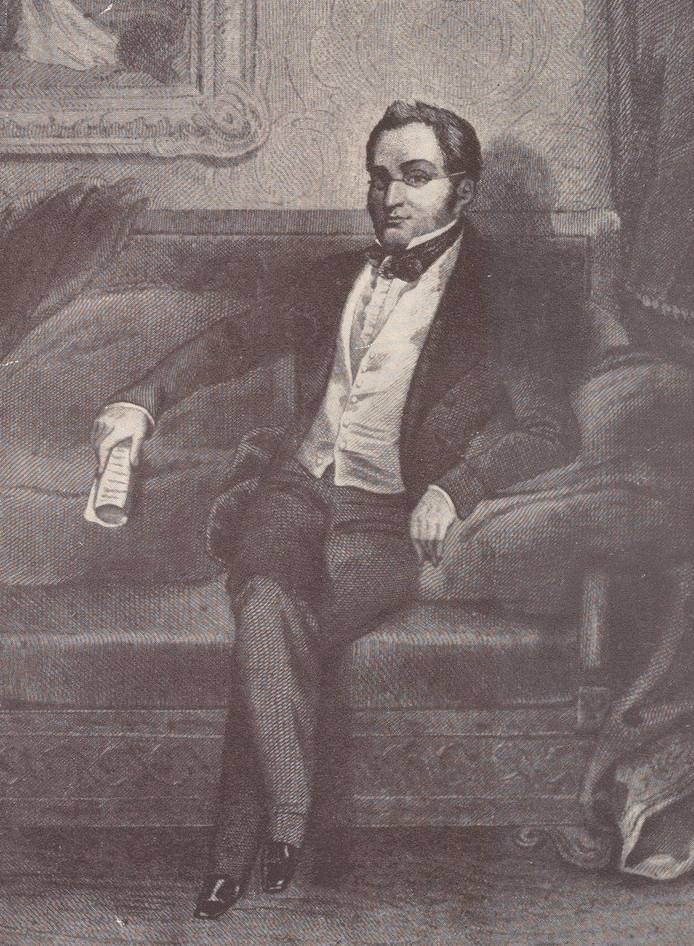
Thiers à 40 ans, président du Conseil et ministre des Affaires étrangères.

Thiers revient au pouvoir le 1er mars 1840. Il s'attribue la présidence du Conseil et les Affaires étrangères et nomme ses amis Charles de Rémusat à l'Intérieur et Victor Cousin à l'Instruction publique.
Le nouveau président du Conseil veut donner à son cabinet une couleur nationale : Il obtient de Louis-Philippe — qui n'aime pas l'Empire mais comprend l'intérêt de l'opération — l'autorisation de demander au Royaume-Uni les restes mortels de Napoléon pour les transporter de Saint-Hélène en France. Le dôme des Invalides est choisi comme lieu de sépulture. il organise aussi la translation des restes des combattants de 1830 dans le caveau de la colonne de Juillet sur la place de la Bastille. Rémusat commande à cette occasion à Hector Berlioz la fameuse marche funèbre exécutée pendant tout le trajet jusqu'à la Bastille par une musique ambulante de plusieurs centaines d'artistes en uniformes de gardes nationaux conduits par Berlioz.
À l'été, éclate la crise d'Orient : le pacha d’Égypte, Mehmet Ali qui a réorganisé son armée avec l'aide d’officiers français, bat les troupes turques du sultan et s'empare de la Syrie. Il devient l'idole de l'opinion française. Thiers essaie de négocier sous main un accord direct entre le pacha et le sultan pour que celui-ci concède officiellement la Syrie au pacha, mais le 15 juillet 1840, l’Angleterre, la Russie, l’Autriche et la Prusse signent, à l’insu et contre la France, le traité de Londres, qui garantit l'intégrité de l'Empire ottoman. Le traité provoque dans l’opinion française, qui revit l'humiliation de 1815, un violent accès de nationalisme. La politique extérieure de la France subit « un Waterloo diplomatique » selon l'expression d'Alphonse de Lamartine. La presse républicaine évoque 1792 ; Le National écrit : « Si M. Thiers ne veut pas se joindre à la trahison, il pressera toutes les mesures d'armement… ». Thiers, appuyé par le duc d’Orléans, veut envoyer la flotte en Méditerranée, porter l’armée de 400 000 à 900 000 hommes. Il met en chantier une nouvelle enceinte fortifiée (que l'on appellera l'enceinte de Thiers et sur laquelle Paris se défendra en 1870). Par contrecoup, la Prusse ferme sa frontière sur le Rhin, provoquant une tension très forte et des manifestations antifrançaises en Rhénanie. Il s’ensuit une série de Conseils où le roi, qui ne veut pas la guerre, et son ministre, qui veut la préparer, se brouillent et se réconcilient plusieurs fois par jour. Les Chambres sont convoquées pour voter les mesures d'armement. Le projet de Discours de la Couronne qu’a rédigé Rémusat et que doit prononcer le roi, est refusé par celui-ci le 19 octobre. Un compromis, qui est une défaite diplomatique pour la France, est finalement trouvé avec l’Angleterre : Mehemet Ali doit rendre au sultan toutes ses conquêtes, mais garde l’Égypte à titre héréditaire. Le roi se sépare de Thiers le 28 octobre et appelle Guizot qui est l'homme de la paix. « Au fond, Thiers veut la guerre, et moi je ne la veux pas ; je le briserai plutôt que de rompre avec toute l’Europe », dit le roi au diplomate Saint-Aulaire.
La crise de 1840 a-t-elle été la date critique de la monarchie de Louis-Philippe comme le pense Rémusat (et François Furet). Tocqueville a déclaré à la Chambre en 1839 : « Je veux que cette monarchie subsiste, mais je suis convaincu qu'elle ne subsistera pas longtemps si on laisse s'enraciner dans l'esprit de la France cette pensée que cette nation, autrefois si forte, si grande, qui s'est mêlée de toutes choses dans ce monde, ne se mêle plus de rien, que tout se fait sans elle ? Si cette croyance s'enracinait jamais dans le cœur de cette nation fière et excitable, je dis que cette croyance, nécessairement tôt ou tard ensevelirait sous les ruines de l'honneur national la monarchie elle-même ». C'est, en tout cas, la fin de l'ouverture à gauche, incarnée par Thiers, de la monarchie de Juillet.

#### Dans l'opposition de 1841 à 1848
Thiers rejoint l'opposition, composée du centre gauche qu'il anime, de la gauche dynastique d'Odilon Barrot et de quelques républicains qui ne peuvent pas s'intituler ainsi sous peine de poursuites (Ledru-Rollin, Arago). « Le roi ne m’enverra chercher que quand il sera en danger. Je ne prendrai le ministère qu’à la condition d’y être le maître », écrit Thiers à Greville en 1840.
Il commence à se documenter et à rédiger la suite de son Histoire de la Révolution française, son Histoire du Consulat et de l’Empire. Il interroge les survivants de l’époque et les pièces d’archives, va voir les lieux pour étudier la topographie des champs de bataille. Ce travail va durer vingt ans. Les premiers volumes paraissent en 1845. Le succès est immédiat : en quelques mois, 20 000 exemplaires des trois premiers volumes sont vendus. On compte 50 000 souscripteurs aux vingt volumes que comportera l'œuvre, soit un million de volumes vendus. Le dernier volume paraît en 1862. « Si vous aimez le sens commun et les idées, lisez le 20e volume de Thiers, qui est le meilleur de tous », écrit Mérimée. « Je l’ai lu deux fois, la deuxième avec plus de plaisir que la première, et je ne dis pas que je ne le relirai pas encore ».

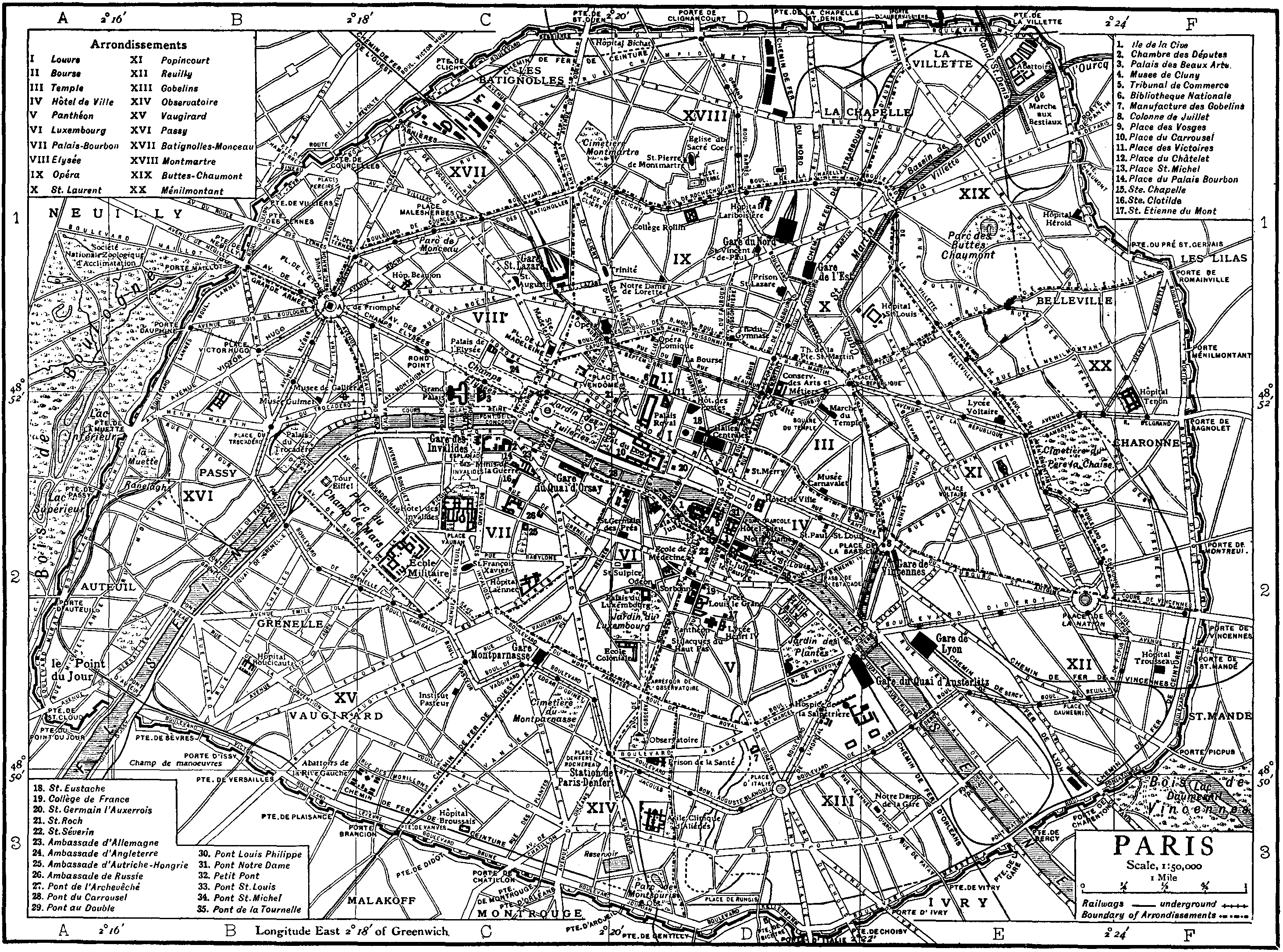
Carte de Paris datant de 1911 figurant l'enceinte de Thiers et ses bastions

Le 13 janvier 1841, il appuie un projet de loi, présenté par Guizot, qui lui est cher, « tendant à ouvrir un crédit de 140 millions de francs pour les fortifications de Paris ». Rapporteur de la Commission, il expose la nécessité de l'opération et emporte le vote à une forte majorité.
Il réclame avec l'opposition l'élargissement du droit de vote (abaissement du cens électoral permettant d'élargir le pays légal de 200 000 à 400 000 électeurs) et une limitation du nombre de fonctionnaires à la Chambre pour éviter des pressions trop facile du gouvernement. Mais Guizot refuse toute réforme, préférant, aux élections de 1846, se renforcer sur sa droite en se ralliant quelques légitimistes plutôt que se renforcer sur sa gauche en faisant des concessions.
Thiers ne participe pas par prudence à la campagne des Banquets qui conduit à la révolution de 1848, mais il déclare à la Chambre :

« Je ne suis pas radical, messieurs, les radicaux le savent bien et il suffit de lire leurs journaux pour s'en convaincre. Mais entendez bien mon sentiment. Je suis du parti de la révolution, tant en France qu'en Europe ; je souhaite que le gouvernement de la révolution reste dans la main des hommes modérés ; je ferai tout ce que je pourrai pour qu'il continue à y être ; mais, quand ce gouvernement passera dans la main d'hommes moins modérés que moi et mes amis, dans la main d'hommes ardents, fussent les radicaux, je n'abandonnerai pas ma cause pour ce motif : je serai toujours du parti de la révolution. »

Le 23 février 1848, quand Louis-Philippe comprend la gravité de la situation et accepte la démission de Guizot, il charge le comte Molé puis Thiers de former un nouveau ministère, mais tous deux ont déjà compris qu'il était trop tard.

### De la monarchie constitutionnelle à la République

#### Deuxième République
Thiers écrit à un ami d'Aix le 4 mars 1848 :

« Nous venons d'assister à la plus étrange des révolutions. La France, grâce au plus brouillon des rois, est devenue républicaine sans le vouloir et sans le savoir. J'ai été appelé aux Tuileries à 3 heures du matin, et à 10 heures la monarchie était tombée. Ce malheureux monarque, au moment où il me demandait le dévouement le plus difficile et que je lui devais le moins, n'a pas même été obligeant pour moi : il a été à peine poli, et moi, songeant à son malheur, j'étais plus respectueux que jamais. Je pense comme toi qu'une république tempérée est aujourd'hui ce qu'il y a de plus désirable. Les hommes qui ont pris le gouvernement provisoire de celle-ci se conduisent jusqu'ici de manière à rassurer les honnêtes gens. Ils ont très bonne intention. Mais je crains avec toute la France moins pour ce qui est que pour ce qui peut être, Nous sommes menacés, non pas de la loi agraire, trop difficile à mettre en pratique, mais du communisme des ouvriers qui rendra, si on ne le contient, toute industrie, tout commerce impossibles et ruinera le pays de fond en comble. Paris est dans une sorte de terreur, bien que tout le monde ait confiance dans les intentions du gouvernement provisoire. Du reste, il faut ne rien préjuger encore, nous rattacher à la république, ne rêver aucune Restauration et nous unir tous pour faire prévaloir une bonne Constitution qui ne relâche pas l'autorité au delà de ce qui existe en Amérique. »

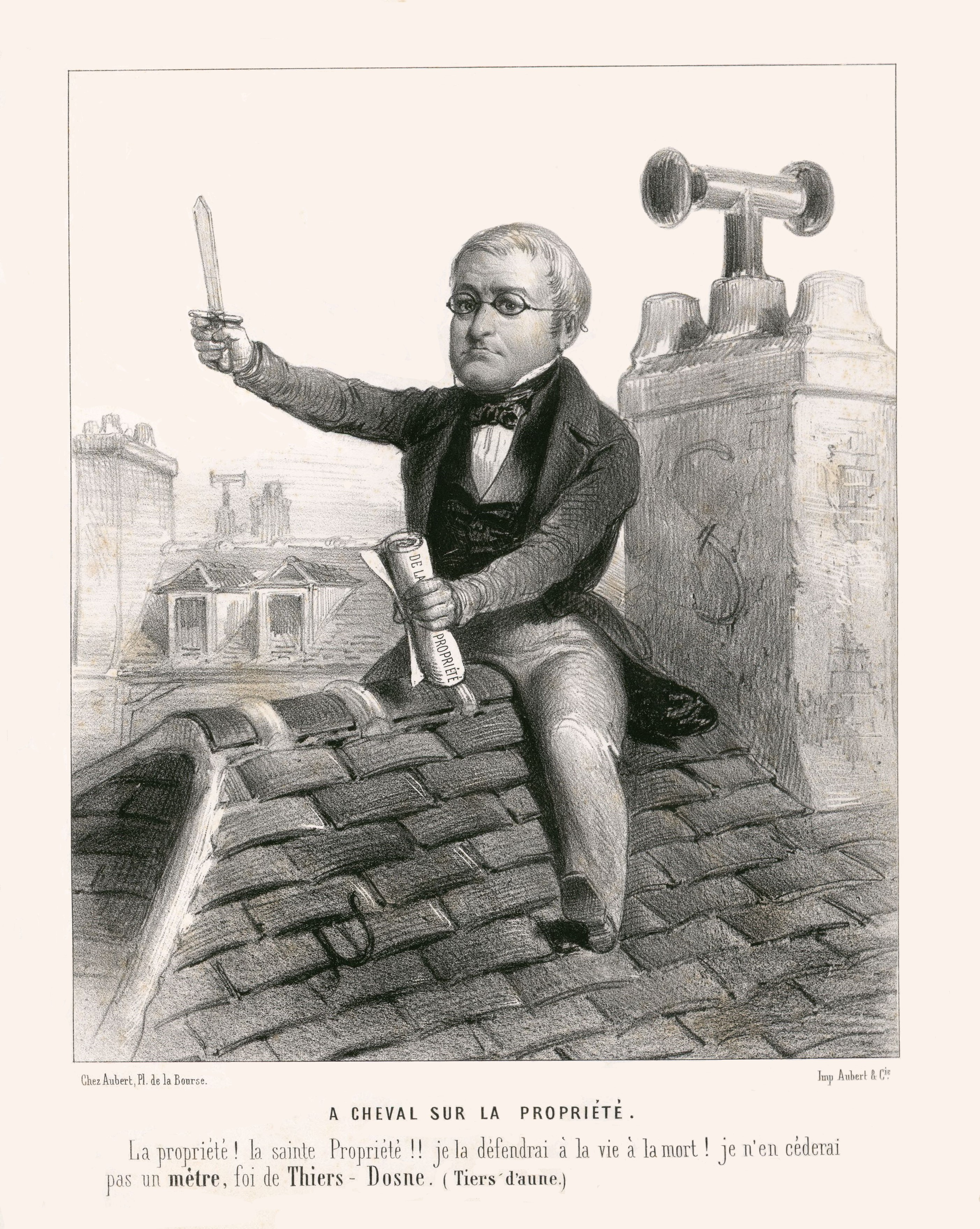
Thiers en défenseur de la propriété. Le jeu de mots, associant son nom à celui de sa belle-famille, tiers d'aune, fait allusion à sa petite taille.

Pendant la Deuxième République, Thiers va devenir, par peur du « péril social », un des principaux meneurs du parti de l'Ordre, coalition rassemblant les partis qui refusent la République démocratique et sociale, et faire du cléricalisme une pièce maîtresse du système conservateur (lui qui est personnellement incroyant et de formation rationaliste), avant d’évoluer à nouveau vers la gauche face aux menaces de coup d’État en votant avec les républicains contre la révision constitutionnelle demandée par Bonaparte.

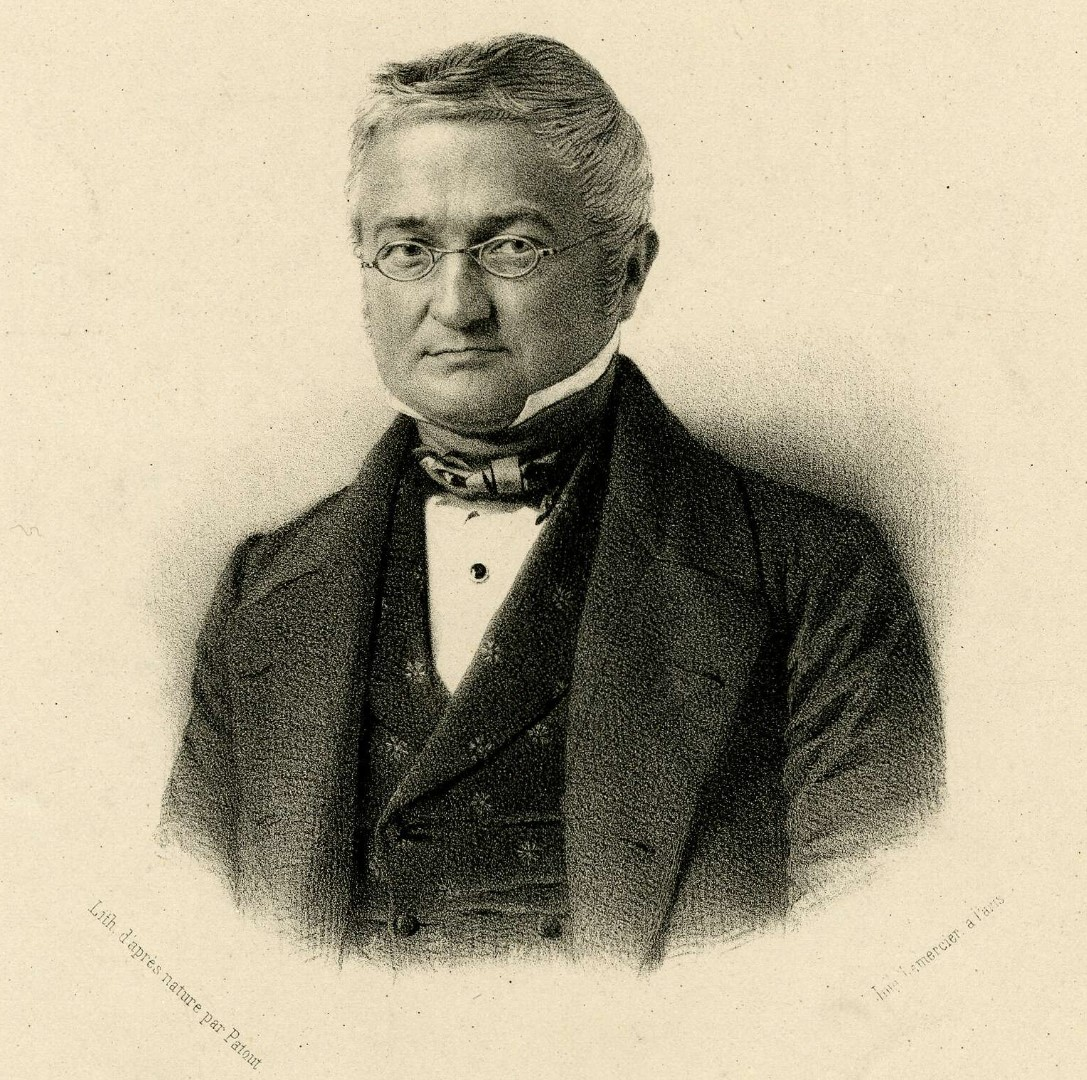
Thiers, député de Seine-Inférieure (Galerie des représentants du peuple, 1848).

Le 23 avril, l'Assemblée constituante est élue au suffrage universel. Elle est composée d'environ 500 républicains modérés, 250 royalistes et 150 républicains plus radicaux. Thiers, « trop marqué », est battu dans les Bouches-du-Rhône mais, dès le 4 juin, il est élu, à la faveur de scrutins partiels, dans quatre départements et choisit la Seine-Inférieure.
La crise économique liée à la révolution met au chômage des dizaines de milliers d’ouvriers parisiens auxquels le nouveau gouvernement porte secours en les occupant à des travaux publics secondaires. La décision, le 21 juin, de fermer ces « ateliers nationaux », coûteux et peu productifs, déclenche une insurrection ouvrière que le ministre de la guerre Cavaignac, muni des pleins pouvoirs, va durement écraser (environ 5 000 morts et 15 000 déportés en Algérie) en trois jours de guerre civile (Journées de juin).
La nouvelle Constitution, promulguée le 4 novembre, prévoit une Assemblée nationale législative de 750 membres et un président de la République élu au suffrage universel, qui est à la fois chef d'État et de gouvernement.
Les monarchistes (Thiers, Molé, Berryer, Odilon Barrot), légitimistes et orléanistes faisant taire leurs rivalités, se sont regroupés dans un Comité dit de la rue de Poitiers (du nom de son siège) qui dispose du journal Le Constitutionnel et où Thiers reconstruit son influence. À l'élection du président de la République le 10 décembre 1848, le Comité décide, sous l’influence de Thiers qui ne se présente pas, pensant manquer de notoriété populaire, de soutenir Louis-Napoléon Bonaparte, qui promet tout ce que Thiers demande. « C’est un homme absolument nul », écrit Thiers à Disraeli à propos du futur Napoléon III, qui lui paraît médiocre et facile à manœuvrer, ce qui devait se révéler faux.
Après la victoire triomphale de Bonaparte (5,4 millions de voix contre 1,4 million à Cavaignac), l'Assemblée législative est élue le 13 mai 1849. La situation s’est inversée par rapport à avril. On compte désormais près de 500 conservateurs du Parti de l'Ordre, 100 républicains modérés et 200 montagnards ou démocs-socs aux idées sociales plus affirmées.

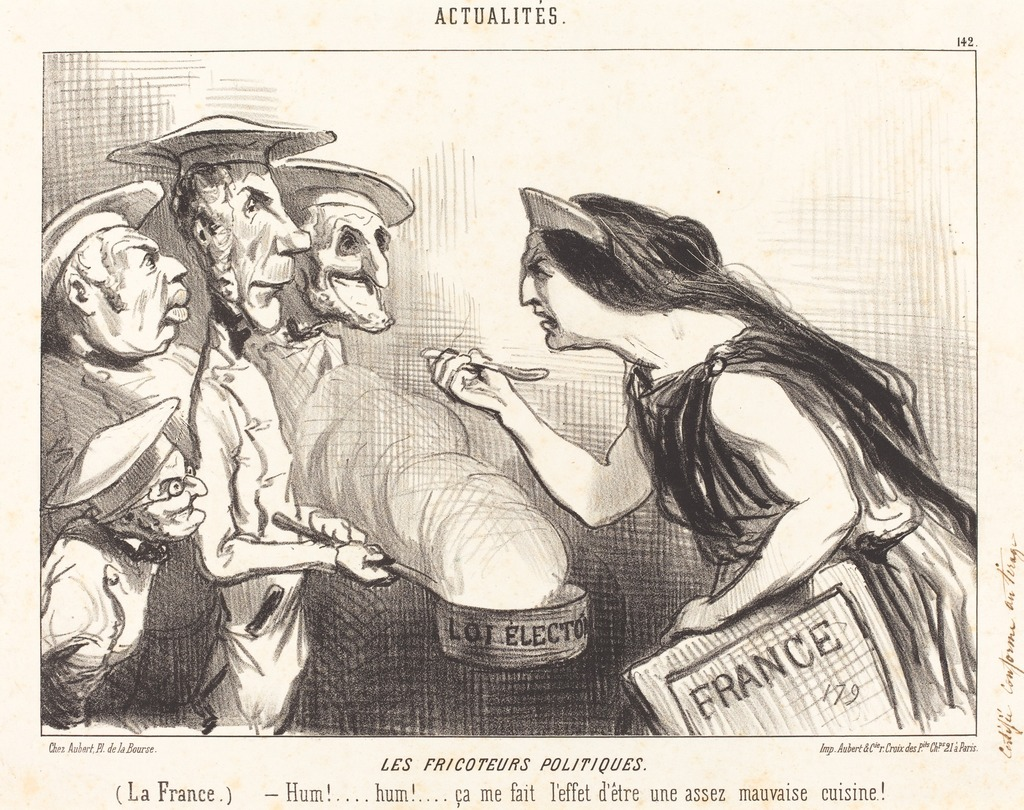
Thiers, Berryer, Faucher et Molé font goûter leur assez mauvaise cuisine électorale à la France.
Les Fricoteurs politiques, caricature d'Honoré Daumier sur la loi du 31 mai 1850.

Thiers est un des chefs du « Parti de l'Ordre » qui regroupe légitimistes, orléanistes, bonapartistes (on dit plutôt parti de l'Élysée) et même républicains modérés très minoritaires avec Tocqueville comme chef de file. Leur programme est la défense de la propriété contre les théories socialistes et les clubs parisiens. L'Église catholique, qui permet l’encadrement moral du peuple provincial, est un agent de l’ordre important. La loi Falloux, votée par le parti de l’ordre en 1850, lui donne une forte influence dans l'enseignement primaire. L'électorat pauvre est dangereux : la loi du 31 mai 1850 restreint le droit de vote d'une grande part de la population ouvrière (le corps électoral passe de 9,6 à 6,8 millions de votants).
À partir de la fin de 1849, les ambitions du président se démasquent et le conflit avec sa majorité parlementaire commence : « Un an après Février 1848, la République est dans les mains d'un Bonaparte et d'une droite royaliste : deux pouvoirs issus du suffrage universel, mais dont aucun n'entend vraiment être fidèle à ses origines », écrit François Furet.
La Constitution interdisant la réélection du président, celui-ci demande une révision de la Constitution qui ne peut se faire qu’à une majorité des trois-quarts. L’Assemblée est alors coupée en quatre blocs : légitimistes, orléanistes (qui avec Thiers inclinent plutôt vers la gauche), républicains et parti de l’Élysée. La révision constitutionnelle est rejetée en juillet 1851, Thiers et les orléanistes libéraux votant cette fois avec les républicains.
Dès lors le coup d'État se prépare. La « proposition des questeurs », parade proposée par Thiers, donnant à l’Assemblée le droit de requérir la force armée (qui compte de nombreux généraux républicains) est rejetée le 17 novembre 1851, les républicains se divisant, la majorité du groupe répugnant à s’allier à Thiers. Dont Victor Hugo qui écrit dans ses carnets :
La révolution montre quelque surprise

Quand Thiers devient aimable et se familiarise

#### Second Empire

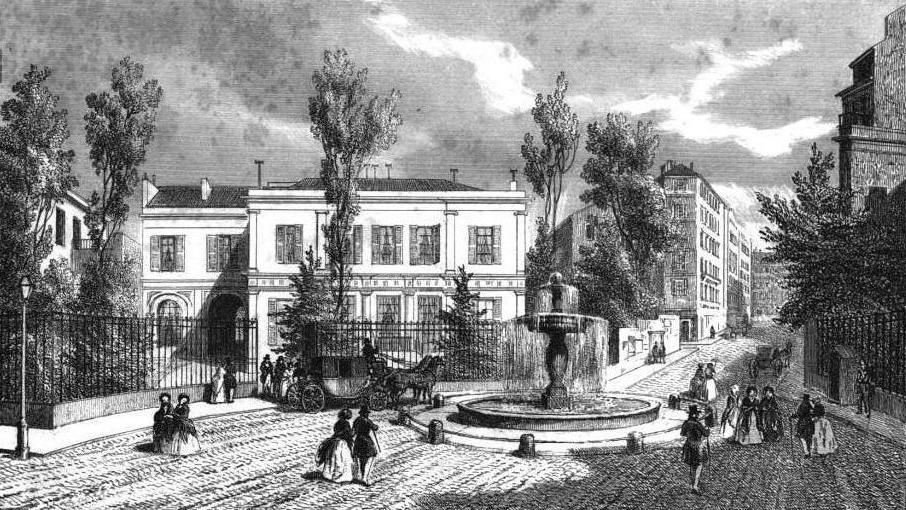
Hôtel Thiers, place Saint-Georges, en 1846, démoli et pillé en 1871 pendant la Commune puis reconstruit en partie aux frais de l'État.

Thiers, qui s'est manifesté récemment comme un opposant résolu, est arrêté le matin du coup d'État du 2 décembre 1851, emprisonné quelque temps à Mazas et condamné à l'exil. Il part pour Bruxelles, puis Londres, la Belgique, l’Italie, la Suisse. Un décret met fin à son exil le 7 août 1852 et il revient à l’hôtel Saint-Georges, où il se tient à l’écart de la vie politique.
Mme Dosne, avec Mme Thiers et Mlle Dosne, régente son intérieur « d’un bourgeois cossu, au goût du temps : trois salons et la salle à manger tendus de damas vert […]. Au mur des portraits de Louis-Philippe, du duc d’Orléans, des portraits de famille […]. Six domestiques assurent le service […]. Un long cabinet de travail, bibliothèque et musée. La bibliothèque compte 9 000 volumes et 250 cartes et plans ». Tous les soirs, Thiers reçoit des personnalités étrangères, des hommes politiques de divers bords. Ses deux plus intimes amis sont Mignet et Victor Cousin. Rémusat trouve que Mme Dosne est la femme de la maison « qui a le plus de cœur ». Il note « sa sollicitude inquiète pour Thiers et son dévouement à ses filles, plus contenu et moins agité, mais réel, actif et soigneux ». Habitué de salons plus brillants, il critique : « C'est l'esprit bourgeois avec ses exigences, son égoïsme et ses ombrages, un peu rehaussé par l'habitude de la richesse et le commerce du grand monde. Rien qui sente l'exaltation, l'excentricité, l'originalité. Le grand défaut de toutes ces femmes, c'est la frivolité des goûts. Les plaisirs de la vanité et du luxe, contenus cependant par le défaut d'imagination et les calculs de la prudence. Ce sont des parvenus qui ne manquent pas tout à fait de goût. Thiers lui-même s'en aperçoit quelquefois. Un jour, impatienté, il leur disait : « Ce sont bien là des sentiments de bourgeois » — « Et vous, qu'êtes-vous donc ? » lui dit sa belle-mère. « Oh, moi, je ne suis pas un bourgeois, je ne suis rien. » ».
Thiers poursuit la parution en 20 volumes de son Histoire de l’Empire, dont le succès grandit toujours. Il continue à se documenter et à rédiger. Il va voir Metternich octogénaire au château de Johannisberg, rencontre Flahaut qui resta près de l’Empereur pendant la journée de Waterloo, visite les champs de bataille de Dresde, Leipzig et Bautzen. « J’ai pour la mission de l’Histoire un tel respect que la crainte d’alléguer un fait inexact me remplit d’une sorte de confusion », écrit-il.

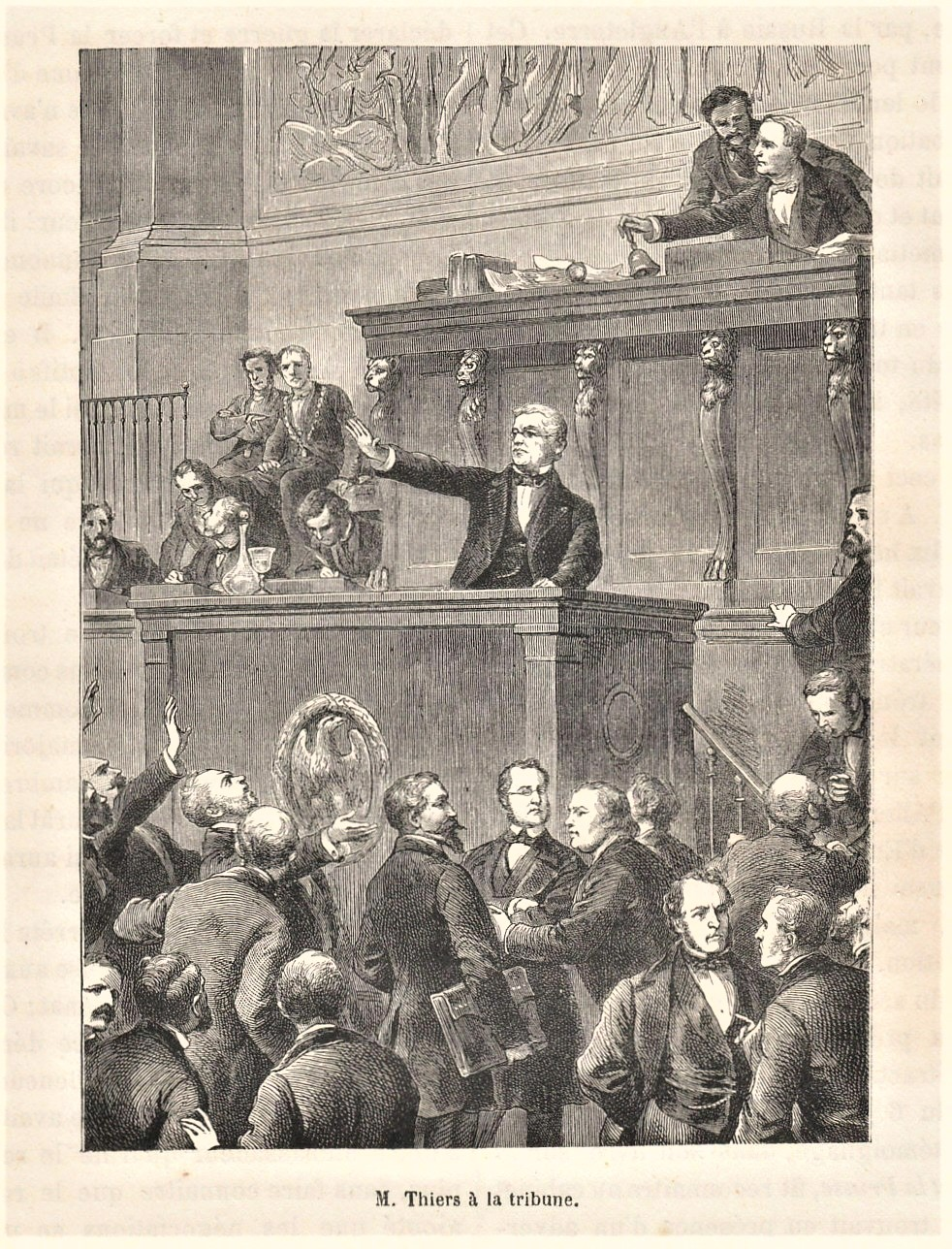
Thiers, à la tribune du Corps législatif, exprime son refus de la guerre contre la Prusse.

Aux élections de 1863, il se présente à Paris comme candidat de l'Union libérale, alliance entre les républicains et les orléanistes : « établir peu à peu le régime constitutionnel, empêcher les guerres folles, voilà tout mon dessein ». Il est élu le 31 mai. La bataille de sept années qu’il va livrer au Second Empire commence.
Le 11 janvier 1864, Il prononce son fameux discours sur les libertés nécessaires : sécurité du citoyen contre la violence individuelle et contre l’arbitraire du pouvoir ; liberté mais non impunité de la presse ; liberté électorale ; liberté de la représentation nationale ; l’opinion publique, constatée par sa majorité, doit diriger la marche du gouvernement. Une caricature du magazine La Vie Parisienne porte cette légende : « Petit bonhomme vit encore. Le premier ténor de la Chambre. »
Il devient le principal orateur de ce qui est appelé à partir de 1864 le tiers parti, qui constitue le centre du Corps législatif, entre les républicains et les bonapartistes. Il déclare : « Dans la position que mon âge m’a faite, je n’ai besoin de flatter aucun pouvoir sur Terre… Ce que je veux, ce n’est pas menacer, c’est avertir. »
Il préconise l’abandon du Mexique, un arrangement avec Benito Juárez, attire l'attention de l'opinion publique sur les dangers que représente l'unification de l'Allemagne par la Prusse et avertit du risque de la guerre en 1869 en lançant un « vous n'êtes pas prêts » au gouvernement.

### Dirigeant de la Troisième République

#### Vers un nouveau régime

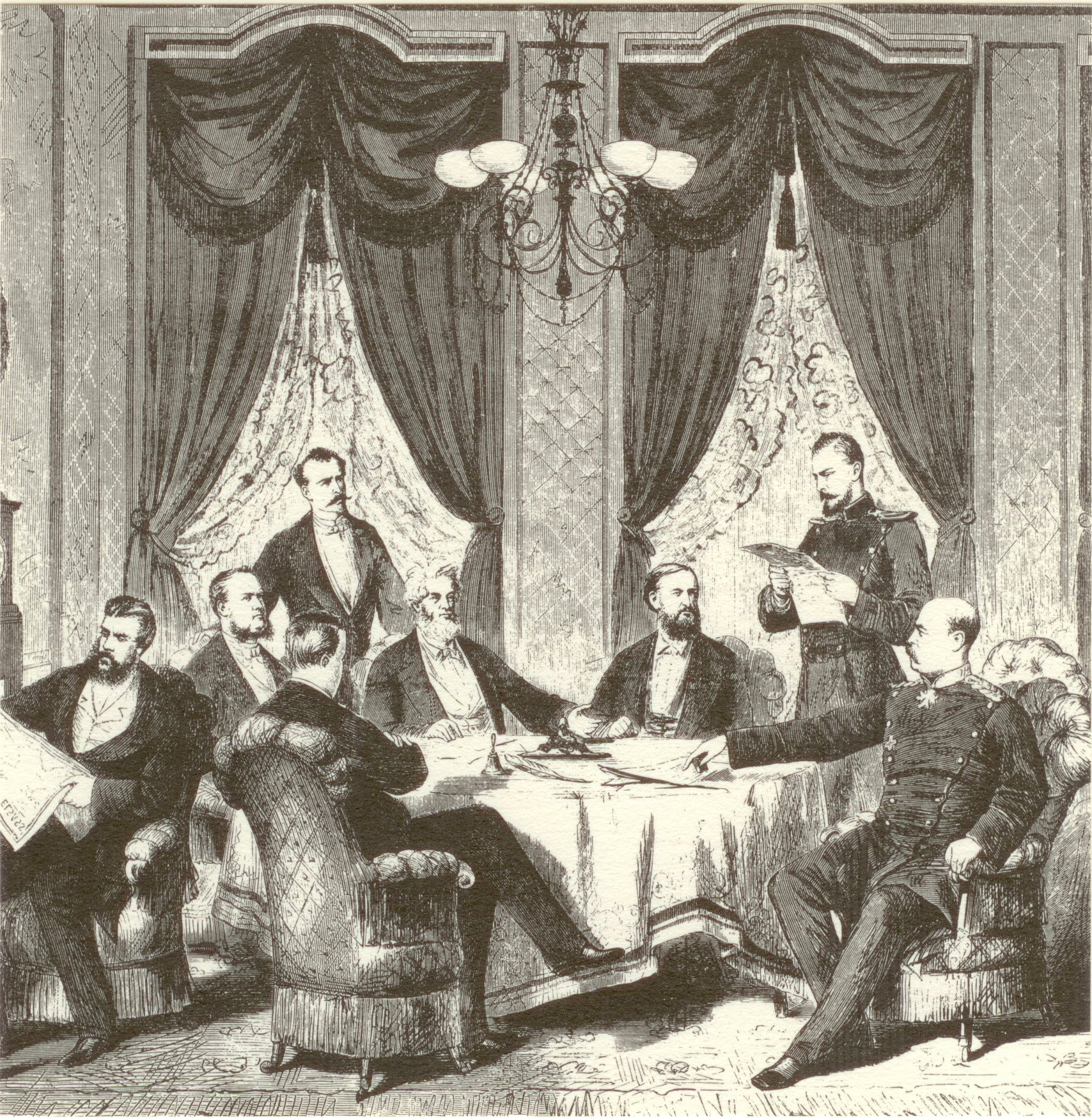
Jules Favre, Bismarck et autres délégués discutant les clauses du traité de Francfort à l’hôtel Zum Schwan. Gravure sur bois, Illustrirte Zeitung, 3 juin 1871.

Après la défaite de Sedan (2 septembre 1870) et la chute de l'Empire (révolution du 4 septembre à Paris), le gouvernement de la Défense nationale veut continuer la guerre engagée contre la Prusse par Napoléon III. Thiers est pressenti pour devenir ministre des Affaires étrangères, mais il n'accepte pas le poste. Jules Favre est nommé à cette fonction. Il confie à Thiers la mission d'aller rechercher des appuis dans les capitales européennes pour obtenir une médiation favorable. Thiers est à Londres du 13 au 20 septembre alors que Favre rencontre du 18 au 19 au château de Ferrières Bismarck, qui exige une capitulation pure et simple. Thiers se rend à Vienne puis à Saint-Pétersbourg et à Florence. Il revient à Tours le 21 octobre, sans avoir obtenu de résultats lors de sa tournée diplomatique.
En janvier, après l'échec de l'Armée de la Loire, la situation militaire est sans espoir. Favre signe l'armistice du 28 janvier 1871. Contre la capitulation de Paris, Bismarck accorde un armistice de trois semaines, le temps d'élire une Assemblée nationale qui négocierait la paix.
Des élections se tiennent le 8 février, au scrutin de liste et à la majorité relative, dans le but de n'avoir qu'un seul tour. L’Assemblée, élue par une France rurale qui veut la paix, ressemble à celle de mai 1849 et comprend une majorité de royalistes : 400 sont élus contre à peine 150 républicains, dont 40 « radicaux » seulement, proches de Gambetta. Mais les royalistes sont divisés sur le nom de leur roi. Pour les 200 légitimistes, le roi ne peut être que Henri V, le comte de Chambord, petit-fils du roi Charles X. Les 200 orléanistes, qui veulent réconcilier la royauté et les principes de 1789 ont pour prétendant le comte de Paris, petit-fils du roi Louis-Philippe.
Thiers est, à titre personnel, le grand vainqueur des élections, si l'on considère qu'il est élu avec deux millions de voix, dans 26 départements (Gambetta n'est élu que dans huit). Il apparaît comme l'homme de la paix (il s'est opposé en 1870 avec courage et clairvoyance à la déclaration de guerre à la Prusse) et l'homme du discours des « libertés nécessaires », et incarne l'autorité et l'expérience. « À 73 ans, il est au mieux de son talent, au centre de la vie politique : bavard, drôle, intelligent, rusé. » L'Assemblée nationale, réunie à Bordeaux, suit le vœu populaire et le nomme « chef du pouvoir exécutif de la République française », « en attendant qu’il soit statué sur les institutions », le 17 février 1871. Thiers s'engage, par ce qu’on a appelé le « pacte de Bordeaux » (10 mars) à renvoyer à plus tard la question du régime qui reste à définir et à d’abord remettre le pays au travail pour payer l'indemnité de guerre et libérer le territoire, et circonscrire les menées révolutionnaires, particulièrement à Paris. Mais il forme, sans tenir compte de la majorité monarchiste de l'Assemblée, un gouvernement resserré avec des républicains modérés, membres du gouvernement insurrectionnel du 4 septembre (Jules Simon à l'Instruction publique, Jules Favre aux Affaires étrangères et Ernest Picard à L'Intérieur), des orléanistes proches, et un seul légitimiste à un poste secondaire. Au moment où l'Assemblée nationale s'installe à Versailles, éclate le soulèvement de la Commune de Paris.

#### Répression de la Commune de Paris
En effet, à Paris, qui a subi le siège extrêmement pénible de l'hiver 1870-1871 et a voté à gauche et à l'extrême gauche aux élections de février, la situation s'aggrave. Les gardes nationaux sont en pleine insurrection, à la suite des maladresses de l'Assemblée nationale, qui décide de supprimer leur solde (situation similaire à celle de la fermetures des Ateliers nationaux en 1848 provoquant les Journées de Juin), et n'obéissent plus qu'à un Comité central. Le 18 mars, lorsque Thiers veut reprendre les 227 canons de Montmartre, Paris se soulève et proclame la Commune, la dernière grande insurrection de la tradition révolutionnaire française.

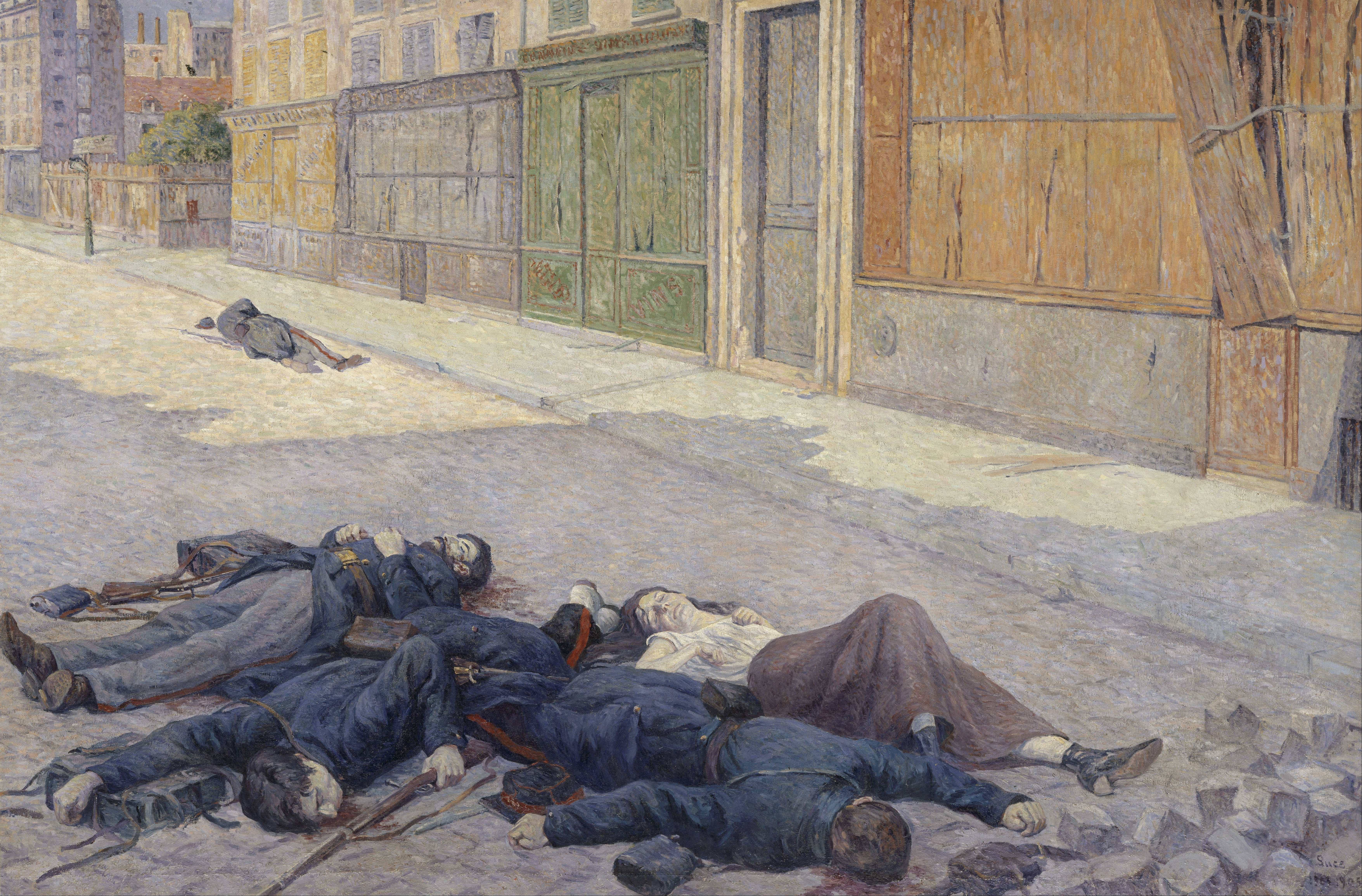
Communards tués par l'armée versaillaise au cours de la Semaine sanglante (tableau de Maximilien Luce, Une rue dans Paris en mai 1871).

Thiers va alors appliquer le plan qu'il avait déjà proposé en février 1848 à Louis-Philippe et en juin 1848 à l'Assemblée nationale : évacuer Paris et le reconquérir avec une nouvelle armée. « Nous mettrons tout le temps qu'il faudra, un mois, deux mois, trois mois si c'est nécessaire. Avant de rien commencer, il faut que l'outil soit solide », dit-il. Il met 40 jours pour constituer une armée de 130 000 hommes et dirige les opérations de reconquête militaire de la capitale du 21 au 27 mai (la Semaine sanglante). Celle-ci s'avère lente, méthodique, sanglante, face à environ 30 000 combattants effectifs. Les Communards font retraite d’Ouest en Est, incendiant le centre de la capitale pour ralentir les troupes versaillaises (Tuileries, Hôtel de Ville, Conseil d'État, Cour des comptes) et fusillant les otages. Les troupes de Versailles ne font quant à elles pas de quartier, abattant sans jugement des milliers de « suspects » (le chiffre de 20 000 morts est vraisemblable), et faisant 40 000 prisonniers dont 10 000 seront condamnés, un grand nombre à la déportation en Nouvelle-Calédonie.
« À court terme, ces morts ont facilité le rapprochement des centres, républicain et orléaniste, qui va fonder la IIIe République », écrit François Furet. « À long terme, ils ont une nouvelle fois, et plus profondément encore qu'en juin 48, creusé le fossé qui sépare la gauche ouvrière et le républicanisme bourgeois […]. Le souvenir de la Commune renouvelle et prolonge les sentiments de haine sociale nés de la Révolution, en les cristallisant sur le socialisme ouvrier, qui se substitue au fantôme de l'An II. »

#### Réformes conduites
Chef du pouvoir exécutif, Thiers se lance dans des réformes financières, administratives et militaires.
Le 10 mai 1871, l'Assemblée nationale a voté le traité de Francfort par lequel la France cède à l'Allemagne l'Alsace (moins Belfort, que Thiers échange contre l'acceptation d'une entrée solennelle des troupes allemandes dans Paris) et une partie de la Lorraine (soit au total 14 470 km2 et 1 597 000 habitants) et s'engage à payer une indemnité de 5 milliards de francs en or ou en devises étrangères avant le 2 mars 1874, condition d'une évacuation progressive de l'armée d'occupation, somme correspondant à deux ou trois budgets annuels à cette époque.
La France devant payer les frais d'entretien des troupes d'occupation (un million de francs par jour à l'origine), il faut payer le plus rapidement possible l'indemnité. En juillet 1871, un premier emprunt (à 5 %) émis pour un montant de 2 milliards est souscrit en une journée (300 000 souscripteurs proposent au total 5 milliards) démontrant l'enrichissement du pays sous le Second Empire et la confiance des Français et des milieux d'affaires, mais aussi des étrangers (20 % des souscriptions) dans le gouvernement de Thiers. En juillet 1872, un deuxième emprunt de 3 milliards est émis pour solder l'indemnité. Le succès est encore plus grand : 44 milliards sont offerts dont 26 venant de l'étranger. Le versement étant fait à l'Allemagne, les dernières troupes d'occupation quittent la France à Verdun en 1873. « Monsieur Thiers » est surnommé le « libérateur ».
Mais le service de cette dette représentant 37 % des dépenses publiques, il faut augmenter les recettes de l'État. Gambetta propose la création de l'impôt sur le revenu conformément au programme de Belleville, mais Thiers refuse. Les ressources nécessaires sont trouvées grâce à une augmentation de la fiscalité indirecte, une hausse des droits de douane dans le cadre d'un protectionnisme rompant avec le libéralisme commercial du Second Empire et une taxe annuelle de 3 % sur les intérêts et dividendes des actions et obligations.
Ensuite, Thiers entreprend de réformer la carte administrative par deux grandes lois :
- la loi municipale du 14 avril 1871 : le maire est élu par le conseil municipal (lui-même élu au suffrage universel), sauf dans les villes de plus de 20 000 habitants où le maire est nommé par le gouvernement. Thiers aurait voulu que le gouvernement nommât tous les maires, mais il a du transiger avec l'Assemblée. Paris est doté d'un régime spécial, sans maire de la Ville, mais avec vingt maires d'arrondissements, sous la surveillance de deux préfets ;
- la loi sur les départements du 10 août 1871 maintient le préfet comme unique représentant de l'État dans le département ; le conseil général de préfecture est, comme sous le Second Empire, élu au suffrage universel masculin, mais, et c'est une nouveauté, le département obtient le statut de collectivité territoriale.

Enfin, est votée la loi militaire du 27 juillet 1872 pour rénover l'armée française. Le service militaire obligatoire (avec de nombreux correctifs) sur le modèle prussien est établi. La durée est fixée à cinq ans (Thiers voulait sept ans, l'Assemblée nationale, trois ans) permettant une armée de 450 000 hommes et 20 000 officiers, plus une réserve et une armée territoriale. Les militaires perdent le droit de vote. L'armée devient « la grande muette ».

#### Président de la République

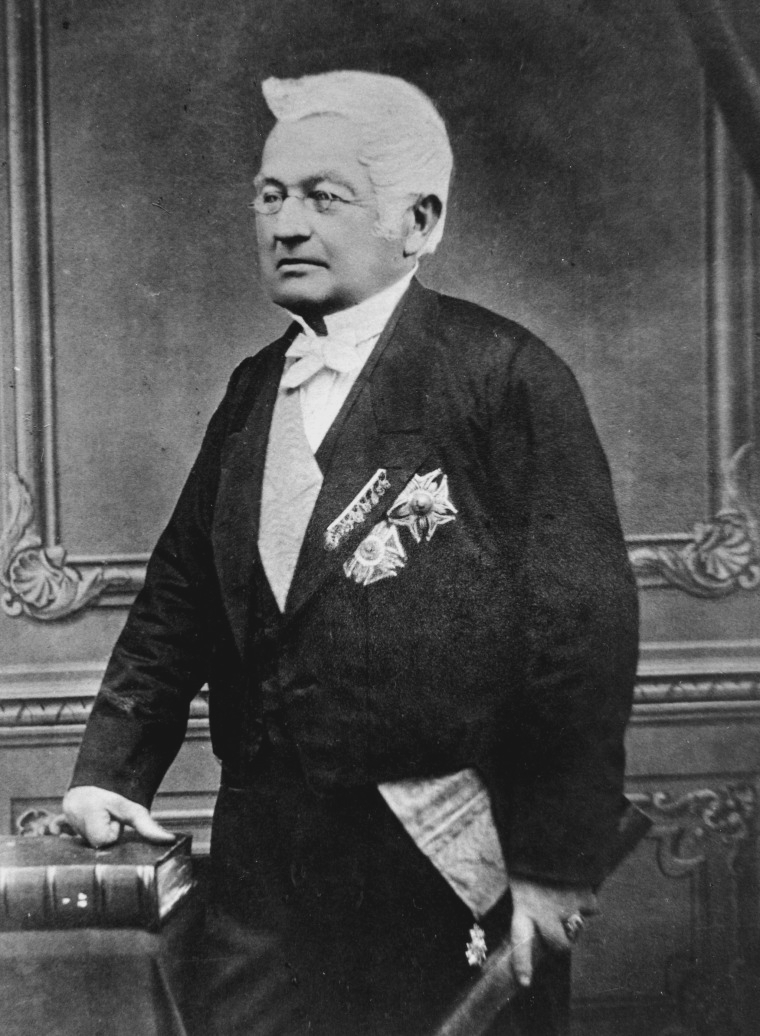
Portrait officiel d’Adolphe Thiers (1871).

Après l'écrasement de la Commune et la signature de la paix, le régime reste toujours à définir et la grosse majorité des députés ne veut pas la République. Le processus d'union des monarchistes s'accélère. L'abrogation des lois d'exil est voté le 8 juin par 472 voix contre 97. Le comte de Chambord rejoint le Château de Chambord. Les orléanistes sont prêts à se rallier à l’aîné de la Maison de Bourbon (d’autant que celui-ci n’a pas d’enfant et qu’à sa mort la couronne passerait à son cousin Orléans) mais ils posent certaines conditions pour tenir compte des changements intervenus depuis 1830. Le refus du comte de Chambord, dans le manifeste publié le 8 juillet, d’adopter le drapeau tricolore (« Henri V ne peut abandonner le drapeau blanc d'Henri IV ») empêche la fusion monarchiste et une troisième restauration.

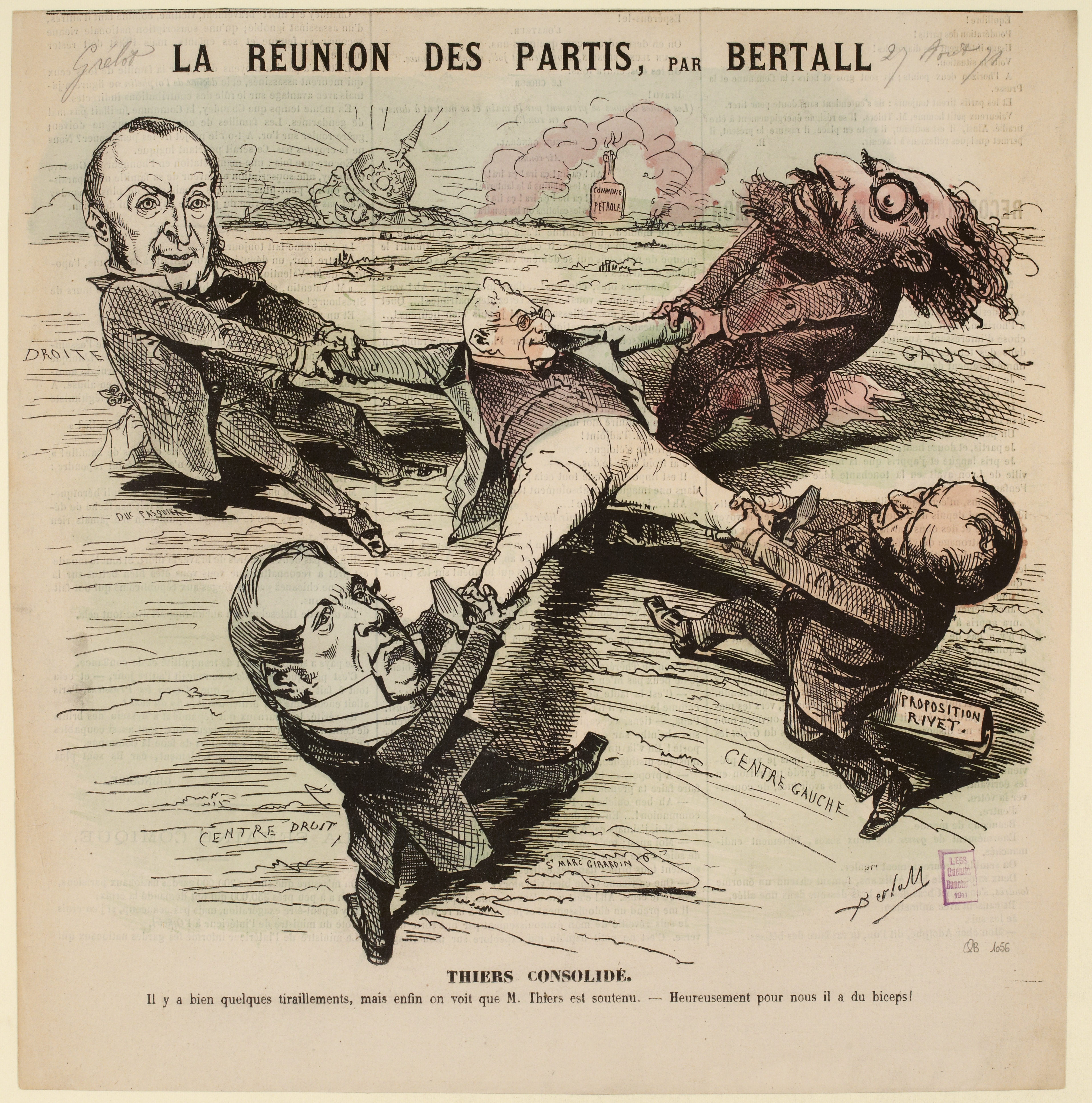
Le président Thiers consolide sa position, bien que tiraillé entre la gauche (Gambetta), le centre-gauche (Rivet), la droite (Audiffret-Pasquier) et le centre-droit (Girardin). « La réunion des partis. Thiers consolidé », caricature de Bertall, Le Grelot, 27 août 1871.

Thiers profite de la situation pour faire encore patienter les monarchistes et s'assurer plus solidement les commandes de l'État. Il désire qu'on relève l'éclat de sa fonction, qu'on en assure la durée. Un député de ses amis, Rivet, fait voter le 31 août 1871, la loi Rivet qui lui donne le titre de « président de la République » et précise ses pouvoirs : le président exerce ses fonctions sous l'autorité de l'Assemblée (l'irresponsabilité présidentielle qu'il souhaitait lui est refusée) et son mandat dure tant qu'existe l’Assemblée. Il reste chef de gouvernement et député (il fait partie de l'assemblée et intervient donc dans les débats). Il nomme et révoque les ministres, responsables devant l’Assemblée.

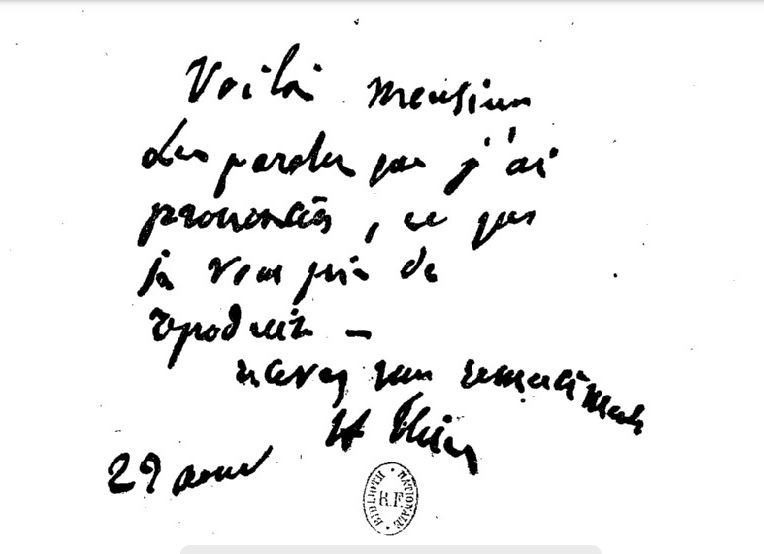
Autographe de Thiers.

C’est un véritable gouvernement présidentiel qui se déploie jusqu’au 24 mai 1873, « à l’instar du Premier consul dont il a été l’historien laudateur ». Jules Simon, son ministre de l’Instruction publique de 1871 à 1873, raconte : « M. Thiers se mêlait de tout. C’était un spectacle curieux de voir comment il s’occupait des plus petits détails sans s’y égarer et en conservant toujours son esprit libre pour les grandes affaires et les vues d’ensemble. […] Toutes les dépêches passaient sous ses yeux. Il voulait savoir, minute par minute, l’état de la France, celui de l’Europe, toutes nos relations avec le chancelier de l’Empire et avec le moindre général des corps d’occupation. […] Il avait tous les jours des conférences avec le ministre de l’Intérieur, le ministre des Finances. Il faisait venir le gouverneur de la Banque, les grands financiers. […] Il suffisait à tout grâce à sa force de volonté et à l’extrême lucidité de son esprit. […] Il était quelquefois singulier de voir les ministres affairés ou accablés, tandis que le président, qui portait les fardeaux de tout le monde, était dispos et allègre ». Rémusat, ministre des Affaires étrangères, est plus critique : « Le plus souvent, en conservant constamment des égards pour ses ministres, il maltraitait fort les idées qui pouvaient être les leurs, n’écoutait pas les objections si on se hasardait à lui en faire (…) Il lui est arrivé d’employer un conseil de deux heures sans qu’aucun de nous ait eu l’occasion de placer un mot ».
Avec l’Assemblée, les relations sont tendues, les divergences nombreuses. « Elle n’avait ni envie de le renverser, ni de le suivre », comme l’écrit Rémusat. Thiers a l’esprit de domination, il est parfois buté et irritable. Pour imposer ses opinions, il n’hésite pas à menacer de démissionner : il donne très sérieusement sa démission le 19 janvier 1872 sur la question des impôts, provoquant une grande émotion. Une députation de la Chambre, ses vice-présidents en tête doit venir le conjurer de ne pas les abandonner.
Thiers, orléaniste à l'origine, a été partisan d’une monarchie constitutionnelle sur le modèle anglais, mais il évolue progressivement vers la République. Il considère qu'un gouvernement démocratique et libéral peut prendre aussi bien une forme républicaine que monarchique, d’autant que les républicains sont coupés de l’extrémisme révolutionnaire avec la fin de la Commune, gagnent des voix à chaque élection partielle et que les monarchistes sont divisés en trois partis (légitimistes, orléanistes et bonapartistes). « Il n'y a qu'un trône et on ne peut pas l'occuper à trois », dit-il. « La République est le régime qui nous divise le moins ». Pour organiser la République sur des bases conservatrices, il faut un grand parti de gouvernement rassemblant tous les modérés, conservateurs et républicains. Gambetta lui-même tend la main à Thiers. Celui-ci avait dit : « L'avenir est aux plus sages. » Gambetta lui répond le 25 juin, dans son discours de Bordeaux, un mois après la Commune : « Aux plus sages ? Parfaitement. C'est une gageure qu'on doit accepter… Il faut donc être les plus sages, cela ne nous coûtera pas ».
Le 8 octobre, les élections aux conseils généraux sont un triomphe pour les républicains, qui emportent 2 290 sièges contre 660 pour les monarchistes. La République ne fait plus peur. Le mouvement de février 1871 s'est inversé. À l'ouverture de la session parlementaire, le 13 novembre 1872, Thiers rappelle la situation du pays : « situation financière et commerciale rétablie, armée qui se réorganise avec une singulière promptitude, grâce au maintien énergique de l’ordre » et se déclare ouvertement pour la République :

« Avec l’ordre, nos ateliers se sont rouverts, les bras ont repris leur activité, les capitaux étrangers, loin de nous fuir, les capitaux français, loin de se cacher, sont revenus vers nous, le calme a reparu avec le travail, et déjà la France relève la tête, et, chose surprenante encore ! une forme de gouvernement qui d'ordinaire la troublait profondément, commence à entrer peu à peu dans ses habitudes… (Une voix à droite. C'est une erreur !) …Messieurs, les événements ont donné la République, et remonter à ses causes pour les discuter et pour les juger serait aujourd’hui une entreprise aussi dangereuse qu’inutile. La République existe (voix à droite. Non ! Non !), elle est le gouvernement légal du pays (M.le baron Chaurand. Nous avons dit le contraire à Bordeaux !) vouloir autre chose serait une nouvelle révolution et la plus redoutable de toutes… La République sera conservatrice ou ne sera pas (Sensation) (C'est vrai ! Très bien ! sur un grand nombre de bancs à gauche et au centre gauche). »

À la fin, les députés des gauches, debout, l'applaudissent longuement. La majorité monarchiste de l'Assemblée, consternée, s'estime trahie. Thiers les mène à la République. Elle veut maintenant se débarrasser de lui. Mais il faut d'abord libérer le territoire, cause profondément nationale et populaire.

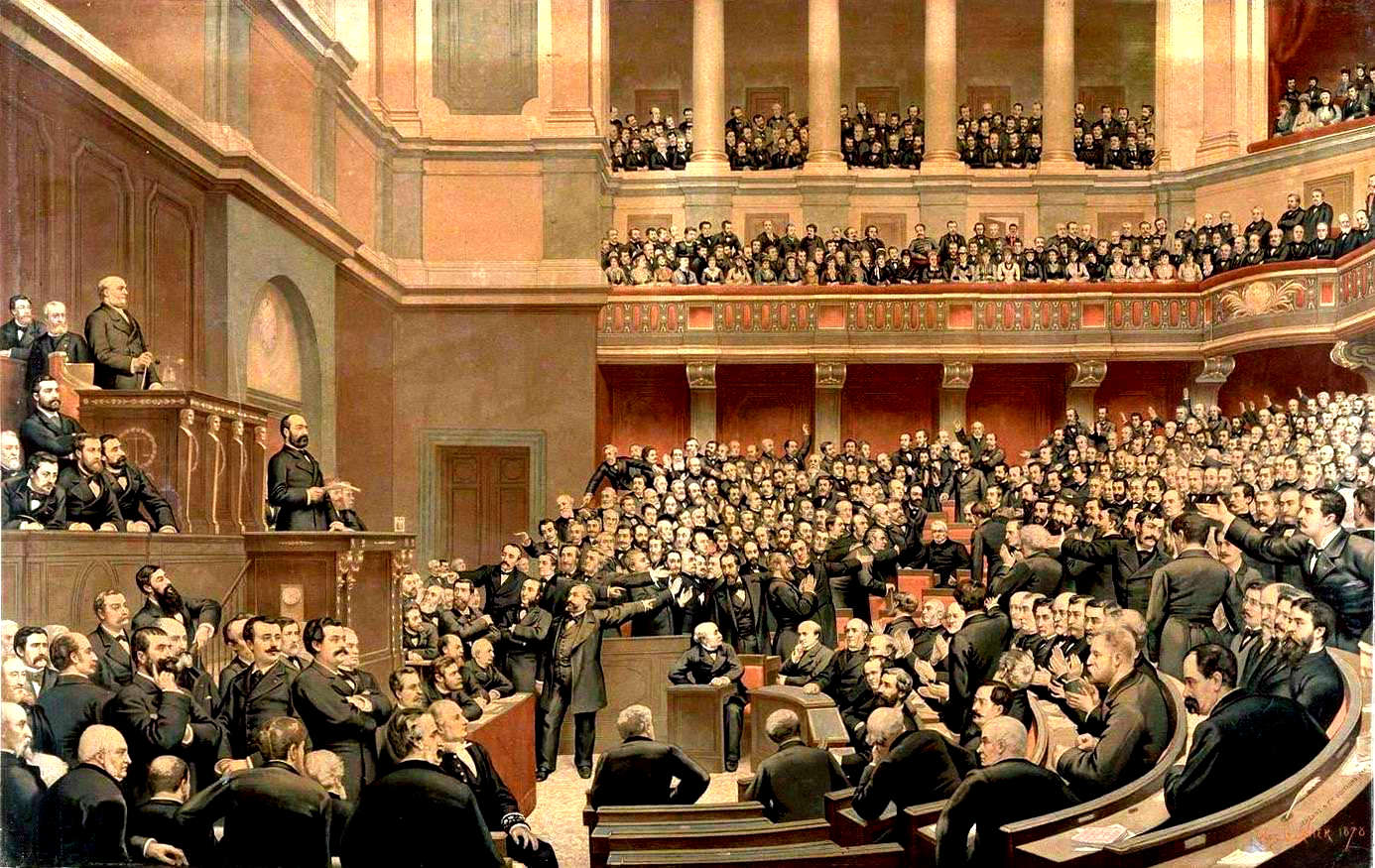
Thiers acclamé comme libérateur du territoire à l'Assemblée nationale le 16 juin 1877.
Huile sur toile de Jules-Arsène Garnier, 1878, musée de l'Histoire de France (Versailles).

L'indemnité peut être payée par anticipation, l'emprunt national ayant été un succès, et Thiers négocie avec Bismarck l'accélération de l'évacuation du territoire, non sans peine car l'état-major prussien résiste à l'abandon des forteresses occupées, surtout Belfort, clef de l'Alsace méridionale. Le 15 mars 1873 est signée la convention d'évacuation définitive des troupes allemandes. Le 17 mars 1873, Thiers est salué par l'Assemblée nationale comme le « libérateur du territoire ». Un tableau immortalise la séance : Jules Grévy préside. Les tribunes du public sont pleines. Dans l'hémicycle, Gambetta, au pied de la tribune, désigne Thiers assis à son banc : « le libérateur du territoire, le voilà ! ». À côté de lui Jules Ferry, les bras croisés, et derrière, à son banc, Clemenceau. La gauche républicaine est enthousiaste, alors que les députés de droite, qui vont le renverser dans deux mois, semblent plus réservés.
La majorité monarchiste s'est trouvé un chef en la personne du duc de Broglie, le fils du ministre et président du Conseil de Louis-Philippe avec qui Thiers a gouverné de 1834 à 1836 (et le petit-fils, par sa mère, de Germaine de Staël et de Benjamin Constant). Elle veut un gouvernement de combat qui réunisse toutes les forces conservatrices pour lutter contre les succès électoraux des républicains aux élections partielles. Elle s'accorde sur un remplaçant de Thiers, un légitimiste, le maréchal de Mac Mahon, chargé de garder la place du souverain absent.
Il faut d'abord faire taire Thiers, car l'Assemblée est sensible à son éloquence et celui-ci peut à tout moment intervenir dans les débats, monter à la tribune pour couvrir du poids de son autorité les ministres interpellés. Le 13 mars 1873, la « loi de Broglie », qualifiée par Thiers de « cérémonial chinois », va limiter le temps de parole du président et le transformer en monologue : s'il veut parler, il en fera la demande, l'Assemblée lui fixera le jour et l'heure et il parlera lors d'une séance spéciale privée de débats.
Le 24 mai, le gouvernement de Thiers est mis en minorité deux fois, d'abord par 362 voix contre 348, puis à 360 contre 344. Ses ministres démissionnent. Thiers donne sa démission à son tour le soir même. Quelqu'un propose de ne pas l'accepter. La proposition est rejetée à 362 contre 331. Il aurait pu rester au pouvoir, son mandat durant tant qu'existait l'Assemblée, ou tenter la dissolution de celle-ci, mais il a 76 ans, la fatigue l'accable, sa santé décline (il a eu une syncope). Peut-être pense-t-il être rappelé, fort de son immense popularité dans le pays. L'Assemblée dissocie aussitôt les fonctions de président de la République et de président du Conseil et nomme à ces postes Mac Mahon et le duc de Broglie, qui compose un ministère presque entièrement monarchiste. Une nouvelle tentative de restauration avec le comte de Chambord échoue à l'automne, une nouvelle fois sur la question du drapeau. La bataille sur la nature du régime continue. Il faudra attendre vingt mois pour faire, à une voix de majorité (353 contre 352, amendement Wallon), ce que Thiers proposait et adopter sa politique.

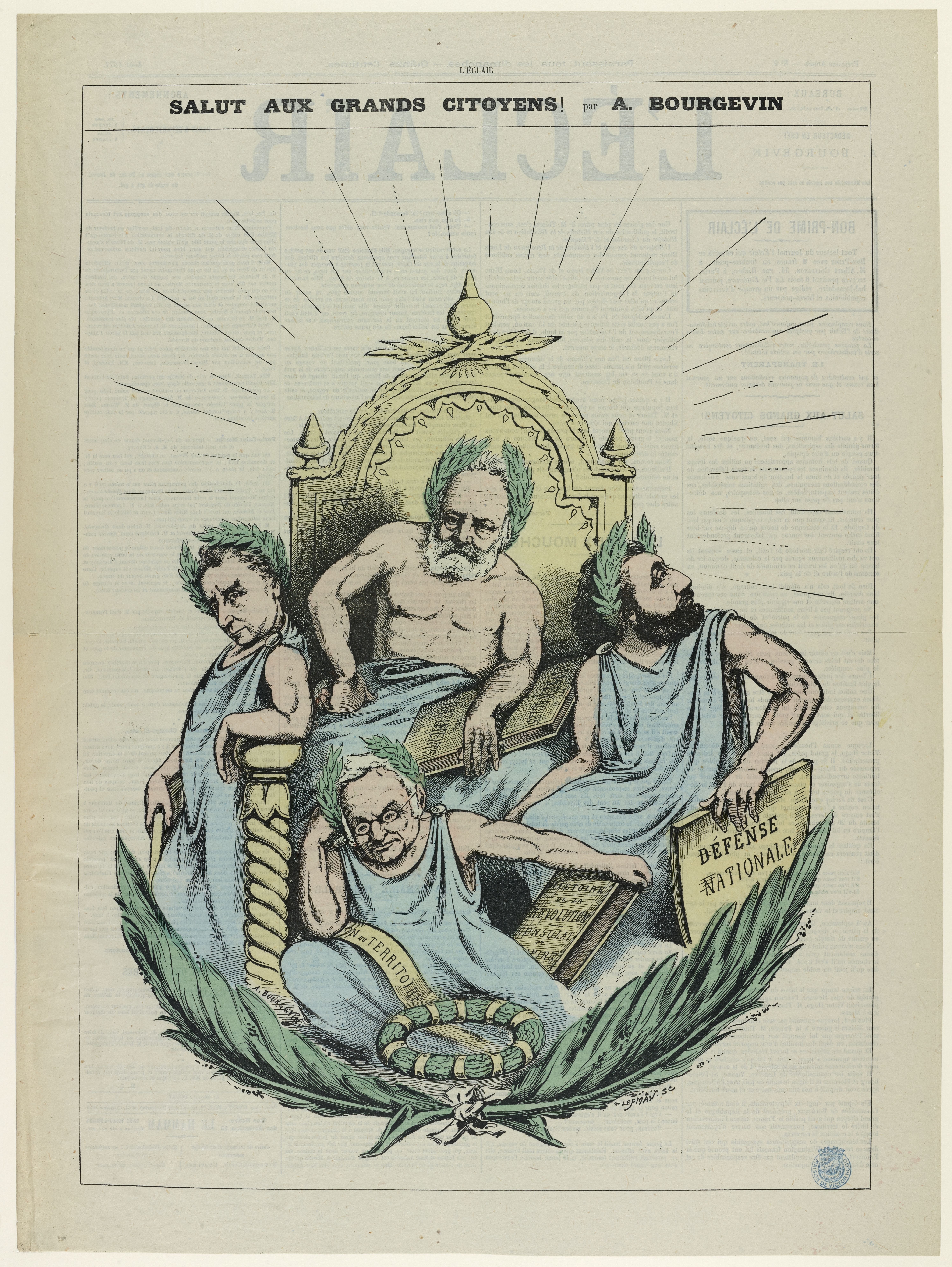
« Salut aux grands citoyens ! », hommage du caricaturiste J. Blass aux républicains Victor Hugo, Louis Blanc, Léon Gambetta et Adolphe Thiers (L'Éclair, no 9, 19 août 1877).

En se ralliant à la République, Thiers a ouvert la voie à une alliance des orléanistes libéraux (centre droit) et des républicains modérés (centre gauche) qui, par la voie de l'« opportunisme » — le mot désigne les républicains modérés par opposition aux républicains radicaux —, va fonder la Troisième République.
« C'est l'ultime métamorphose de ce politicien-protée », écrit l'historien François Furet en parlant du ralliement de Thiers à la République. « Le Ministre de l'Intérieur qui a massacré en 1834 les insurgés de la rue Transnonain, l'homme qui a présidé à la liquidation sanglante de la Commune, devient, quand il quitte la scène, un des pères de la République ».

### Après la présidence

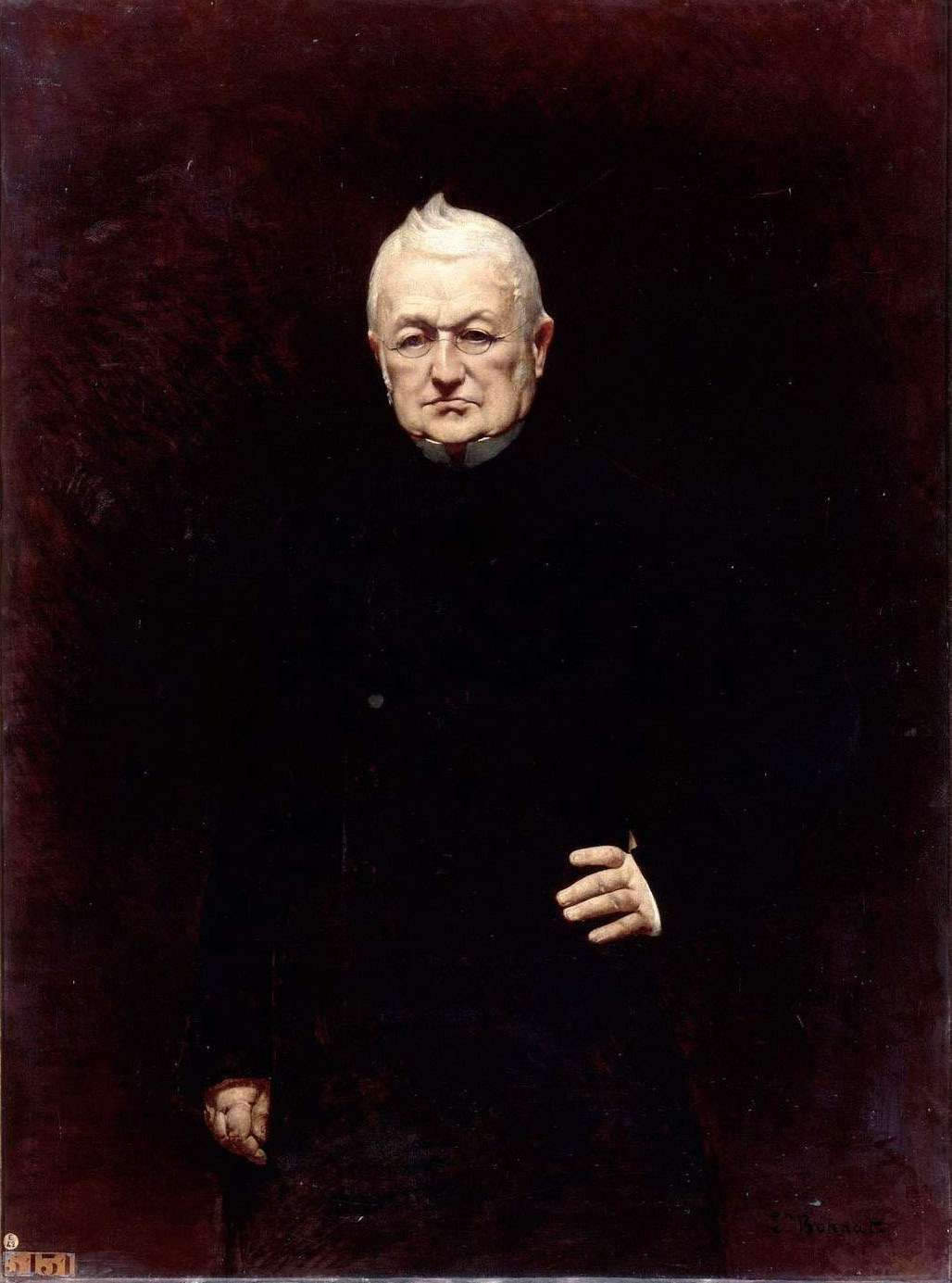
Portrait d’Adolphe Thiers peint par Léon Bonnat (1876).

Après sa démission, Adolphe Thiers retrouve son siège de député. En 1875, il vote l'amendement Wallon qui, entrainant le centre droit orléaniste et tous les républicains (Gambetta ayant vaincu dans son camp les radicaux hostiles au Sénat et au président), décide de justesse, à une voix de majorité, de la désignation du régime, ouvrant la voie à une république reposant sur trois piliers : Sénat, Assemblée, président. En 1876, il est candidat aux élections sénatoriales et législatives qui ont lieu lors de la mise en place des institutions de la Troisième République. Il est élu sénateur le 30 janvier 1876 mais démissionne le 11 mars, préférant rester député, ayant été réélu le 20 février.

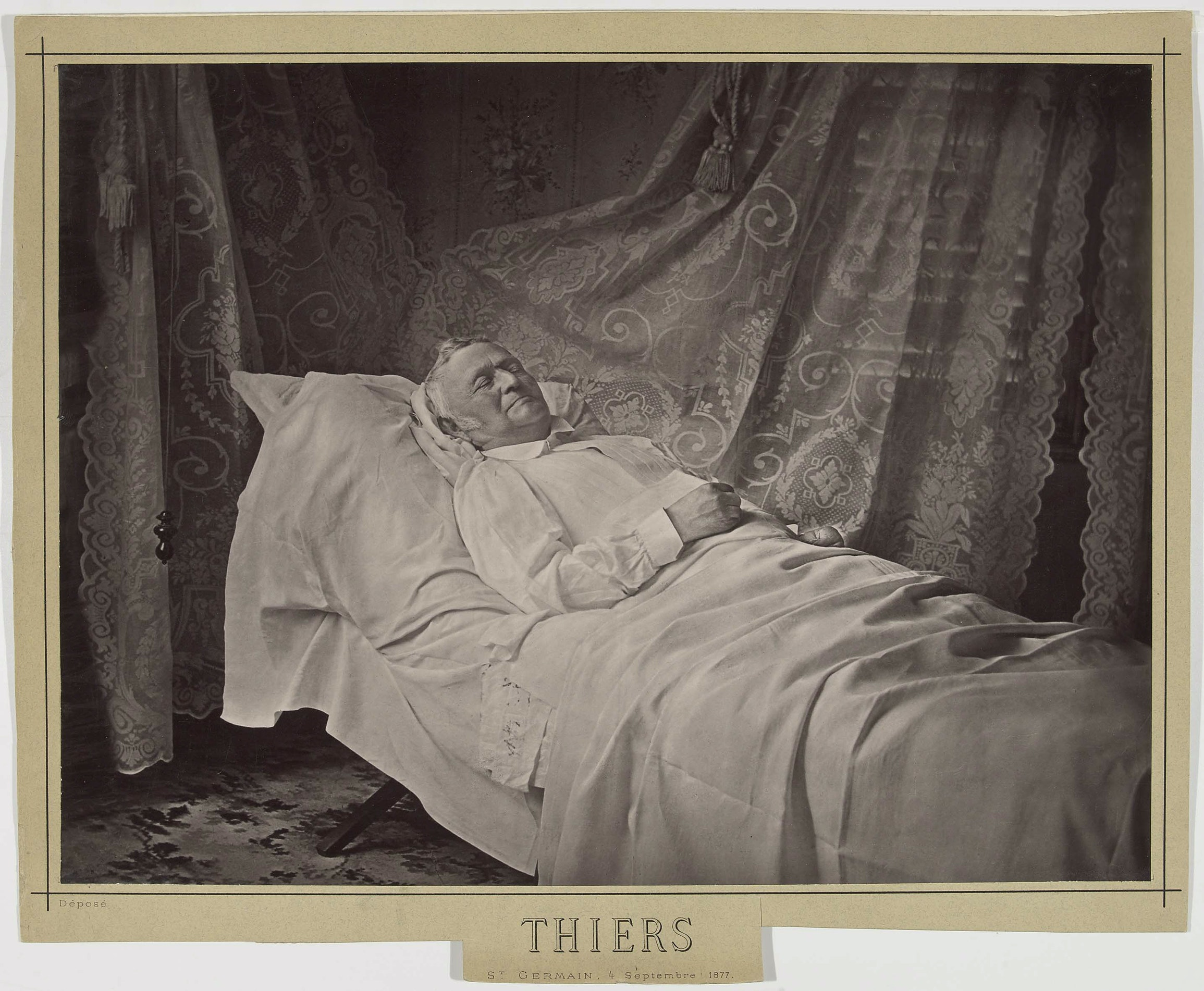
Thiers sur son lit de mort à Saint-Germain-en-Laye, 4 septembre 1877.

Adolphe Thiers meurt d'une hémorragie cérébrale le 3 septembre 1877 à l'âge de 80 ans. Le 16 mai (crise du 16 mai 1877), le président Mac-Mahon a ouvert la crise politique en prononçant la dissolution de l'Assemblée. Les élections doivent avoir lieu le 14 octobre. Mac-Mahon propose des funérailles nationales aux Invalides avec l'Armée, à condition que la manifestation soit nationale et non partisane. Mme Thiers réclame pour les amis de son mari le droit de régler le cortège et de prononcer des discours et reste inflexible. L'offre est donc retirée et les funérailles sont privées.

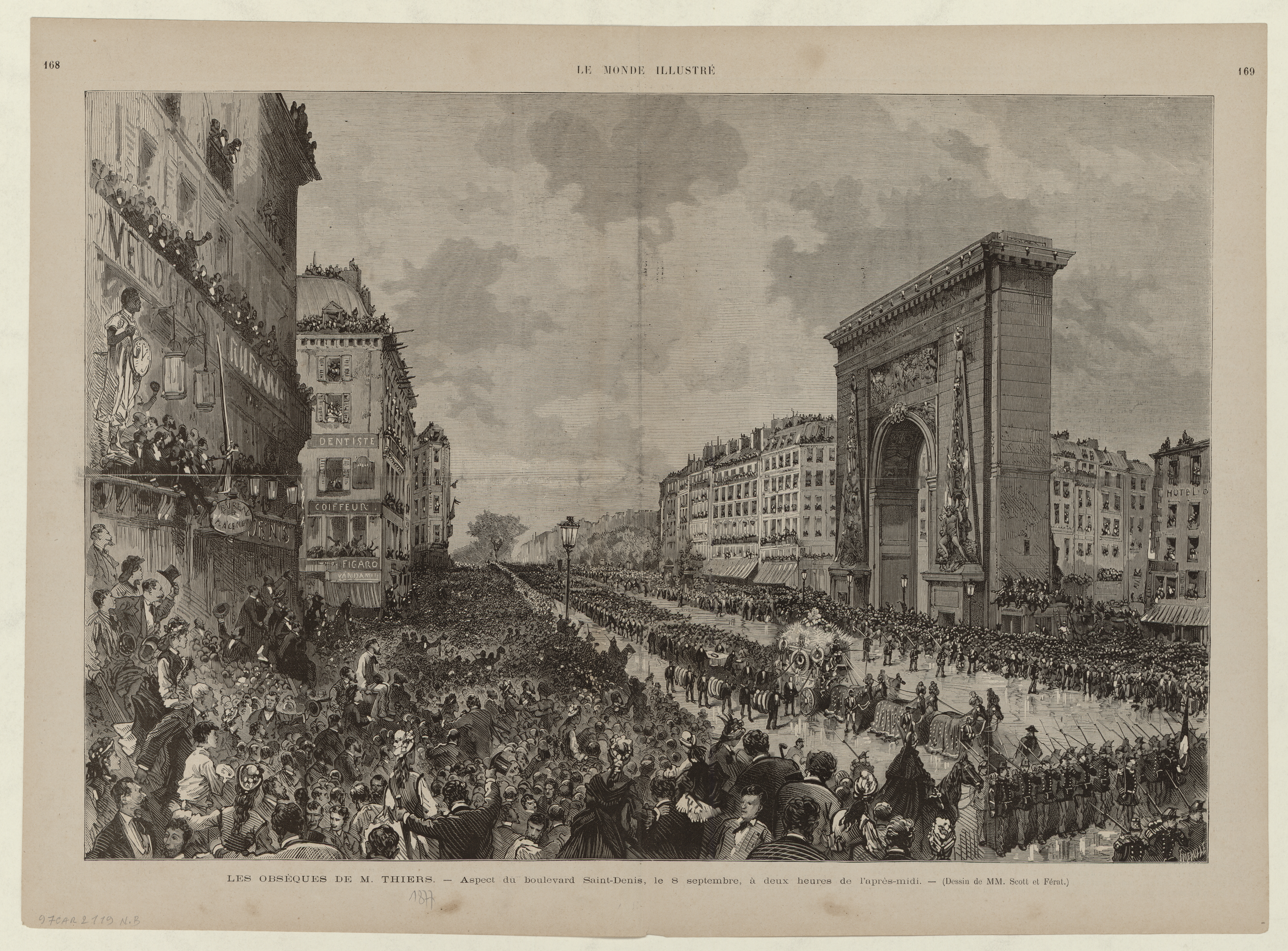
Les obsèques de Thiers (Le Monde illustré, 1877).

Elles se déroulent à l’église Notre-Dame-de-Lorette, le samedi 8 septembre. À la sortie de l'église, le cortège funèbre se rend au cimetière du Père-Lachaise. Gambetta marche tête nue au premier rang des 363 députés républicains sortants (qui vont perdre 42 sièges le 10 octobre mais garder la majorité). Vingt mille hommes accompagnent le convoi, un million saluent le cortège, qui s'arrête devant le mausolée d'Adolphe Thiers, sur lequel on a inscrit la devise formulée dans son testament : « Patriam dilexit - Veritatem coluit » (Il a chéri sa patrie, et cultivé la vérité).

Son enterrement est considéré comme un triomphe républicain. Jules Ferry écrit à sa femme le jour même : 

« De la rue Lepelletier au Père Lachaise, un million d'hommes, échelonnés en masses profondes sur le passage du cortège funèbre, debout, tête nue, recueillis, saluant le char - couvert des montagnes de fleurs apportées par la France entière (384 villes étaient représentées) - d'un seul cri, roulant, grave, résolu, des deux côtés du boulevard ; Vive la République ! et dans cette foule immense, pas l'ombre d'un désordre, d'un incident, d'une inconvenance »

Même Flaubert écrit à sa nièce, le 11 septembre : 

« J'ai vu l'enterrement de Thiers. C'était quelque chose d'inouï, et de splendide ! Un million d'hommes sous la pluie, tête nue ! De temps à autre on criait "Vive la République", puis "chut ! chut !" pour n'amener aucune provocation. On était très recueilli et très religieux - la moitié des boutiques fermées ! Le cœur m'a battu fortement. Il faut avoir vu cela pour s'en faire une idée. Je n'aimais pas ce roi des Prudhommes - n'importe ! Comparé aux autres qui l'entouraient, c'est un géant. »

Dans les années qui suivent, une centaine de villes de France (mais pas Paris, qui n'a pas pardonné) lui consacrent une place ou une avenue.
Mme Thiers meurt le 15 décembre 1880 à 62 ans. Mlle Dosne reste seule. En octobre 1892, elle s'oppose au transfert de Thiers au Panthéon proposé par Léon Say « pour laisser M. Thiers dans le lieu de repos choisi par sa famille ».

## Postérité

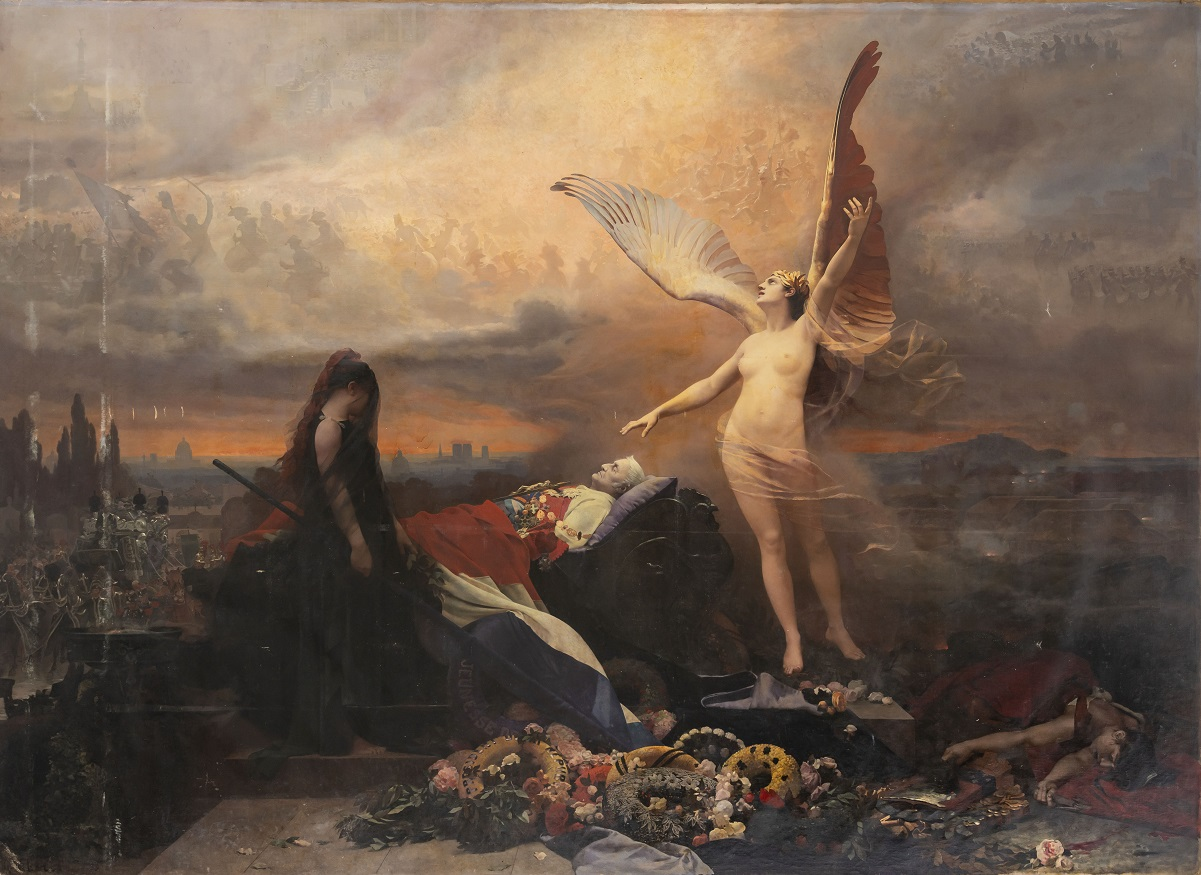
Funérailles et apothéose de Thiers, toile de Vibert et Detaille, 1877.

« L'un des hommes les plus admirés et les plus injuriés de ce siècle », a dit de lui son contemporain Jules Simon. L'historien Pierre Guiral explique que Thiers s'est fait beaucoup d'ennemis au cours de sa vie : les bonapartistes pour son opposition à l'Empire, les monarchistes pour la fondation de la République, et enfin les « républicains avancés » pour l'écrasement de la Commune.
À sa mort, la presse du monde entier publie articles et études. En France, où l'opinion est partagée (les élections d'octobre 1877 donneront 54 % de voix pour les républicains et 46 % pour les monarchistes), les articles vont de l'apologie (la presse républicaine quasi unanime) à l'injure (la presse monarchiste). Le quotidien Le Temps du 5 septembre 1877 résume ainsi sa carrière : « Il avait quatre-vingt ans, mais sa ferme et lucide intelligence, son incroyable activité de corps et d'esprit, la vivacité de sa conversation et de ses allures, tout nous ôtait jusqu'à l'idée d'une fin prochaine. Ce vieillard, dont l'histoire était celle du pays depuis près de soixante ans, apparaissait déjà comme un personnage légendaire et cependant, avec le passé, il représentait pour nous, pour la France républicaine et libérale, un avenir long et utile… Il avait encore des services à rendre, des conseils à donner, des hommes à éclairer… ; sa grande expérience, sa clairvoyance inaltérable, sa passion du bien public donnaient à ses avis une autorité tout à fait unique ». Mais pour le journal bonapartiste Le Pays : « L'homme n'est plus : Tant mieux ! C'est la seule fois qu'il ait réellement libéré le territoire ». Le duc d'Aumale affirme que « M. Thiers est le plus grand ennemi que la France ait jamais eu » en empêchant la duchesse d'Orléans de présenter son fils au comte de Chambord.

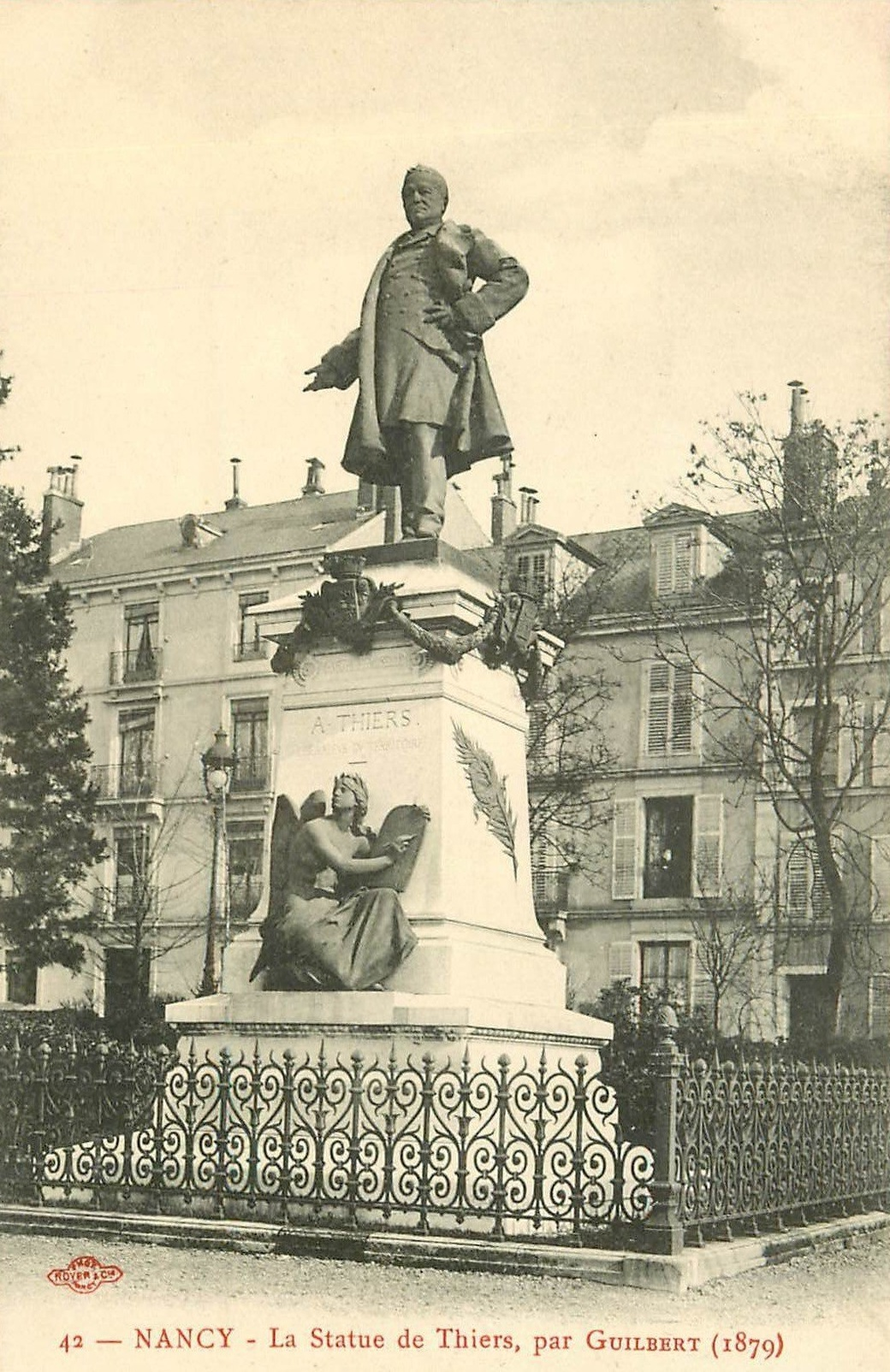
La statue de Thiers (déboulonnée en 1970) à Nancy, sur la place Thiers (débaptisée en 2018).

Dans le pays, 96 villes donnaient le nom de Thiers à une rue ou à une place. Nancy est la première ville à lui élever une statue, le 3 août 1879, suivie par Saint-Germain-en-Laye et Bône. Des conseils municipaux placent son portrait dans la salle de leurs séances.

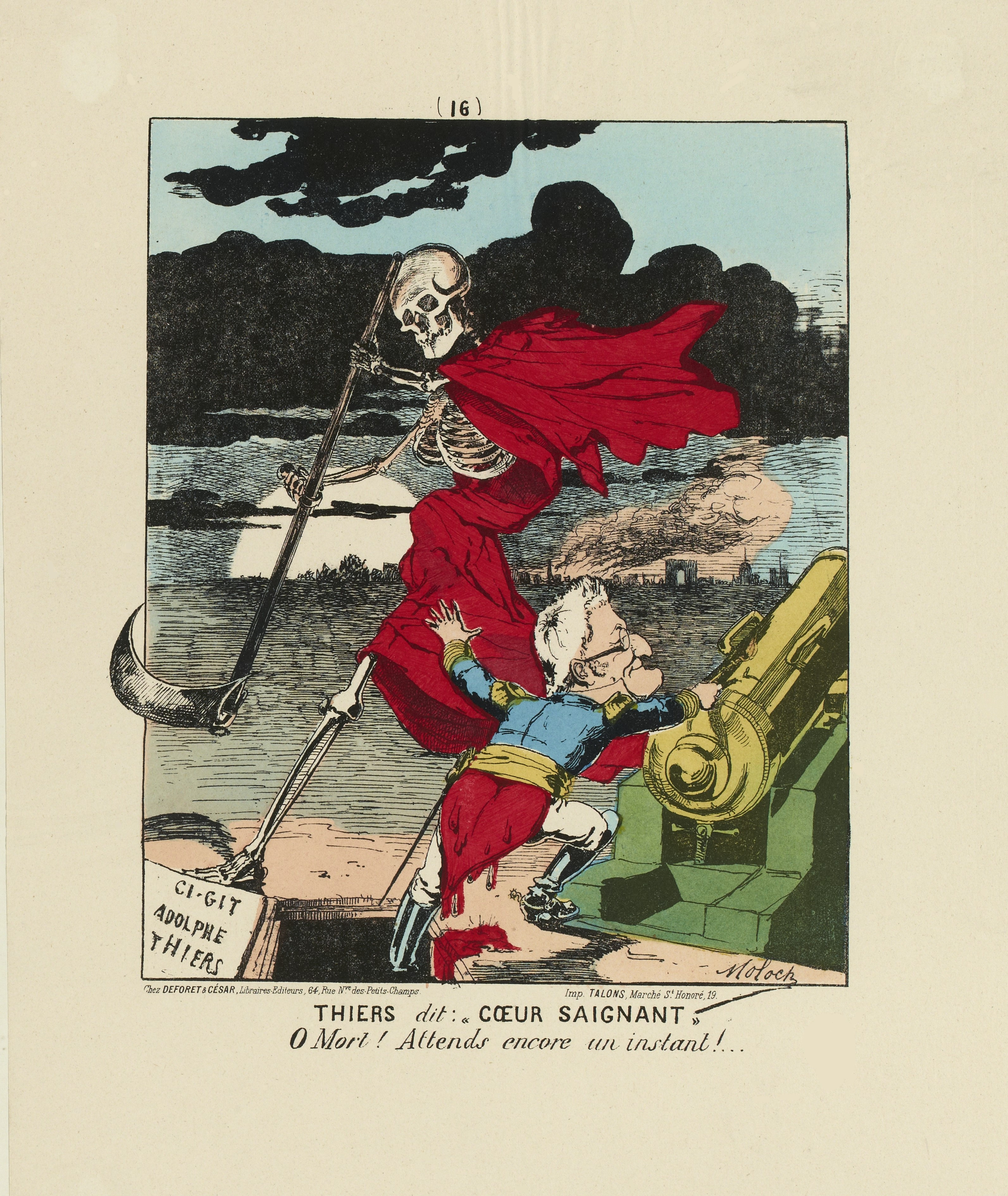
Thiers bombardant la Commune de Paris, caricature de Moloch, vers 1871.

Très tôt, la Commune est interprétée, par l'intermédiaire du livre que lui consacre Karl Marx dès 1871, comme l'annonciatrice des révolutions socialistes du XXe siècle. Les révolutions russes de 1905 et d'Octobre 1917 et la révolution hongroise de 1919 s'en réclament. Un véritable culte va s'imposer dans la gauche française avec la « montée » au Mur des Fédérés du Père Lachaise durant le mois de mai en mémoire des communards tombés en martyrs du « gouvernement versaillais » en mai 1871.
La tombe de Thiers, qui se situe non loin du Mur des Fédérés au Père Lachaise, est régulièrement recouverte de selles et d'urine humaines, ainsi que de graffitis : « A » (anarchiste), « Vive la commune ! », etc.
Pour elle, Thiers, le « libérateur du territoire » devient le « fusilleur de la Commune ». Le député socialiste Clovis Hugues s'insurge à l'idée d'édifier une statue à son effigie : « Eh ! parlons-en de ce petit grand homme. Si toutes les victimes qu'il a faites en formaient le socle, sa tête irait toucher le ciel ! ». « Déboulonnons la statue Thiers à Nancy », demande un journal de Nancy en 1905 (la statue est enlevée en 1970 et la place Thiers débaptisée en 2018).
En mai 1968, apparaît en France un rejet plus important de Thiers en même temps qu'un regain d'intérêt pour la Commune de Paris : à Marseille, des comités d'action lycéens rebaptisent le lycée Thiers en « lycée de la Commune de Paris ». La rue Thiers est débaptisée à Vernon et Amiens, et sa tombe à Paris est par deux fois plastiquée en 1971,. La même année, l'article consacré à Adolphe Thiers dans le Dictionnaire des littératures énonce qu'« il noya dans le sang la Commune ».
En 1990, l'historien François Roth écrit : « Il faut débarrasser la mémoire de Thiers des légendes qui l’obscurcissent. La plupart de ses contemporains l’ont porté aux nues et n’ont pas tari d’éloges sur « l'illustre négociateur », sur l'éminente sagesse de « l'illustre homme d’État ». Les historiens du début du XXe siècle ont baissé un peu le ton tout en l’approuvant. Puis un courant d'opinion amorcé par les ouvrages d'Henri Guillemin l'a rejeté. Pour les insurgés de 1968 et les célébrants intellectuels du centenaire de la Commune, le cas de Thiers n’est même plus plaidable. […] Il faut toujours revenir au contexte de février 1871. Avec ce qui restait d'armée, la reprise de la guerre était une totale illusion. […] Thiers a été suivi, la mort dans l'âme, par l'immense majorité de ses compatriotes ».

## Portrait

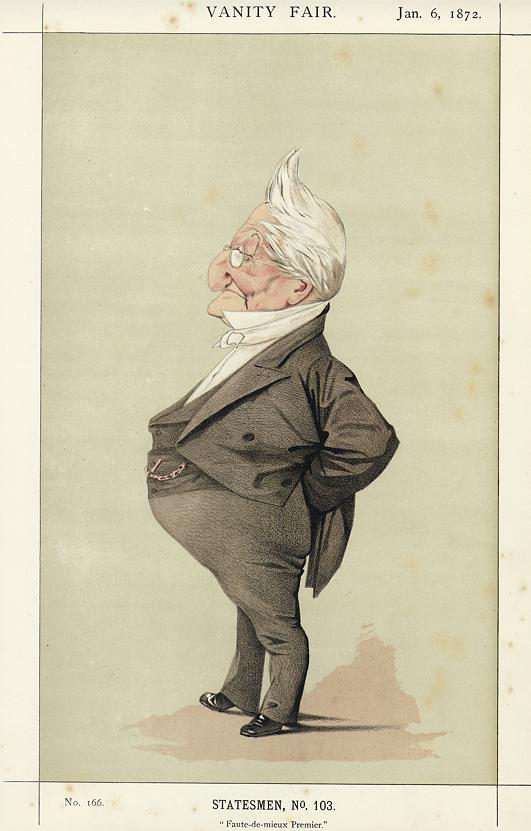
Les caricaturistes (ici, Cecioni dans Vanity Fair en 1872), représentent très souvent Adolphe Thiers, coiffé d'une houpette, sous les traits d'un homme bedonnant, portant des lunettes et de petite taille

Adolphe Thiers est de petite taille (généralement décrit comme mesurant entre 1,50 m et 1,60 m), et s'est longtemps coiffé d'une houpette qui permettra de le reconnaître facilement sur les caricatures qui l'affublaient du nom assez désobligeant de « foutriquet » qui désigne les personnes de petite taille ou insignifiantes.
Depuis l'âge de 33 ans, au moins, selon les portraits publiés par la presse, il porte de fines lunettes (ou de binocles) cerclées d'acier de forme ronde ou elliptique. N'ayant jamais porté ni barbe, ni moustache, même durant sa jeunesse, Adolphe Thiers fut le seul président de la Troisième République à être imberbe et cela depuis son prédécesseur, président de la Deuxième République Louis-Napoléon Bonaparte.
Au niveau psychologique, il est décrit comme vaniteux, ambitieux, le prototype du bourgeois de son époque que Gustave Flaubert décrivait comme « … un croûtard plus abject, un plus étroniforme bourgeois ? Vieux melon diplomatique arrondissant sa bêtise sur le fumier de la Bourgeoisie, il me semble éternel comme la Médiocrité. » Qualifié de nasillard et d'agité, avocat à l’éloquence médiocre, il deviendra au fil du temps un orateur capable de s'imposer aux députés de la chambre basse lors d'une période très agitée de l'histoire de France[Quand ?] ce qui lui vaudra des critiques moins acerbes à l'occasion de sa mort.
L'attitude envieuse du jeune journaliste Adolphe Thiers vis-à-vis de la grande bourgeoisie, teintée d'une ambition démesurée, inspira d'ailleurs Honoré de Balzac pour créer le personnage d'Eugène de Rastignac.

### Physique
Plusieurs auteurs contemporains de l'homme politique en ont donné une description durant sa vie :
- Portrait de Thiers à 33 ans en 1830 par Lamartine :

« Je vis un petit homme taillé en force par la nature, dispos, d'aplomb sur tous ses membres comme s'il eût toujours été prêt à l'action, le front pétri d'aptitudes diverses, les yeux doux, la bouche ferme, le sourire fin […]. L'esprit était comme le corps, d'aplomb sur toutes ses faces, robuste, dispos. Il parlait le premier, il parlait le dernier, il écoutait peu les répliques; mais il parlait avec une justesse, une audace, une fécondité d'idées qui lui faisaient pardonner la volubilité des lèvres. »

- Portrait de Thiers à 63 ans en 1860 par la princesse de Metternich :

« M.Thiers était au physique un tout petit homme, un peu ventru avec une figure fine et intelligente. Derrière ses lunettes en or brillaient des yeux qui lançaient des éclairs. Ses cheveux blancs formaient au dessus de la tête un petit toupet comme une crête de coq. Il ressemblait étonnamment au fameux type du bourgeois parisien créé par Henry Monnier sous la dénomination de M.Prudhomme. M.Thiers était le plus merveilleux orateur qu'on puisse imaginer et on ne pouvait se lasser de l'écouter quand il était à la tribune. Il eût parlé des heures sans s'arrêter que personne ne s'en serait plaint. Son débit était nasillard au début, mais au bout de peu d'instants cette voix nasillarde devenait mordante, et se renforçait ensuite de façon à remplir la grande salle de la Chambre des députés. Tout le monde était suspendu à ses lèvres. Chaque mot portait. Malheur à celui qui l'interrompait. Toujours prêt à la riposte, l'interrupteur se trouvait gratifié d'une réponse qui lui fermait la bouche et mettait toute la Chambre en gaieté. »

- Portrait de Thiers à 75 ans, président de la République, par Charles de Rémusat :

« Son âge et sa fortune avaient achevé d’élever les défauts de cet éminent esprit à leur plus haute puissance. À force de s’entretenir seul dans ses idées, de s’en imbiber profondément, il n’en pouvait plus que difficilement admettre d’autres. Son intelligence était comme fermée à ce qui tentait d’y frapper du dehors, et, comme pour mieux défendre sa porte, il inondait les approches du torrent de ses paroles. Levé avant cinq heures, il donnait des rendez-vous à sept, et à partir de cette heure-là il parlait sans discontinuer jusqu’à minuit. La facilité sans doute était prodigieuse, l’abondance inépuisable, l’entrain infatigable. Ce phénomène supposait un mouvement d’esprit et une excitation nerveuse que je n’ai jamais vu égalés. Et la verve était la même, qu’il parlât politique, guerre, finances, histoire, ou bien qu’il se lançât sur la religion, les arts, les sciences, l’industrie (…) Le tout supposait des dons extraordinaires, une organisation merveilleuse. Mais ce n’en était pas moins un bavardage insupportable qui, l’âge aidant, tournait au radotage. »

### Politique
- Vu par François Furet

« Quelle vie ! toute bourgeoise, rythmée par les succès les plus classiques, la notoriété, un riche mariage, le ministère, l'Académie, l'influence, et pourtant menée comme une aventure romanesque, réussie à force de talent et d'énergie, traversée d'échecs et de palinodies […]. Si Thiers est un personnage si représentatif de la France possédante de cette époque, c'est que, parti de la Révolution, il en a suivi et trahi la cause selon les circonstances, pour sauver la possibilité d'un gouvernement libre et conservateur, ou encore parlementaire et bourgeois. Voltairien, il est devenu clérical ; révolutionnaire, il a été un pilier du parti de l'ordre ; cocardier, le voici devenu l'homme de la paix ; orléaniste, personne ne sait plus s'il l'est encore. Il a un côté bon enfant dans l'opportunisme qui laisse percer le caractère superficiel de ses idées philosophiques sans lui donner le machiavélisme des grands politiques. Mais il a un vrai talent du compromis […] Dans un siècle où la Révolution française a continué à user si vite tous les hommes, il a fini par user la Révolution. Thiers est le plus grand homme d'État français du XIXe siècle parce qu'il y est parvenu ; mais au jour de sa victoire, il doit compter dans ses titres à la reconnaissance du pays une paix de capitulation et le massacre de vingt mille ouvriers. »

- Vu par Maurice Agulhon

« Thiers est bien le fondateur principal de la République en France, dans la mesure où il a le premier compris que la forme républicaine de gouvernement (en clair, un État de droit sans monarque héréditaire) pouvait couronner le système à la fois libéral et conservateur que voulaient la plupart des bourgeois français (système libéral : la modernité, les principes issus de 89 - et système conservateur : pas d'atteintes aux habitudes et aux intérêts acquis) […]. Faut-il alors, à la manière américaine, le décorer du beau nom de « Père Fondateur » ? Le fait est que cette expression n'a pas cours en France et que la République française se montre aujourd'hui pour ce « père » une fille bien ingrate ! Si Thiers reste dans la mémoire collective, c'est ou bien, vu de droite, comme un petit bourgeois parvenu trop habile, ou bien, vu de gauche comme « le bourreau de la Commune ». Sa gloire républicaine d'hier est aujourd'hui évanouie, laminée entre le mépris des uns et la haine des autres… preuve, s'il le fallait, que le républicanisme, comme tout fait historique, est sujet à évolution. »

- Vu par Émile Zola

Les chroniques de Zola parues dans le journal La Cloche ont été redécouvertes dans les années 1950 et l'une d'entre elles, publiée le 27 mars 1871, peut surprendre quand on connaît les futures orientations de celui qui écrira Germinal.

« Quel homme que M. Thiers ! Il parle, il parle, avec une négligence incroyable, se répétant à chaque mot, hasardant des vérités de M. de La Palice, n’ayant à son service que deux ou trois arguments : "Soyez sérieux", et encore : "Faites ceci, faites cela, si vous voulez être une grande Assemblée nationale"; et ce diable d’homme réussit toujours à avoir raison ! »

## Dans la fiction
- Thiers a servi de modèle à Eugène de Rastignac, personnage romanesque et arriviste d'Honoré de Balzac, dont les aventures débutent dans Le Père Goriot et dont l'évolution se poursuit dans un nombre considérable de romans de La Comédie humaine[90].
- Dans la série animée japonaise Isabelle de Paris (1979), l'héroïne en titre vit les événements du siège de Paris puis de l'insurrection de la commune de 1871, rencontrant des personnages historiques comme Adolphe Thiers et Léon Gambetta.
- Dans le téléfilm À une voix près… ou La naissance de la IIIe république d'Alexandre Astruc, tourné en 1980, le personnage de Thiers est interprété par André Falcon[91].
- Dans La Commune (Paris, 1871), film historique de Peter Watkins diffusé en 2000 sur Arte, Adolphe Thiers est joué par Jean Giacinti.
- Dans Les Damnés de la Commune (film d'animation de 2021) de Raphaël Meyssan, le comédien Mathieu Amalric prête sa voix au personnage d'Adolphe Thiers[92]

## Œuvres
- Salon de Mil huit cent vingt-deux, ou collection des articles insérés au Constitutionnel, sur l'exposition de cette année, Paris, Maradan, 1822. 5 lithographies hors-texte.
- Les Pyrénées et le Midi de la France, pendant les mois de novembre et décembre 1822, Paris, Ponthieu, 1823.

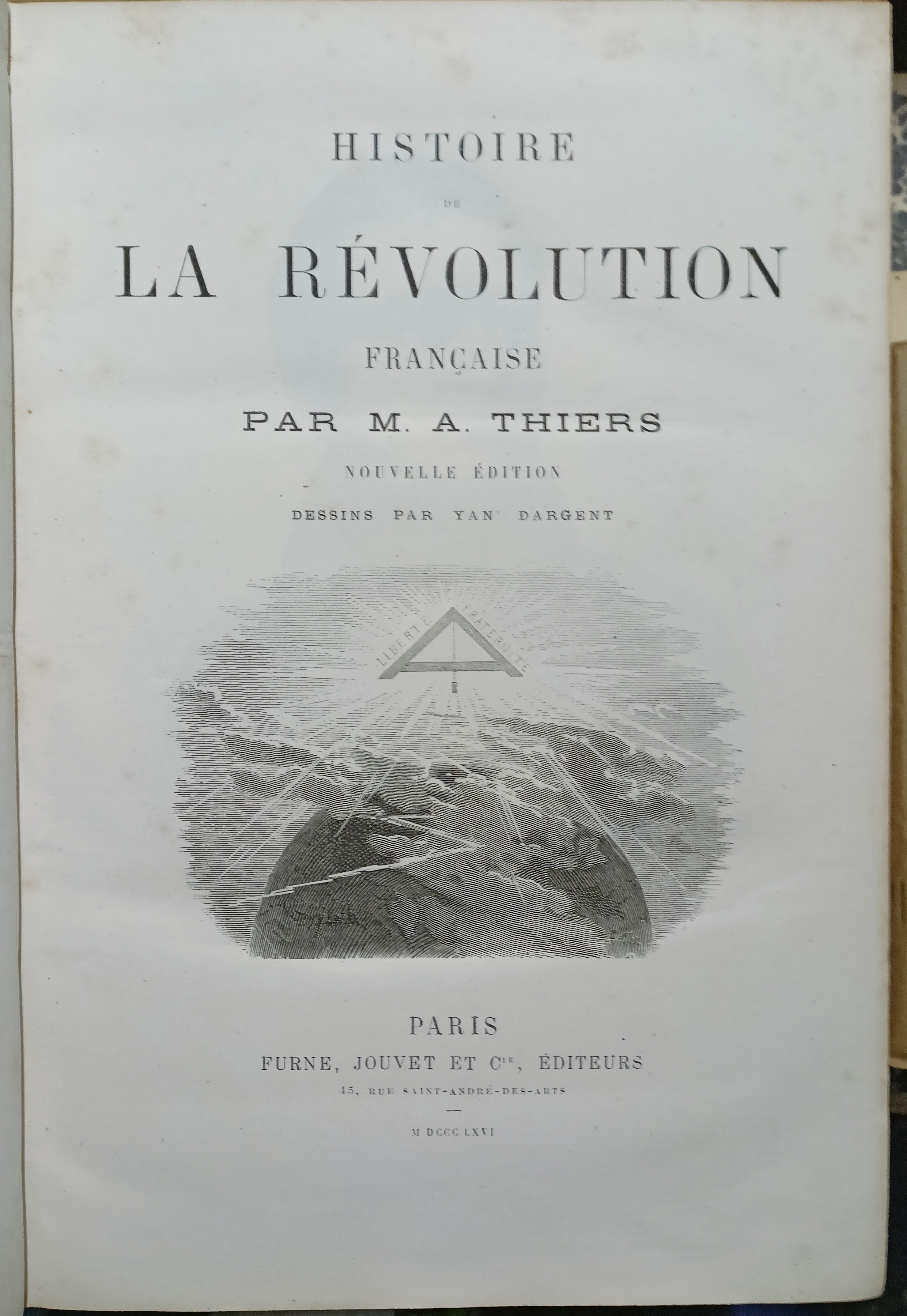
Première page de l'ouvrage historique Histoire de la Révolution française (Edition de 1866)

- Histoire de la Révolution française, Paris, Lecointre et Durey, 1823-27 (10 volumes).
- Law et son système de finance, Paris, 1826.
- La Monarchie de 1830, par A. Thiers, député des Bouches-du-Rhône, Paris, Alexandre Mesnier, 1831.
- Histoire de la Révolution française. Précédée d'un Précis de l'histoire de France, par M. Michelet, Bruxelles, Société des bibliophiles belges, 1841 (2 volumes).
- Rapport de M. Thiers sur la loi d'instruction secondaire fait au nom de la Commission de la Chambre des députés dans la séance du 13 juillet 1844, Paris, Paulin, 1844.
- Histoire du Consulat et l'Empire faisant suite à l'histoire de la Révolution française, Paris, Paulin (volumes 1 à 16) - Paulin, Lheureux et Cie (volumes 17 et 18) - Lheureux et Cie (volumes 19 et 20), 1845-62. 74 planches gravées sur acier par Eugène Beyer, T. Doherty, Charles Geoffroy, Paul Girardet, Tony Goutière, Jean-Jacques Outhwaite, etc., d’après Horace Vernet, Karl Girardet, Eugène Charpentier, etc.
- De la Propriété, Paris, Paulin, Lheureux et Cie, 1848 (réédition : Paris, Éditions du Trident, 2011).
- De la propriété. Édition augmentée des Discours sur le droit au travail et sur le crédit foncier, Bruxelles, Méline, Cans et Compagnie, 1848.
- Du communisme, Paris, Paulin, Lheureux et Cie, 1849, lire en ligne sur Gallica.
- Rapport général présenté par M. Thiers au nom de la Commission de l'Assistance et de la Prévoyance Publiques. Dans la séance du 26 janvier 1850, Paris, Paulin, Lheureux et Cie, 1850.
- Histoire de Law, Paris, Michel Lévy frères, 1858.
- Discours de M. Thiers député de la Seine sur l'expédition du Mexique prononcés dans la discussion de l'adresse au corps législatif, Paris, Lheureux et Cie, 1864.
- Discours de M. Thiers député de la Seine sur les finances prononcés au corps législatif dans la discussion du budget - Séances de 2 et 6 juin, Paris, Lheureux et Cie, 1865.

- Histoire de la Révolution française, Paris, Furne, 1865 (2 volumes). Illustrations par Yan' Dargent.
- Discours de M. Thiers député de la Seine sur la politique extérieure de la France spécialement en ce qui concerne l'Allemagne et l'Italie prononcés au corps législatif dans les séances des 14 & 18 mars 1867, Paris, Lheureux et Cie, 1867.
- Déposition dans l'enquête ouverte sur les banques et la circulation fiduciaire, Paris, 1867.
- Discours prononcés au corps législatif (janvier et février 1868) par M. Thiers sur la liberté de la Presse, Tours et Paris, 1868.
- De la propriété. Nouvelle édition augmentée d'un choix de maximes et pensées extraites de L'histoire du Consulat et de l'Empire, Paris, 1868.
- Discussion du projet de loi relatif à un emprunt de 2 milliards. Séance du 20 juin 1871. Discours de M. A. Thiers, Paris, Imprimerie et Librairie du Journal Officiel, Wittersheim, 1871.
- Déposition sur le 18 mars, Paris, 1872.
- Histoire de la révolution du 4 septembre et de l'insurrection du 18 mars : dépositions de M. Thiers devant les commissions d'enquête parlementaire, Paris, 1873.
- Histoire complète de la révolution de Paris en 1871, Laurent Martin, Paris, librairie universelle d’Alfred Duquesne, 1871, 292 p.
- Manifeste de M. Thiers aux électeurs du IXe arrondissement de Paris, Paris, Marpon et E. Flammarion, 1877.
- Discours parlementaires (1830-1877), publiés par M. Calmon, Paris, Calmann-Lévy, 1879-1883 (15 volumes).
- Notes et souvenirs de M. Thiers. 1848. Révolution du 24 février, Paris, Calmann-Lévy, 1902.
- Notes et Souvenirs - Voyage diplomatique. Proposition d'un Armistice. - Préliminaires de la Paix. Présidence de la République, Paris, Calmann-Lévy, 1903.
- Occupation et libération du territoire 1871-1873 - Correspondances, Paris, Calmann-Lévy, 1903.
- Discours prononcé à l’Académie française par M. Thiers pour la réception de M. Stendhal et recueilli par André Billy, Paris, Éditions du Trianon, 1932. Frontispice gravé par Joseph Hémard.

## Détail des mandats électifs
- 21 octobre 1830 (élection complémentaire) : élu des Bouches-du-Rhône à la Chambre des députés ; réélu à six reprises, il siège jusqu'en février 1848.
- 4 juin 1848 (élection complémentaire) : élu député de la Seine-Inférieure à l'Assemblée nationale constituante (élu dans 4 autres départements).
- 13 mai 1849 : élu député de la Seine-Inférieure à l'Assemblée nationale législative.
- 31 mai 1863 : élu député de la Seine au Corps législatif. Réélu le 24 mai 1869.
- 8 février 1871 : élu député dans 26 départements[93], il opte pour représenter le département de la Seine, à l'Assemblée nationale.
- 20 février 1876 : élu député de la Seine à la Chambre des députés.

## Décorations
- Légion d'honneur :
  - Chevalier : 1er mai 1831
  - Officier : 30 avril 1833
  - Commandeur : 24 avril 1835
  - Grand officier : 27 avril 1840
  -  Grand-croix de la Légion d'honneur : 6 avril 1871, pour prendre rang le 21 février 1871, en tant que chef du pouvoir exécutif de la République française[94]
- Ordre de la Croix de Juillet[95]
- Chevalier de l'ordre de la Toison d'or le 14 septembre 1871.  Royaume d'Espagne[96]

## Hommages et critiques

### Maison natale et tombeau
Une plaque commémorative a été apposée sur la maison natale de Thiers, située dans la rue qui porte son nom. Le bâtiment, donné en 1901 par Félicie Dosne, belle-sœur de l'homme politique, a dès lors abrité une partie des locaux de l'Académie des sciences, lettres et beaux-arts de Marseille.
Le gouvernement français ne fit pas ériger de tombeau. Son épouse et sa belle-sœur se chargèrent alors de lui en faire construire un. Situé au cimetière parisien du Père-Lachaise, celui-ci se présente sous la forme d'un mausolée, d'une hauteur de 14 mètres et d'une surface extérieure de 145 m2 selon la notice du journal L'Illustration. Selon un auteur contemporain de la mort de l'ancien président (A. Lenormand-Romain) le tombeau de Thiers est « le monument le plus imposant du Père-Lachaise ». En 1971, il est à deux reprises la cible de profanation à la bombe.

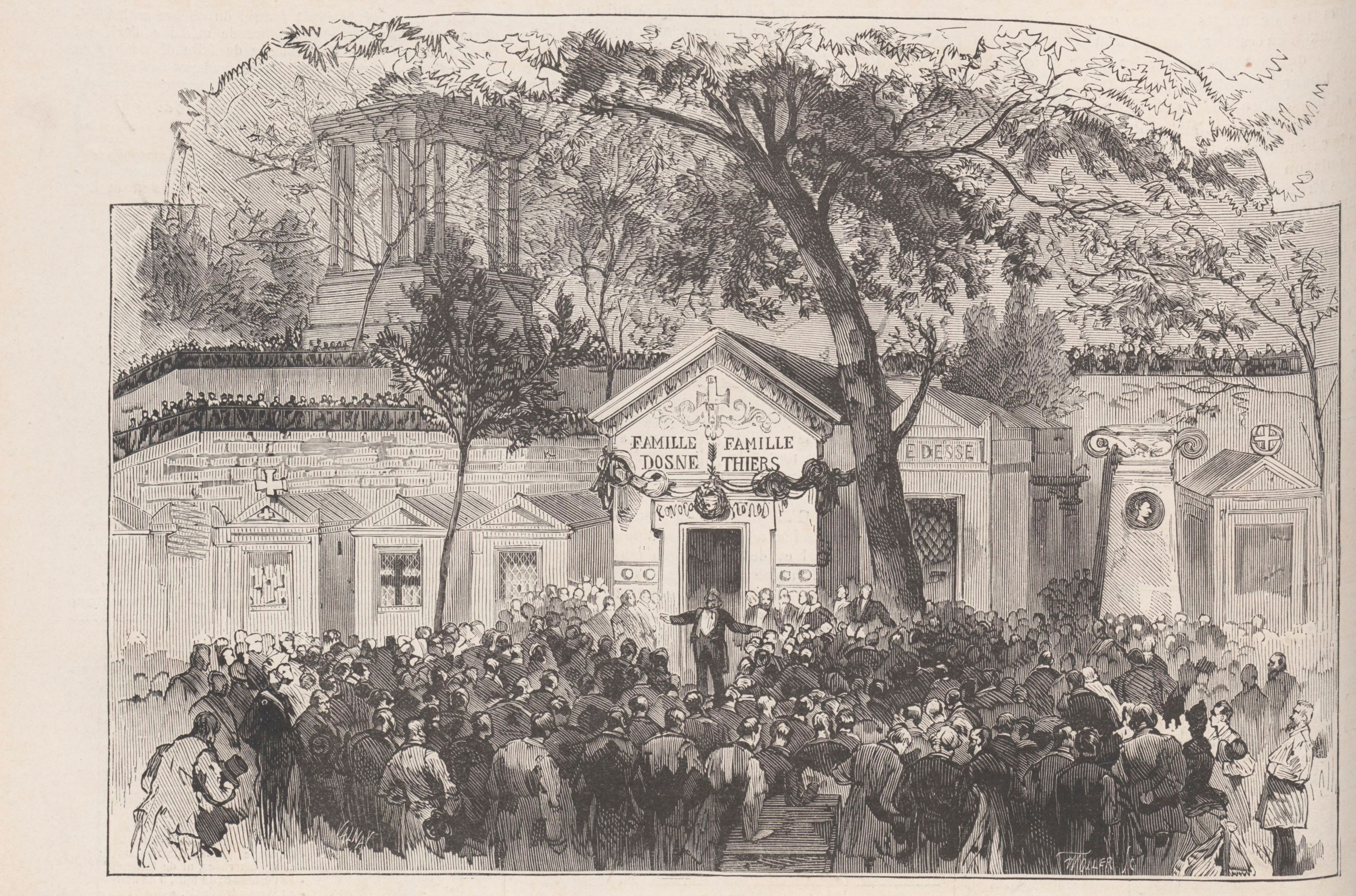
Enterrement d'Adolphe Thiers dans la chapelle Dosne-Thiers.
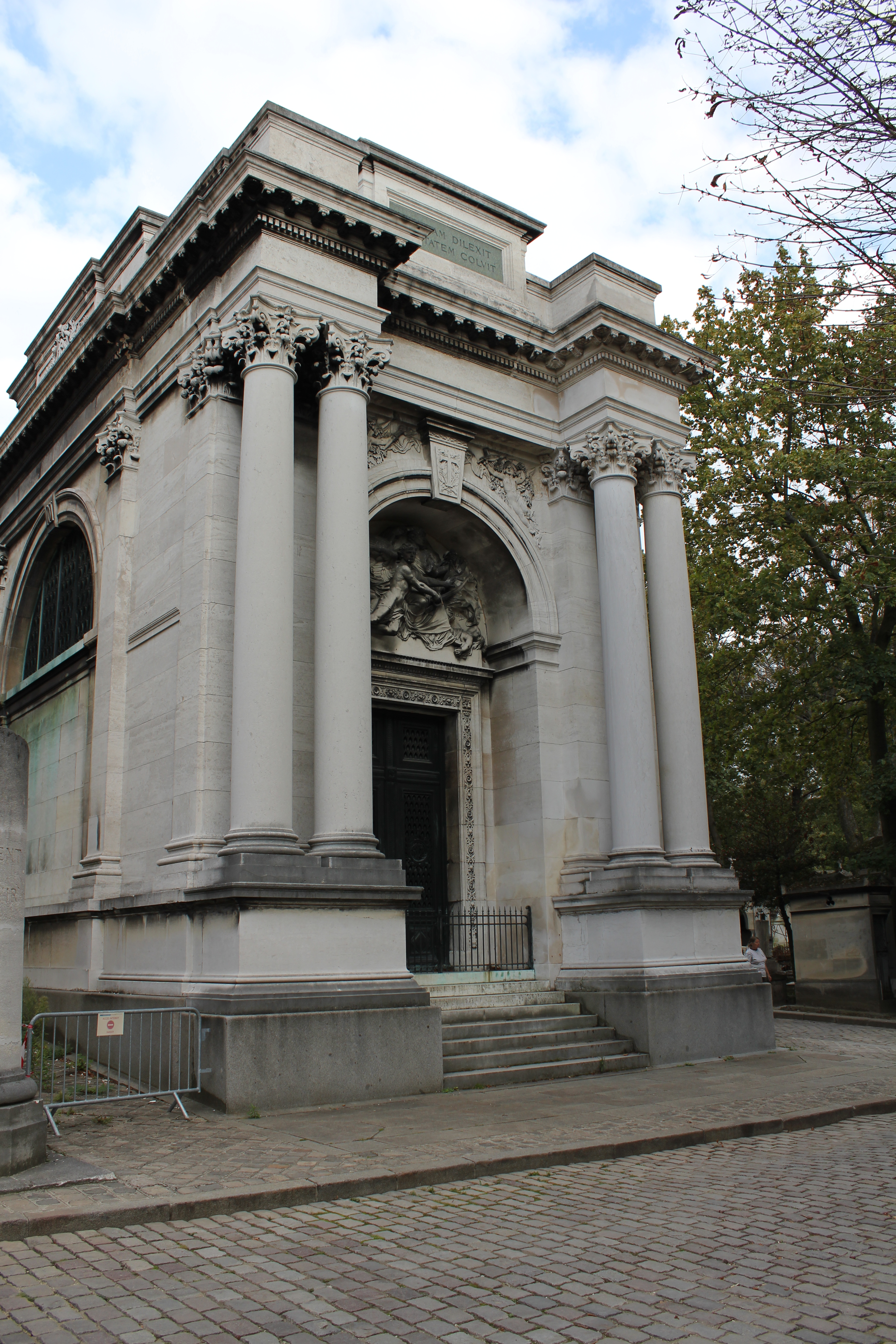
Chapelle funéraire d'Adolphe Thiers au cimetière du Père-Lachaise (division 55).

### Statues, bustes

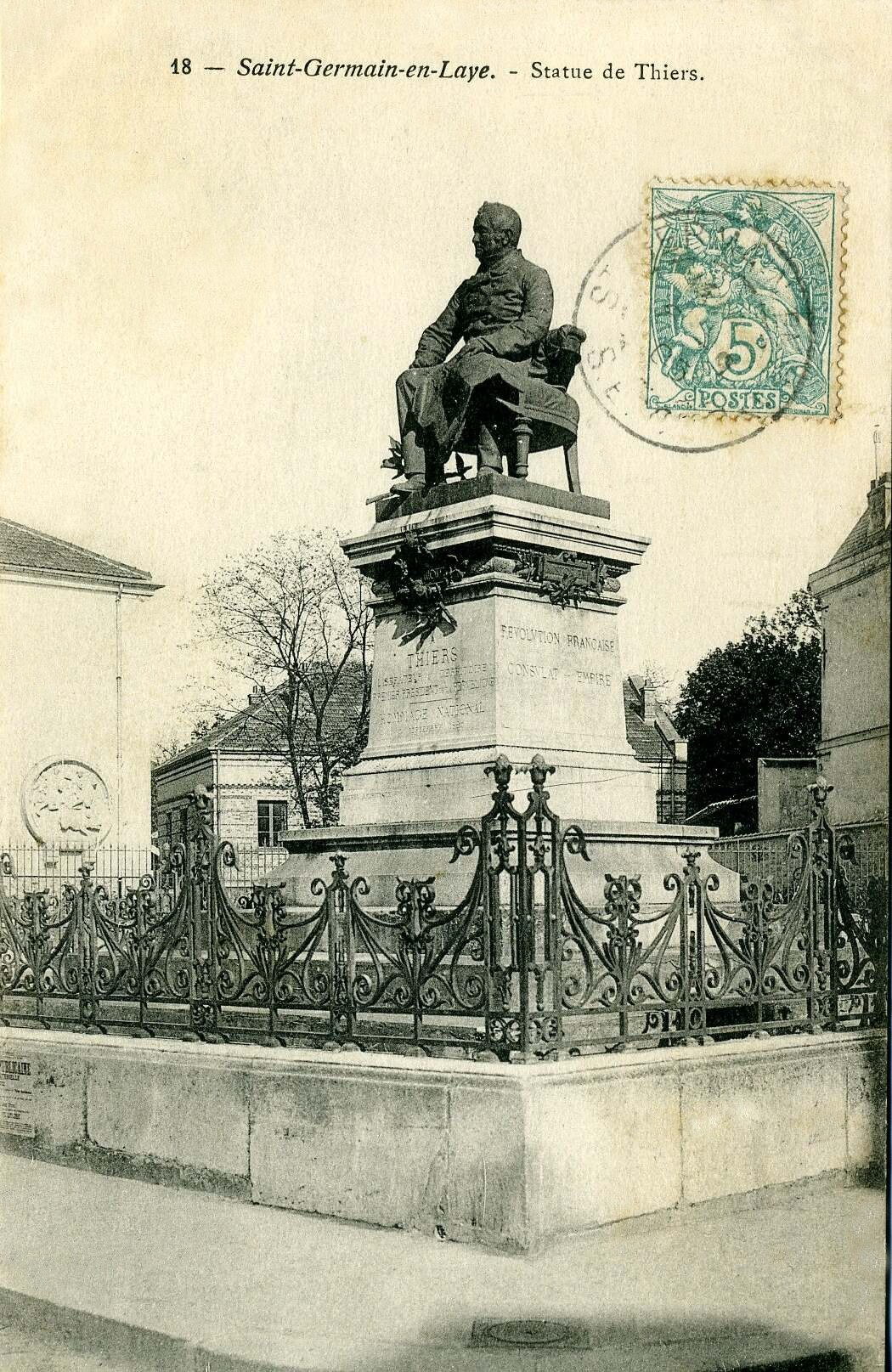
Statue d'Adolphe Thiers à Saint-Germain-en-Laye en 1910.

En 1879, deux ans après la mort de Thiers, une statue, financée par une souscription régionale, est érigée en son honneur à Nancy en 1879. Haute de 3,40 m, elle représente le personnage de Thiers, debout, tête nue, vêtu d'une redingote et d'un pardessus. En 1979, celle-ci est retirée et placée dans un dépôt à la suite du réaménagement de la place Thiers (rebaptisée place Simone Veil en 2018),.
Une réplique de la statue de Nancy a fait partie du paysage urbain de Bône (aujourd'hui Annaba) entre 1880 et 1962. À la demande des autorités algériennes suite de l'indépendance du pays, celle-ci est partie pour Marseille avant de gagner une place dans la ville de Saint-Savin en 1967 où elle est placée sans aucune identification.
Une statue d'Adolphe Thiers, le représentant assis, surmontant un piédestal monumental existait également sur la place du château de Saint-Germain-en-Laye. Installée en 1880, celle-ci a été fondue durant l'occupation en 1941.
Œuvre du sculpteur et médailleur français Henri Chapu, un buste d’Adolphe Thiers se trouve dans la Galerie des bustes du Palais du Luxembourg qui héberge le Sénat à Paris.

### Philatélie
Un timbre, dessiné et gravé par Pierre Gandon a été lancé par l'administration des postes françaises et distribué entre octobre 1952 et mars 1953 pour une valeur à la vente de 30 francs + 7 francs.

### Astronomie
Son nom serait donné à l'astéroïde (125) Liberatrix, mais ce n'est pas une certitude.

### Île
Dans l'océan Pacifique, au sein de l'archipel des Tuamotu, un banc porte le nom de Banc Président Thiers.

### Ville
Pendant l'occupation coloniale de l'Algérie, le village d'Attia devient « Thiersville » en 1878, et le centre de population d'Aïn Oum El Alleug prend le nom de « Thiers » en 1879. À l'indépendance du pays en 1962, les deux localités sont rebaptisées, et deviennent respectivement Ghriss et Kadiria.

### Odonymie

#### Voies de villes françaises

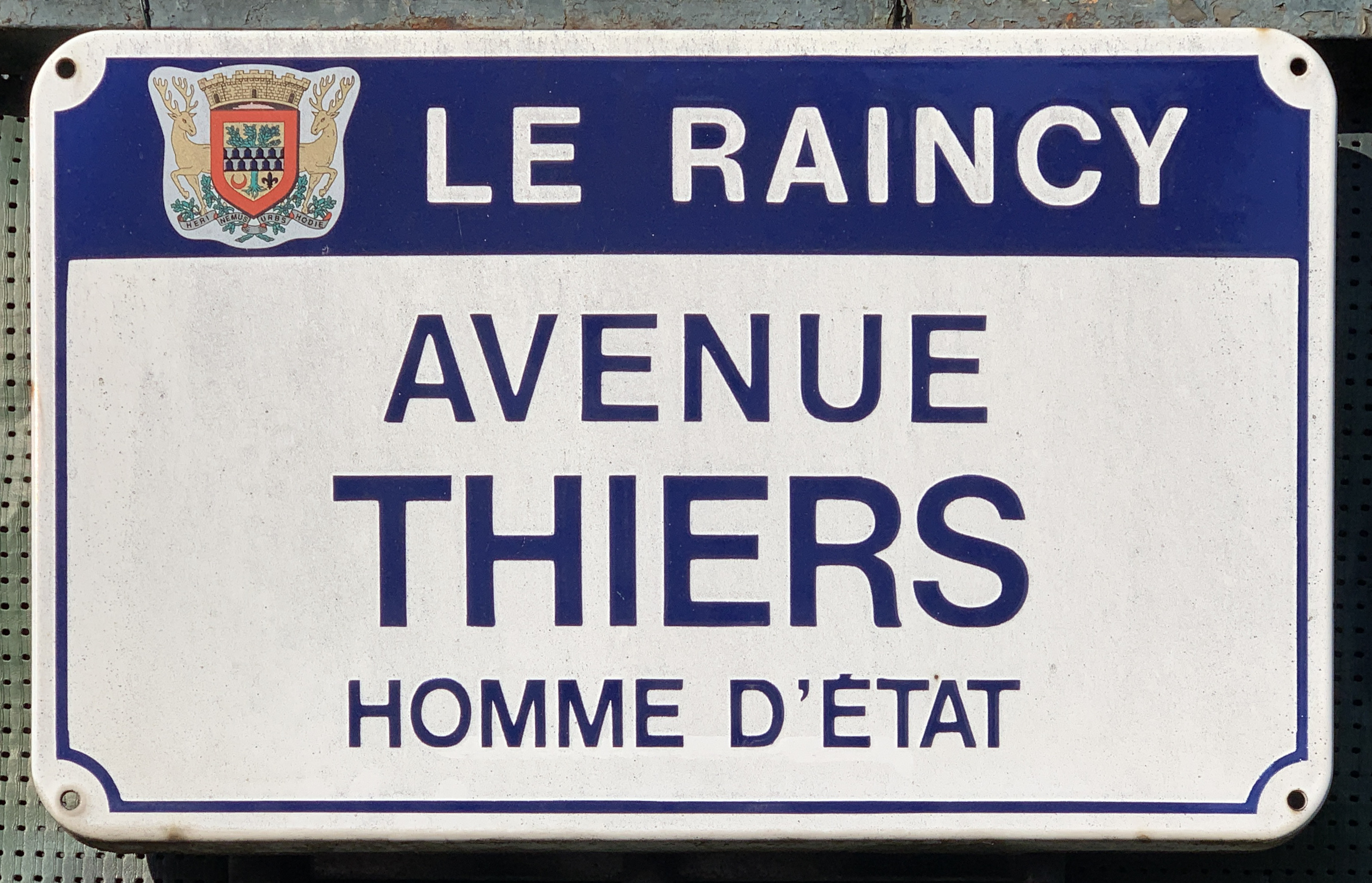
Plaque de la rue Thiers au Raincy.

Depuis la fin du XIXe siècle, de nombreuses rues, avenues, places et autres voies des grandes villes de France ont reçu le nom du premier président de la République, notamment à Aix-en-Provence), Bayonne, Beaune, Bordeaux, Dijon, Épinal, Grenoble, Le Raincy, Lille, Lyon, Reims, Toulouse et Vannes. Il existe un quartier Thiers à Marseille (près de la Canebière), ainsi qu'un quartier du même nom à Nice, même si pour cette dernière ville, le nom d'usage est différent. Selon le journaliste d'histoire Georges Valance qui est l'auteur d'une de ses biographies, Adolphe Thiers est l'une des personnalités qui a le plus de rues en France.
À Paris, la rue Thiers est situé dans le quartier de la Porte-Dauphine, dans le 16e arrondissement. Non loin de cette rue, il existe également, dans le même quartier, un square Thiers où se trouve un bas-relief représentant l'homme politique. Le lycée Thiers est un lycée de Marseille, situé dans le quartier du même nom.
En 2023, plus généralement, 36 rues (etc.) portent le nom de l'ancien président.

#### Polémique autour du nom
En 1968, à Vernon dans l'Eure, l'avenue Thiers est rebaptisée Pierre-Mendès-France. En 1971, pour le centenaire de la Commune de Paris, c'est la ville d'Amiens qui rebaptise le boulevard Thiers, boulevard des Fédérés. En 1993, à Rouen, la rue Thiers est renommée rue Jean-Lecanuet.

Au début du XXIe siècle, certaines personnes, quelquefois rassemblées autour de collectifs, ont critiqué le fait que des voies de villes françaises portent le nom de Thiers, ce qui a entrainé des demandes de changement de nom, notamment à l'occasion des célébrations du 150e anniversaire de l'insurrection de la Commune de Paris.

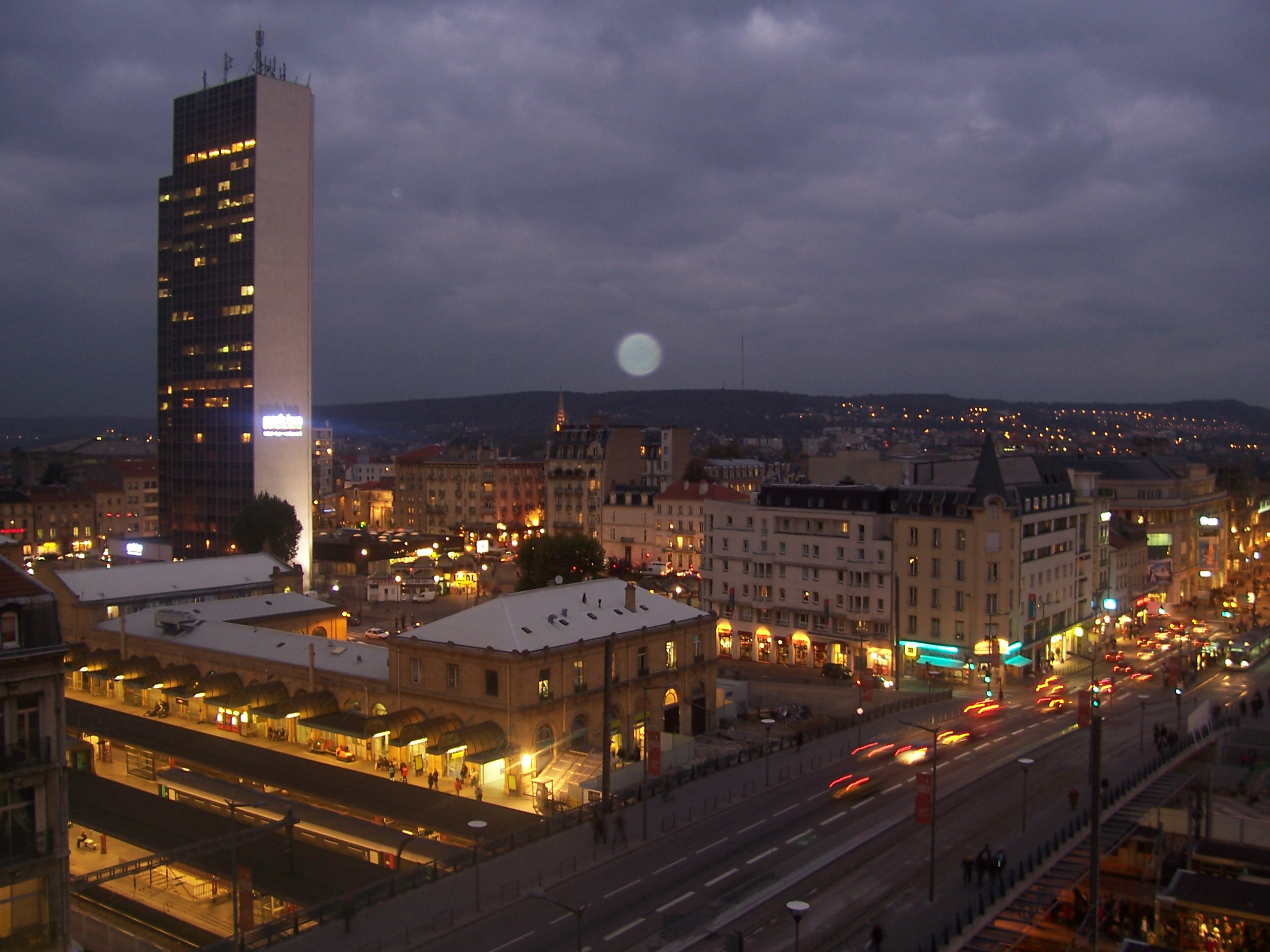
La place Thiers (devenue la place Simone-Veil en 2018) à Nancy et la tour Thiers.

À Bordeaux, en 2021, un collectif demande le renommage de l'avenue Thiers, voie longue de trois kilomètres dans le quartier de la Bastide. En outre, l'avenue Thiers a donné ce nom à un groupe scolaire, un gymnase et un arrêt de tramway. Les membres du collectif justifient cette demande auprès de la mairie de Bordeaux notamment en raison des positions colonialistes de Thiers et bien entendu son rôle criminel durant la violente répression de la Commune de Paris. Soutenu par des riverains et plusieurs associations, le mouvement bordelais suggère de renommer cette avenue du nom de la militante anarchiste Louise Michel, figure majeure de l'insurrection parisienne de 1871 et déportée sur ordre de Thiers.
Des mouvements similaires sont également organisés à Grenoble ainsi qu'à Reims et à Dieppe.
À Quimperlé, malgré le lancement d'un demande réclamant le changement de nom de la rue Thiers par un groupe politique du conseil municipal, celui-ci change d'avis en 2021.
À Nancy, la place Thiers est devenue la place Simone-Veil, le 1er juillet 2018, à la suite d'une décision du conseil municipal de la ville. Le conseil municipal de Nancy avait pris la décision six ans auparavant, de renommer la rue Thiers en rue de l'Hôtel de ville. L'immeuble de grande hauteur situé sur cette place a cependant gardé son nom de « Tour Thiers ». À Juvisy-sur-Orge, près de Paris, l'avenue Adolphe Thiers est rebaptisée avenue Édouard Thiers, du nom d'un combattant local de la guerre de 1870.